# Maghreb central
Entités précédentes :
- Califat omeyyade
- Grande révolte berbère

Entités suivantes :
- Régence d'Alger

Le Maghreb central, également connu sous le nom d'Al-Maghrib Al-Awsat (en arabe : المغرب الأوسط), aussi désigné comme « Berbérie centrale », est une description géographique d'un espace politique en mutation au sein du Maghreb et une appellation historique de ce qui correspond aujourd'hui à l’Algérie, entre les VIIe et XVIe siècles, dont les limites sont fluctuantes. Il correspond généralement à une grande partie de l’actuelle Algérie et de son Sahara septentrional.
Après la conquête des Arabes omeyyades (VIIe siècle), il s'en détache à la faveur de la Grande révolte berbère qui culmine à bataille des Nobles (740) où les Berbères remportent une victoire décisive. Des pouvoirs locaux d'obédience berbère, kharéjites et égalitaires, naissent alors comme les Ifrénides de Tlemcen, ou les Rostémides de Tahert. Le Maghreb central est alors vu dans l'historiographie arabe comme le territoire des communautés berbères dissidentes avant l'avènement de l'ordre politique et économique fatimide. Il voit également, plus tard, l'émergence de pouvoirs dynastiques berbères locaux comme les Zirides (Xe siècle), les Hammadides (XIe siècle), ou les Zianides (XIIIe siècle). Situé entre le Maghreb al-aqsa, le Maghreb extrême et l'Ifriqiya, ou Maghreb proche, il est également soumis à l'avancée de pouvoirs concurrents sur ses marches : c'est le cas des Aghlabides (IXe siècle) à l'Est ou des Almoravides à l'Ouest (XIe siècle).
Le Maghreb central connaît aussi la naissance de mouvements qui débordent de ses frontières comme l'offensive chiite ismaélienne des tribus Kutama qui fondent le califat fatimide (Xe siècle), qui avancera jusqu'au Caire et en Orient. Il est aussi le théâtre de la rencontre entre Abd el-Mumin et Ibn Toumert à Béjaïa qui aboutira sur la création de l'Empire almohade (XIIe siècle).
Le Maghreb central connaîtra un morcellement politique à partir du XVe siècle, les confédérations tribales, les confréries maraboutiques, ainsi que les pillages hilaliens affaiblissent les pouvoirs centraux à Tlemcen et à Béjaïa. La Reconquista puis l'offensive des Espagnols sur les côtes au début du XVIe siècle poussent la population et certains dignitaires dans les villes à se tourner vers des corsaires turcs, comme les frères Barberousses, qui sollicitent l'intervention ottomane.
C'est le début de la régence d'Alger qui se forme sur les décombres de l'Etat Zianide, et des marches hafsides à l'Est : le centre du Maghreb est dès lors nommé dawlat al-Jazâ’ir (le pouvoir-État d’Alger).

## Étymologie
Les chroniqueurs de l’époque médiévale islamique du Maghreb  distinguent trois ensembles avant l’installation du pouvoir-État d’Alger (dawla al-Jazâ’ir) : Al-Maghrib al-Adna (Maghreb le plus proche, de l’Orient) ou l’Ifriqiya, Al-Maghrib Al-Awsat (Maghreb central ou médian) et Al-Maghrib Al-aqsa (Maghreb extrême). Mais à ces découpages géographiques ne correspondent pas d’États stables et durablement fixés. Ainsi après les tentatives d’empires maghrébins, le Maghreb est partagé entre trois entités politiques : Hafsides, Zianides et Mérinides, États fluctuants qui rivalisent pour établir leur emprise sur tout le Maghreb mais qui peuvent selon Gilbert Meynier « dans l’anachronisme (pré)figurer pour les téléologies nationalistes les États-nations d’aujourd’hui ».
On parle également de « Berbérie centrale » pour cette région bornée par la Moulouya ou l'Atlas Moyen à l'Ouest, et jusqu'aux Constantinois et les Aurès, à l'Est, qui fut l'ancien fief de la civilisation numide et qui comporte de nombreux monuments funéraires antiques,,.
La première référence au terme en arabe « Al-Maghrib Al-Awsat » est faite par le géographe andalou Al-Bakri dans son ouvrage Livre des routes et des royaumes, écrit en 1094. Il y mentionne que Tlemcen était la capitale de ce territoire. Ce terme a ensuite été repris par Al-Idrissi en 1152 dans Tabula Rogeriana. Plus tard, Ibn Khaldoun et Aboulféda évoquent également ce concept, bien que sa traduction française sous la forme « Maghreb central » semble apparaître pour la première fois dans les travaux de De Slane, qui a traduit l'ouvrage d'Al-Bakri.

## Géographie

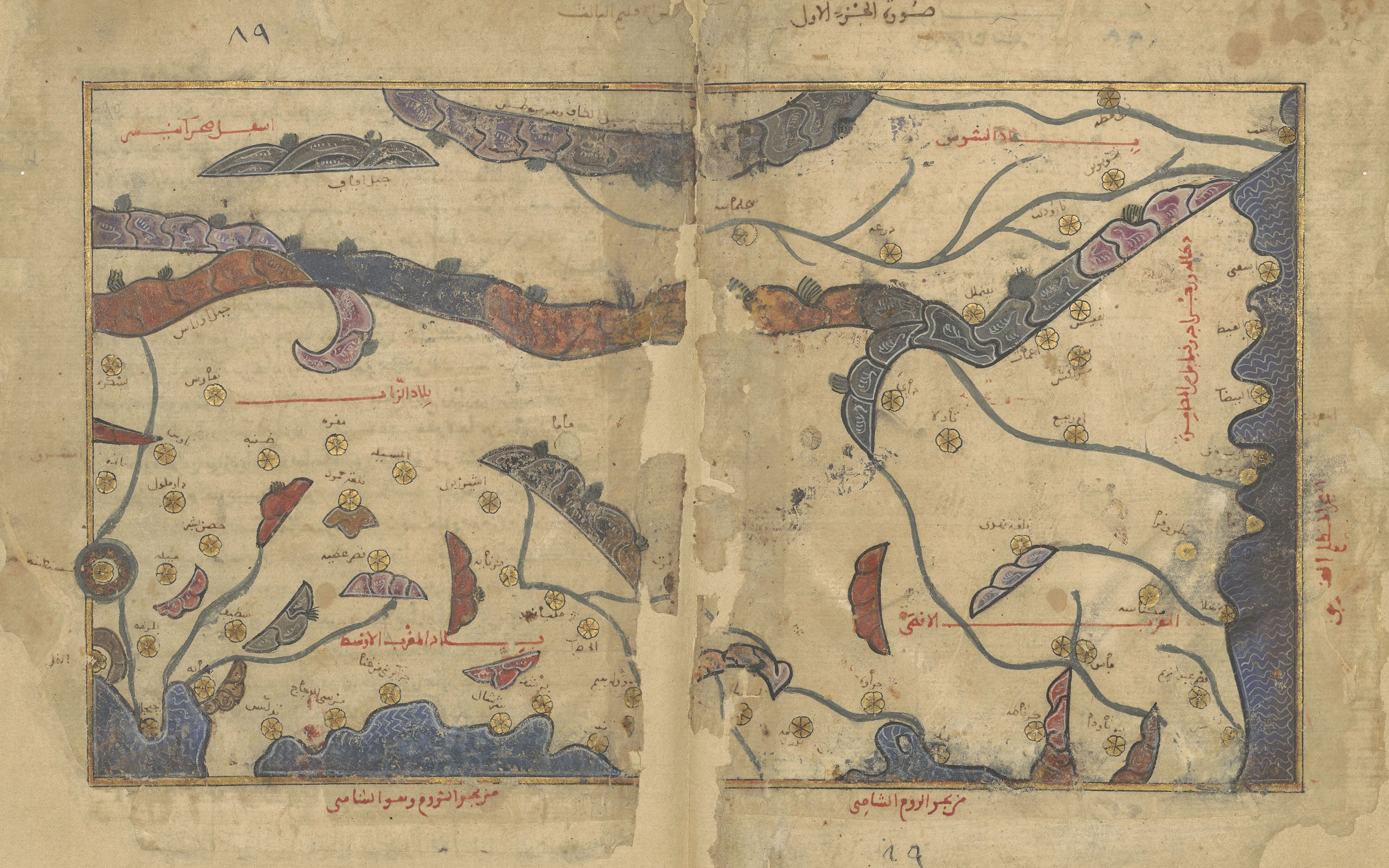
Le Maghreb central et extrême représentés dans la Tabula Rogeriana du géographe Al Idrissi (XIIe siècle).

Le Maghreb central correspond généralement à une grande partie de l'Algérie septentrionale,. Pour d'autres auteurs et notamment Ibn Khaldoun, il s'agit d'un ensemble qui s'étend de la Moulouya jusqu'à Annaba.
À l'Ouest, l'oued Moulouya semble une manière commode de délimiter le Maghreb al-Aqsa du Maghreb central. La Moulouya constitue la limite est du « royaume de Fez » selon Léon l’Africain, et dans l'Antiquité elle était déjà la limite entre Maures et Massaessyles (Numides) selon Strabon et Pline, puis sous l'Empire romain la délimitation entre les provinces tingitane et césarienne. C'est cette limite qui est choisie lors du traité de Monteagudo en 1291 entre Castillans et Aragonais pour identifier les deux contrées et délimiter leurs zones d'influence en Afrique du Nord.
À l'Est, la limite du Maghreb central change selon les auteurs et les époques. Tantôt certains auteurs rattachent Béjaïa à l'Ifriqiya, contrée à l'Est du Maghreb central, alors que pour d'autres l'Ifriqiya commence à Bône (Annaba). Généralement la limite entre le Maghreb central et l'Ifriqiya est située dans l'Est algérien, à proximité des villes d'Annaba ou de Constantine. Au Nord et au Sud, la mer Méditerranée et le grand Sahara s'imposent comme limites naturelles consensuelles de cet espace.
Le territoire du Maghreb central, est caractérisé par d'imposantes montagnes parallèles à la côte, connues sous le nom d'Atlas tellien. L'Atlas tellien est divisé par des vallées fluviales comme le Chelif qui se jette dans la mer Méditerranée au port de Mostaganem ou le Soummam qui se jette dans la mer près de Béjaïa. D'ouest en est, il comprend : les monts du Tessala, l'Ouarsenis, le Titteri, les Bibans, les monts du Hodna et les Babors. Une autre ligne de chaînes de montagnes fragmentées, appelée l'Atlas saharien, est à peu près parallèle à la frontière sud du Maghreb central avec le Sahara. Ces chaînes sont d'ouest en est : les monts des Ksour, le djebel Amour, les monts des Ouled Naïl et les Aurès. L'unité de l'Atlas saharien est brisée par des dépressions telles que le chott el Hodna et le Zab. Entre l'Atlas saharien et l'Atlas tellien, il existe d'importantes plaines, en particulier à l'ouest entourant Tlemcen.
La succession des structures politiques au Maghreb central a, temporairement, pour conséquence une appropriation accrue et graduellement plus complète des territoires sahariens à travers le commerce. Les rapports entre royaumes du Nord du Maghreb et régions sahariennes sont distendus et particularisés localement, mais fondés avant tout sur les richesses tirées du commerce transsaharien. Les royaumes nord maghrébins du Moyen Âge, rostémide (VIIIe-XIXe siècles), ziride (Xe siècle), hammadite (XIe-XIIe siècles) et abdelwadide (XIIIe-XIVe siècles) étaient spatialement des États de l’intérieur, centrés davantage sur les Hautes Plaines et le Tell que sur l’espace littoral méditerranéen, globalement au sud, leurs sphères d’influence se confondirent, de manière approximative, avec le sud de l’Atlas saharien, le long d’une ligne Chott Melrhir — sud de l’actuelle Laghouat — piémont des Monts des Ksour. L’espace saharien reste marqué par un fonctionnement de type réticulaire, structuré autour d'axes d'échange, ce qui invalide partiellement l’idée même de limites ou de frontières. Le contrôle de l’espace passe par celui des axes et des points. Ainsi, aucun royaume maghrébin ne réussit à imposer une marque durable sur l’organisation de l’espace saharien.

## Histoire

### La formation d'un espace historique
Après l'Ifriqiya, le conquérant arabo-musulman, Moussa Ibn Noçaïr créa trois nouvelles provinces : le Maghreb central avec Tlemcen pour capitale, le Maghreb al-Aqsa avec Tanger pour capitale, et
al-Sūs al-Aqṣā. Le Maghreb central était considéré par les historiens arabes du Moyen Âge comme le territoire des communautés rurales berbères et lié souvent aux révoltes contre le pouvoir central arabe. Avant d’être intégré dans l’espace politico-économique fatimide. À l'ouest, la limite entre le Maghreb central et le Maghreb extrême est marquée par l'oued Moulouya.
Le Maghreb central va très vite se distinguer par l'implantation du kharidjisme, doctrine religieuse égalitaire et réfractaire à l'impôt perçu par les gouverneurs arabes omeyyades au VIIIe siècle. Cette doctrine se veut une réponse à la politique omeyyade qui privilégie les Arabes aux non-Arabes. Trois pouvoir successifs vont prendre le kharidjisme pour idéologie : le royaume sufrite de Tlemcen d'Abou Qurra, celui de Sijilmassa et enfin celui des Rostémides de Tahert, le plus pérenne et structurant. Abou Qorra participe d'ailleurs à la Grande révolte berbère qui reconfigurera l'ensemble du Maghreb. Ces trois proto-pouvoirs successifs du Maghreb central s'appuient chacun sur l’existence d'une ville et d'une communauté commerçante. Les Rostémides fondent leur État dès 761 mais doivent composer à l'ouest avec les Idrissides et à l'est et avec les Aghlabides. Ces deux dynasties arabes mordent sur les frontières du Maghreb central.

### Grande révolte berbère
En 740, sur fond d'inegalités entre Berbères et Arabes, les premiers se révoltent et mettent à mort le gouverneur omeyyade de Tanger. La Bataille des nobles, sur les rives du Chélif, voie la défaite des armées du calife omeyyade. Le Maghreb, hormis Kairouan, se détache de l'autorité des califes ommeyyades. Ces derniers remplacés par les Abbassides en 750, n'auront jamais l'opportunité de reprendre pied au Maghreb.
En 765, dans la mouvance d'autres tribus berbères sur l'ensemble du Maghreb, les Banou Ifren s'insurgent en 765 et somment d'autres tribus de se convertir au kharidjisme. Ils proclament calife leur chef Abou Qurra qui constitue un royaume kharéjite sufrite à Tlemcen. Abou Qurra prend la tête d'une armée de 40 000 hommes et assiège Tobna où le général abbasside Omar Ibn Hafs est retranché avant de lancer une campagne sur Kairouan. Il cerne cette ville avec 350 000 cavaliers berbères mais échoue à la prendre. Abou Qurra et ses Beni Ifren regagnent Tlemcen.
Les Abbassides réagissent en restaurant de vieilles places fortes byzantines comme Tobna et en envoyant des contingents de mieux en mieux armés. Ils ne parviendront pas, cependant, à s'implanter au Maghreb central et au Maghreb extrême qui échappe à leur tutelle. Au Maghreb central la fondation d'un État rostémide centré sur Tahert va permettre de donner un repli à de nombreux insurgés, d'obédience kharidjite ou berbères.

### Dynastie des Rostémides

Le Maghreb central sous la dynastie des Rostémides et ses marches indépendantes à l'Est et à l'Ouest (VIIIe siècle)

Abd al-Rahmân Ibn Rustom, kharidjite d'origine perse crée un État ibadite englobant l'Ifriqiya. En 760, il est attaqué et vaincu par le gouverneur d'Égypte. Il abandonne l'Ifriqiya aux armées arabes et se réfugie dans l'Ouest algérien où il fonde Tahert en 761 qui devient la capitale du royaume rostémide,. Ses successeurs instaurent un pouvoir dynastique héréditaire, même s'ils étaient élus en théorie par les sages de la communauté.
L'assise de l'imamat rostémide de Tahert repose sur les tribus berbères du Maghreb central acquises à la doctrine kharidjite et va s'étendre de Tlemcen à l'ouest aux monts du Hodna à l'est. Cet État islamo-berbère ne s'implante pas dans la zone de Tahert par hasard ; cette région était le cœur du royaume berbère post-romain des Djedars. Durant un siècle et demi, l'imamat de Tahert va ainsi être le siège d'une civilisation originale.
À son arrivée, Ibn Rustom veut fonder une ville qui serait le nouveau Kairouan : sur son ordre est édifié Tahert sur le flanc du Djebel Guezoul. Un chroniqueur médiéval du nom de Amhammed Aftièch écrit : 

« [Tahert] est une ville du Maghreb central, ou plutôt il y a deux villes de ce nom, voisines, séparées par une distance de cinq milles environ : l'une s'appelle Tahert el Kadima, en berbère Tagdimt et l'autre Tajedit. Il y a quatre portes à Tahert : Bab Safah, Bab el Manazil, Bab el Andalous, Bab el Mota. Le marché est dominé par un château qui se nomme Mahasouma. Ce château est sur le bord d'une rivière qui vient du Sud-Est. Tahert fut bâtie cinquante ans avant Fès »

Au XIXe siècle, l'émir Abd el Kader prend Tadgemt comme capitale, revendiquant ce lieu comme le siège du royaume de ses ancêtres. La ville devient un carrefour commercial entre, au Sud, le Sahara, au Nord, la Méditerranée avec des liaisons maritimes vers Al-Andalus, mais également l'Orient : on y vient d'Irak, de Koufa, de Basra. La ville riche, attire de nombreuses tribus : Mezata de Tripolitiaine, des Houaras, Louwata, Matmatas, Zouagha, Sanhadja, Zenata mais aussi des Arabes fuyant l'Ifriqiya.
La ville est également un centre intellectuel important, siège de controverses religieuses. Tahert possède même un quartier de Chrétiens, celui d'El-Kanissa. Elle atteint son apogée vers le IXe siècle sous le gouvernement de Aflah ibn Abd al Wahhab (823/824 - 871/872). Les ruines actuelles du site qui était plus étendu en témoignent : à 700 ou 800 mètres du bâti résiduel, il existe des ruines de maisons dont le plan est typiquement algérien avec une cour centrale encadrée de chambres. Aflah ben Abd el Wahhab du temps où il était prince héritier, entreprit un voyage au bilad al-Sudan, dans le royaume de Gao, traduisant une séparation de ce dernier de l'Empire du Ghana et la sécurisation relative des itinéraires. D'autres royaumes sont mentionnés sous l'autorité des rois de Gao par les chroniques d'Ibn al Faqih qui écrit en 903 : celui de al Hazbin (Aïr), Maranda (sur les voies reliant Gao et Ghana à l'Égypte) et le royaume berbère Sanhadja (Zenaga) qui s'étend sur le Sahara occidental avec pour capitale Aoudaghost. Le motif de ce voyage serait donc de renforcer les liens commerciaux entre les royaumes de Tahert et de Gao, ce dernier controlant une bonne partie du Soudan occidental. Les Rostémides pratiquant déjà une politique d'alliance matrimoniale avec les Midrarides de Sijilmassa (également kharéjites), ce qui leur permettait une large assise commerciale transaharienne. Deux voies permettent de rallier Ghana et Gao à Tahert, une passant par Aoudaghost et Sijilmassa et l'autre par Tademekket (aujourd'hui ruines d'Es-Souq au nord-est de Gao) et Ouargla. Ouargla est peuplée de Ibadites, comme les Rostémides, et la route entre Tahert et Ouargla passe probablement par l'Oued Righ (actuelle vallée du Mzab), peuplé d'Ibadites également. L'autorité rostémide s'étend à Ouargla, ville où le dernier imam Ya'qub ben Aflah, s'exile après la prise de Tahert par les Fatimides en 909.

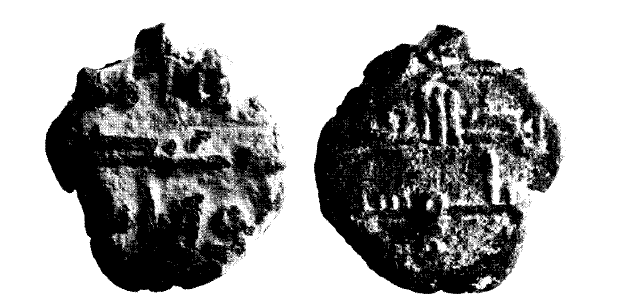
Fulus (pièce de monnaie en argent) rostémide frappée au nom du souverain Abd el Wahab à Tlemcen (168 à 208 du calendrier hégirien soit 784 à 824)
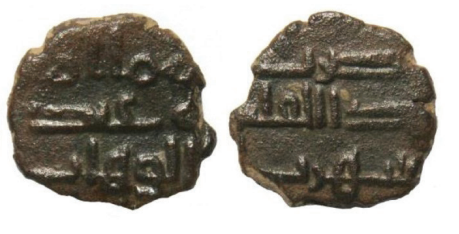
Fulus (pièce de monnaie en argent) rostémide frappée au nom du souverain Abd el Wahab à Tahert (168 à 208 du calendrier hégirien soit 784 à 824)

La date la plus ancienne attestée à propos du commerce transsaharien entre le Maghreb et le « Soudan occidental » à l'époque « arabe » est approximativement l'an 776-777/780. Cette date est rapportée par le chroniqueur Ibn as-Saghir, au début du Moyen Âge à propos des échanges entre Tahert capitale des Rostémides et le « Soudan ».

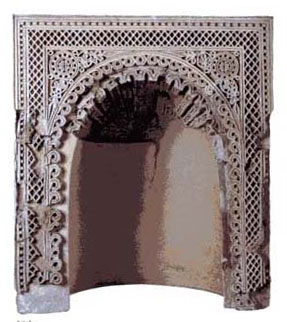
Mihrab de période rostémide (Sedrata)

Tahert est une place forte, bien fortifiée. Le royaume des Rostémides ne couvre pas tout le territoire de l'actuelle Algérie et à ses marges, il doit composer avec les Koutamas à l'est indépendants des pouvoirs aghlabides et rostémides. Le pays des Koutamas, les Aurès, le Constantinois dont les masses sont toutes gagnées au kharidjisme constituent des marches frontières entre Aghlabides et Rostémides à une époque où les frontières sont relatives,.
À l'est, le nouveau pouvoir des chérif idrissides menace le domaine des Rostémides. Après avoir soumis le nord du Maghreb extrême, Idriss Ier franchit la Moulouya et pénètre au Maghreb central jusqu'à Tlemcen. Son intention est alors de conquérir la région orano-tlémcenienne jusqu'alors dans l'obédience kharidjite du Maghreb central. En 790, il lance une première attaque contre Tlemcen, marche du royaume rostémide à la main des Ifrenides et Maghraouas qui constituent un fief indépendant. Le calife abbasside Haroun al-Rachid est furieux, d'après des propos rapportés par le Kitab el Istiqsa de En Nasiri, il écrit aux émirs Aghlabides que « Tlemcen est la porte de l'Ifriqiya, et qui occupe la porte est sur le point de prendre la Maison ». En effet le calife surveille de près les chérifs idrissides en exil. Idriss Ier meurt assassiné en 793 par un émissaire de Haroun al-Rachid. Dans la marche orano-tlemcenienne le retour au kharidjisme est important et encouragé par les Rostémides, la conquête d'Idriss est éphémère. Idriss II lance une autre expédition vers 805 pour reprendre Tlemcen mais n'ose pas affronter les Rostémides et Tahert directement. Il conclut un accord avec les Aghlabides de Kairouan pour prendre l’État kharidjite en tenaille.
Les Aghlabides lui reconnaissent en échange le droit moral d'occuper Tlemcen. La région est encore perdue par les Idrissides. À la mort d'Idriss II, son fils aine Mohamed concède à son oncle et frère d'Idriss Ier (Souleymân) puis après lui son fils Mohamed ben Souleymân, la charge de reprendre et de gouverner la région : cette entente est à la base de la création d'un royaume Soleïmanides qui vise à conquérir les régions entre Tlemcen et le Chélif. L'autre objectif est de miner l'autorité morale des kharidjites au Maghreb central, dont la doctrine égalitaire reste populaire auprès des masses. Cependant, cette politique centrée sur les chérif échoue : ces derniers au Maghreb central ou au Maghreb al-Aqsa (Maghreb extrême) se replient entourés de notables arabes dans les villes, et laissent graviter autour des centres de pouvoir des tribus berbères de facto indépendantes.

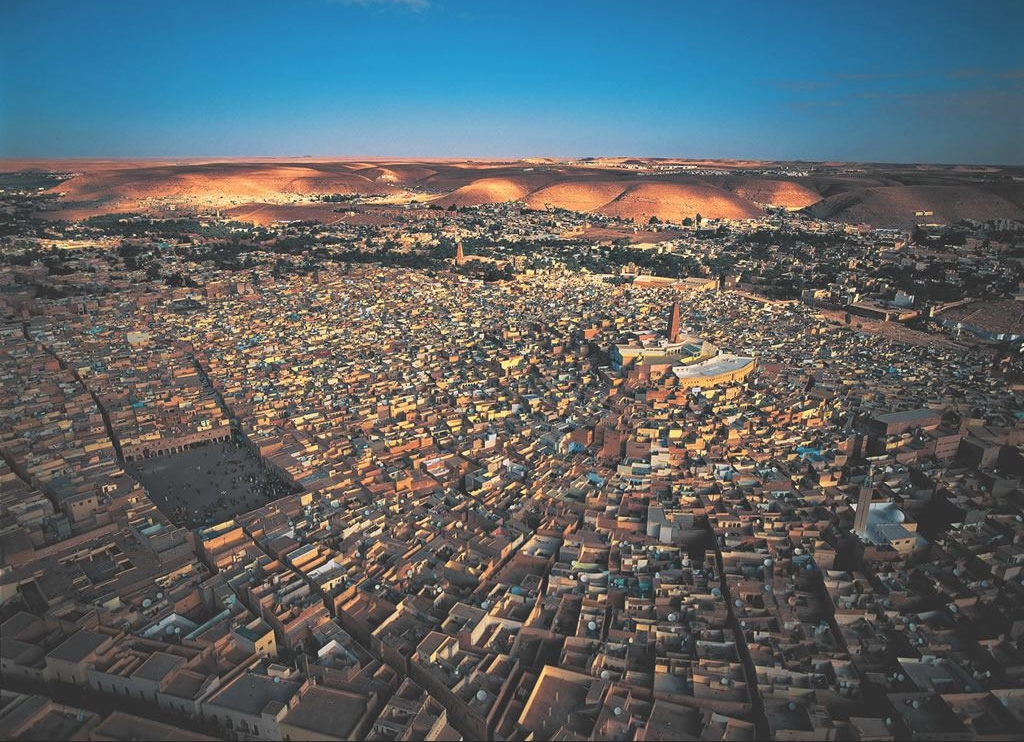
La ville de Ghardaïa fondée au Xe siècle dans la vallée du Mzab

Les Rostémides et les Soleïmanides assistent de fait au morcellement de leur territoire qui tombe aux mains de chefferies berbères. Une tribu en particulier, les Sanhadja Talkata, exerce une suprématie sur les autres tribus grâce à son nombre, son armée et la qualité de son chef : Menad père d'un certain Ziri, fondateur de la dynastie des Zirides.
Mais la négligence des affaires militaires par les Rostémides, occupés par des controverses religieuses incessantes, en fait la proie d'une nouvelle déferlante sur le Maghreb central : celle des Berbères Kutamas originaire de Petite Kabylie et d'obédience fatimide chiite au début du Xe siècle. Ces derniers balaient tous les anciens royaumes en place au Maghreb dans une épopée qui les mènera du Maghreb à l'Égypte. Les dignitaires kharidjites fuient dans les derniers îlots sahariens du Maghreb central rostémide : Ouargla, Sedrata, le Mzab.

### Le mouvement et la dynastie des Fatimides

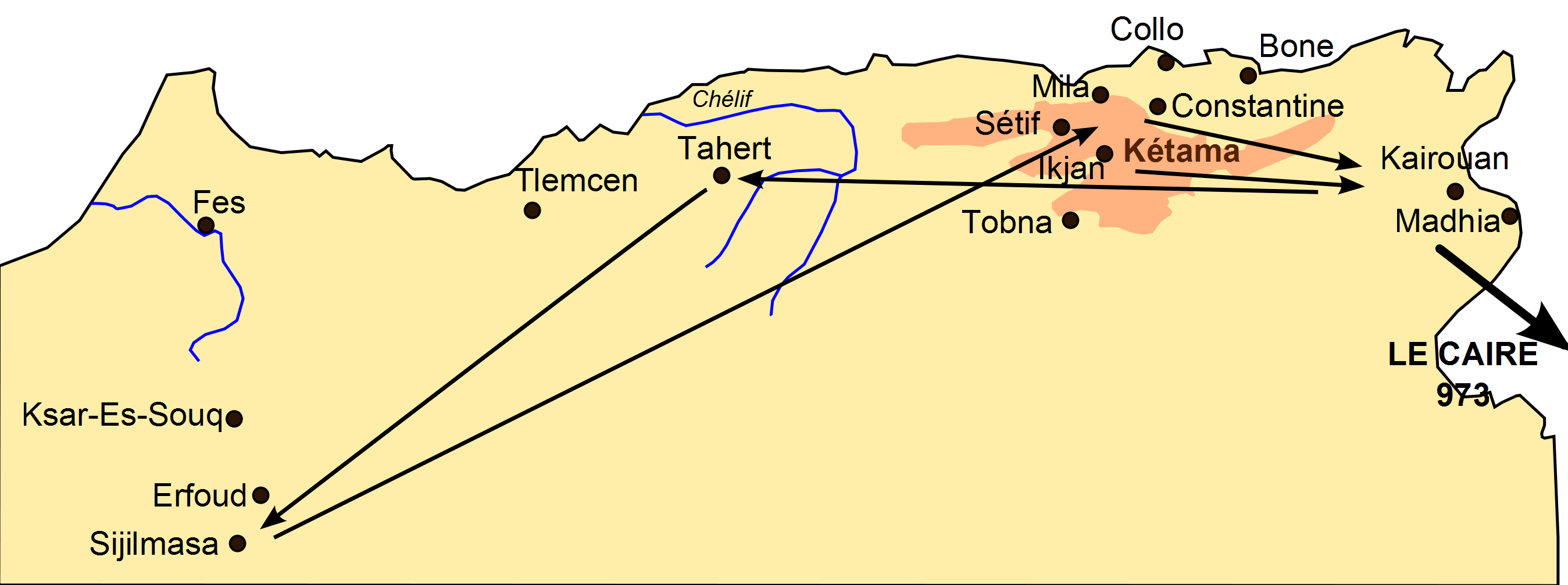
Campagne kutama d'établissement du Califat fatimide au Maghreb à partir de la Kabylie (début du Xe siècle)

Au Xe siècle, des tribus alors inconnues entrent dans l'histoire : les Berbères Kutamas de Petite Kabylie. Le Maghreb comme l'ensemble du monde musulman traverse une crise religieuse. Le choix politique que posait la désignation du calife par les croyants fut à l'origine du chiisme. Pour les partisans du chiisme, la dignité suprême, califat ou imamat, ne peut être confiée qu'à des descendants du prophète par Ali. Le chiisme s'oppose au kharijisme par son attachement strict aux descendants d'Ali, dont l'hérédité exclut toute possibilité d’élection : principe de base de la désignation chez les Kharidjites.
À l'origine de la grande aventure fatimide au Maghreb on retrouve ainsi deux hommes venus d'Orient, un Alide (descendant d'Ali) le Mahdi Ubayd Allah et le da'i, Abu Abd Allah, un missionnaire de l'Orient et les Kutamas, une tribu algérienne. Le da'i prit langue avec des pèlerins Kutama à La Mecque qui le ramenèrent peut-être vers 893 dans leur pays où il se fixa à Ikjan, véritable forteresse inexpugnable à l'abri des émirs aghlabides de Kairouan fidèles des califes Abbassides. Les Kutamas contrôlent toutes les marches du Maghreb central à la lisière des domaines Rostémides et Aghlabides : ils sont présents à l'ouest de Constantine jusqu'à Béjaïa, et au Sud de Constantine jusqu'aux Aurès. Ils nomadisent et contrôlent toutes les villes de la région : Ikjan, Sétif, Baghaïa, N'Gaous, Belezma, Tiguist, Mila, Constantine, Skikda, El-Coll et Jijel ; et ce, sans avoir à souffrir des oppressions aghlabides dont ils accueillent tous les rebelles. D'autres missionnaires : un certain El-Houlouani et un dénommé Abou Sofyan s'installent dans deux localités Koutamas : les Mermadjenna et Souk Djemar. Les idées et principes chiites progressent dans le pays kutama et le da'i fait proclamer la souveraineté d'Ubayd Allah.

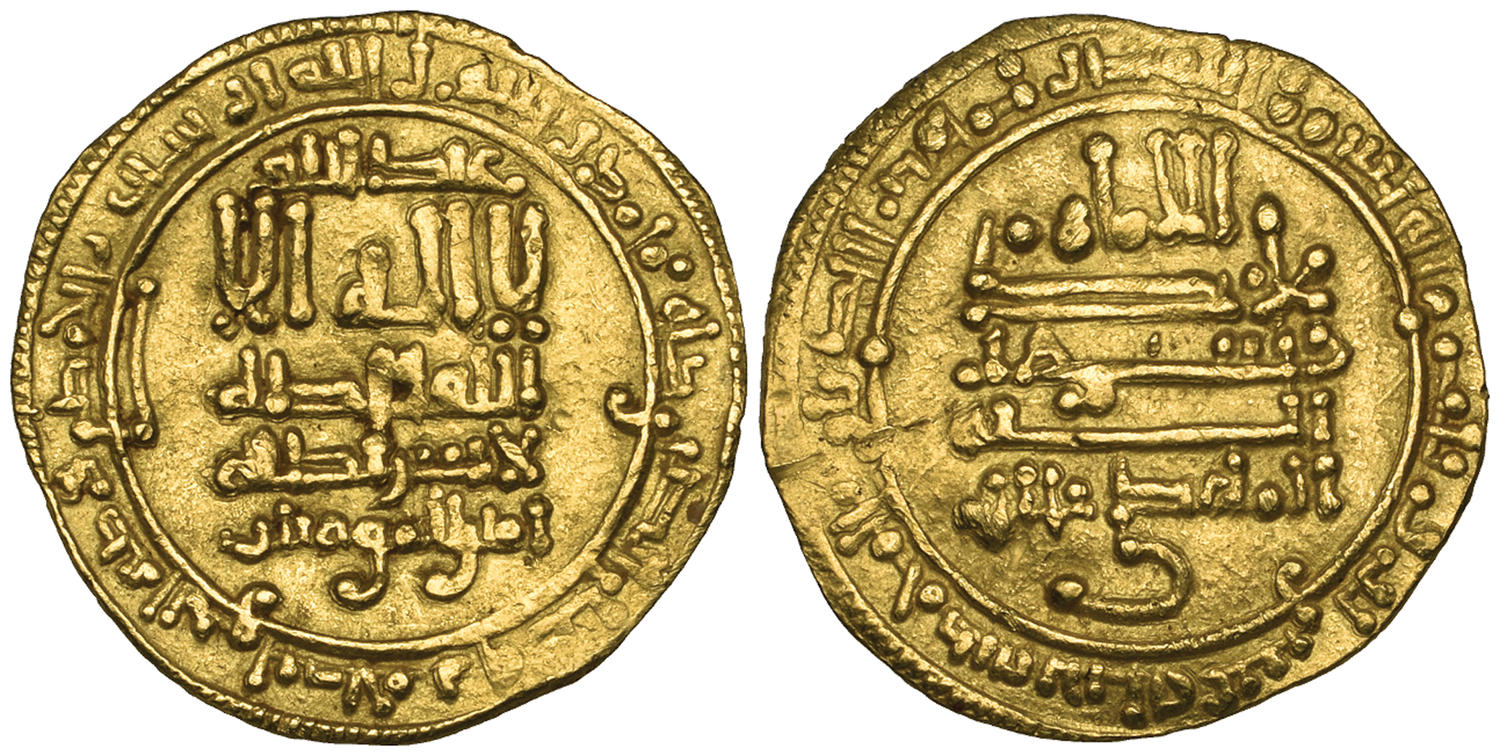
Dinar fatimide frappé au nom d'« Al Mahdi » vers l'année hégirienne 320 (932) dans la ville d'Al Massilah (M'Sila, Algérie, v.Xe siècle)

Le da'i Abou Abdellah lance alors une grande campagne contre les forteresses dressées face à la Kabylie : une première offensive échoue, mais il parvient à prendre Mila (902), puis est vaincu par le fils de l'émir Ibrahim II qui ne peut pas le poursuivre vers Ikjan. Abu Abd Allah décide d'attaquer le territoire aghlabide par le Sud avec succès : il prend Sétif en 904, reprend Mila, écrase l'armée arabe près de Belezma et enlève les forteresses de Tobna et Belezma. Il contrôle les principales routes menant à l'Ifriquiya et bat l'émir aghlabide Ziyadat Allah III à la bataille d'Al-Urbus et fait son entrée à Raqqada le 27 mars 909.

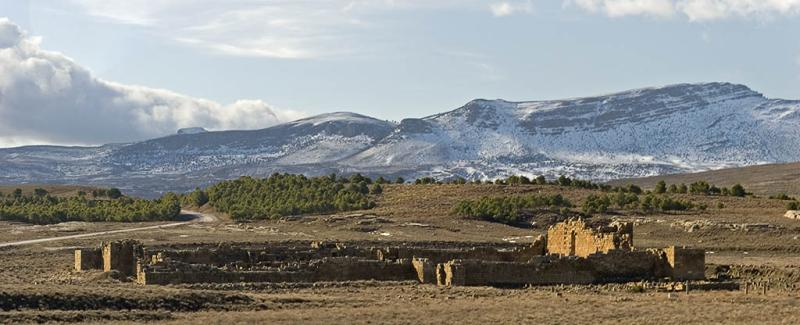
Fort byzantin de Belezma, qui servit de ribat (forteresse) aghlabide.

Le proclamé calife, Obeïd Allah quitte l'Orient à son tour et vient sillonner le Maghreb pour sa prédication mais finit arrêté et emprisonné par l'émir midraride de Sijilmassa. L'armée Kutama part le délivrer et détruit au passage le royaume rostémide de Tahert (26 août 909). Selon Émile-Félix Gautier, cette campagne victorieuse est hautement symbolique car elle clôt définitivement la conquête arabe : le Maghreb a pris sa revanche intégrale sur le dominateur étranger. Les différents groupes berbères du Maghreb central adoptent des attitudes différentes face aux Fatimides : les Kutamas leur sont acquis, les Sanhadja en devinrent de fidèles partisans, mais les Zénètes encore acquis pour certains au Kharidjisme en furent les adversaires. Ces derniers sous la pression des expéditions fatimides fuient pour partie vers le Maghreb extrême. Les Fatimides réunissent finalement sous leur autorité le Maghreb central, l'Ifriqiya et une partie du Maghreb extrême.
En raison d'une mésentente et de prétentions de plus en plus affirmée du da'i Abu Abd Allah, ce dernier est mis à mort par le calife Ubayd Allah dit « Al Mahdi » après son intronisation. La politique libérale du da'i qui restitua aux populations les impôts perçus par les agents aghlabides et suspendu toutes les taxations non coraniques laisse place à une petite dictature religieuse d'obédience chiite qui s'amplifie sous le deuxième calife Al-Qaim bi-Amr Allah. Les savants musulmans d’obédience sunnite malékite sont persécutés, dont ceux de Kairouan. Les Fatimides commencent à s’aliéner les masses avec la restauration des anciens impôts non religieux aghlabides : le kharaj est à nouveau étendu aux terres déjà imposées par une dîme, et les pasteurs doivent payer un mara'i pour nomadiser en plus de la dîme sur leur troupeau. Ubayd Allah a besoin de ces dépenses non pas pour entretenir un train de vie somptueux mais pour préparer une grande expédition vers l'Égypte ; à son retour au Maghreb central il prend même le trésor d'Ikjan. Jawhar à la tête de contingents kutamas fait tomber Fustat en 969, et bâtît une nouvelle ville : Al Qahira, la « victorieuse », Le Caire. Une tribu de l'Algérie est ainsi à l'origine de la fondation de cette cité.

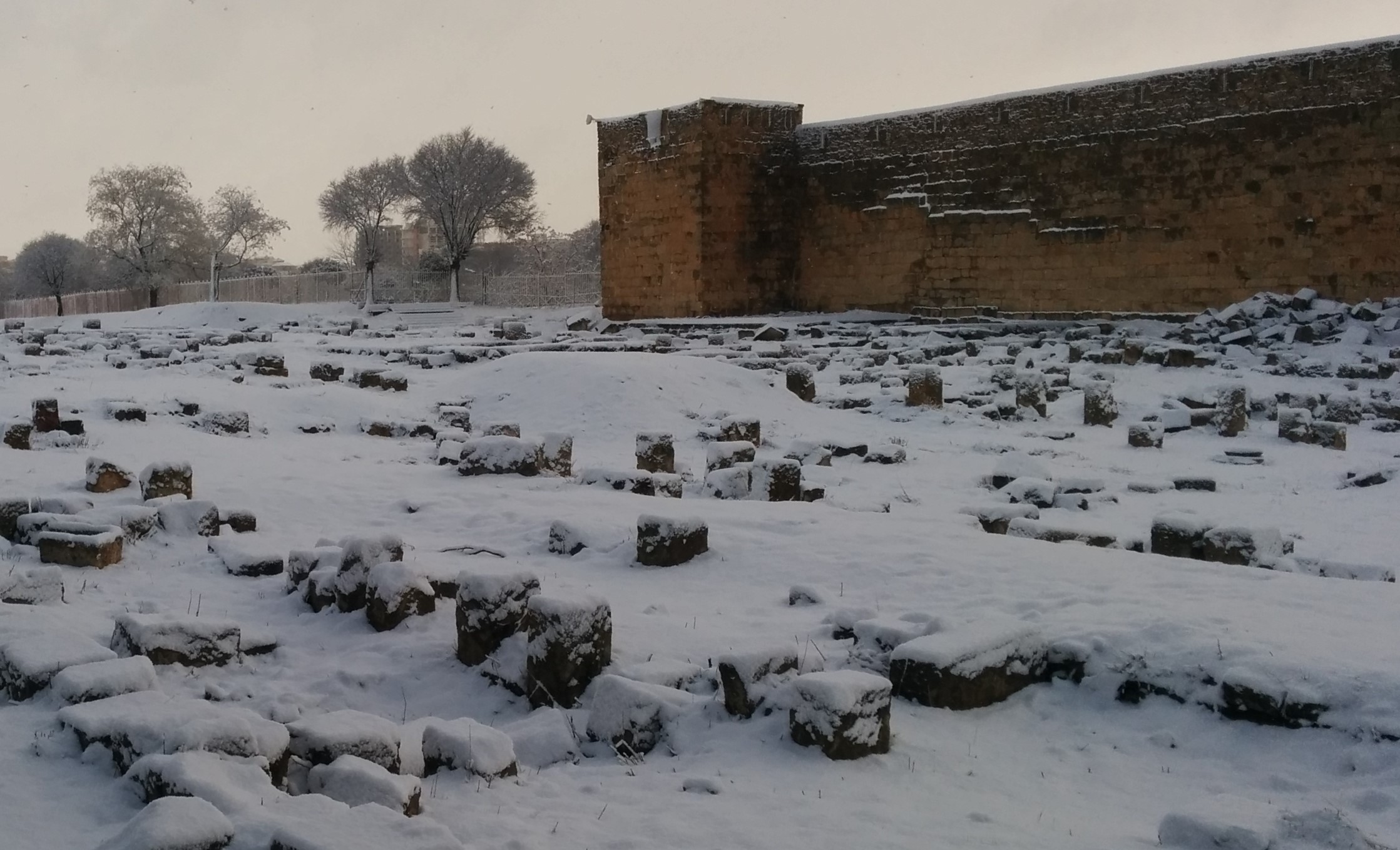
Rempart de la citadelle de Sétif, prise par les Kutamas fatimides aux Aghlabides.

Les marchands sont également mécontents : les Fatimides se sont emparés de Tahert, et Sijilmassa et donc contrôlent le commerce transsaharien auquel ils imposent leurs diverses taxations. Ce dernier aspect de la politique fatimide les met en opposition à une autre puissance : les Omeyyades de Cordoue. En effet, les Andalous tirent leur or des transactions faites avec le Soudan sahélien par le biais du Maghreb : du temps des Rostémides et des Idrissides leur approvisionnement était assuré ; il se voit brusquement bouleversé par la politique des Fatimides.
Les Fatimides mettent en place un gouvernement rigide sur l'ensemble du Maghreb. Ils ont le regard tourné vers l'Égypte où les contingents kutamas sont en campagne. Les impôts doivent financer ces expéditions lointaines. En réaction, plusieurs thawra (révoltes) anti-fatimides éclatent comme celle menée par les kharidjite de 944. Le pouvoir fatimide s'enferme dans Mahdia en Ifrikiya, une ville littorale fortifiée, et doit déléguer la gestion du Maghreb à des clients berbères. En interne dans les régions soumises aux Fatimides, la révolte est entretenue en secret sur le front idéologique : fuqaha malékites de Kairouan, et çolahas (mystiques), jouissent d'un grand prestige auprès de la population et les Fatimides font preuve de circonspection lorsqu'ils s'attaquent à eux.
Les Fatimides savent également préserver l'essentiel de leur base, après une brève révolte matée de certains Kutamas fidèle à l'ancien da'i, le calife sait les garder dans son camp en les pourvoyant de richesses et, menant de plus en plus une politique coupée des masses, il délègue de plus en plus la gestion du Maghreb aux Berbères sanhadjas. La tentative de faire d'un Zénète le gouverneur de Tahert pour le compte du calife fatimide échoue, ce dernier passe dans le camp omeyyade et doit être réprimé par une expédition fatimide en 947. Une amitié profonde lie Ziri ibn Menad, émir des Sanhadja, et le calife Al-Qaim qui lui fait entièrement confiance et lui donne les moyens de faire la guerre aux Zénètes en tant que gouverneur. Les Meknasas, Ifrenides et Maghraouas émigrent de plus en plus vers le Sud et l'Ouest. Le tableau de la fin du Xe siècle est ainsi fixé : les Omeyyades de Cordoue s'allient aux Zénètes et aux résidus idrissides pour freiner l'influence des Fatimides alliées aux Sanhadjas zirides.

### Dynastie des Zirides

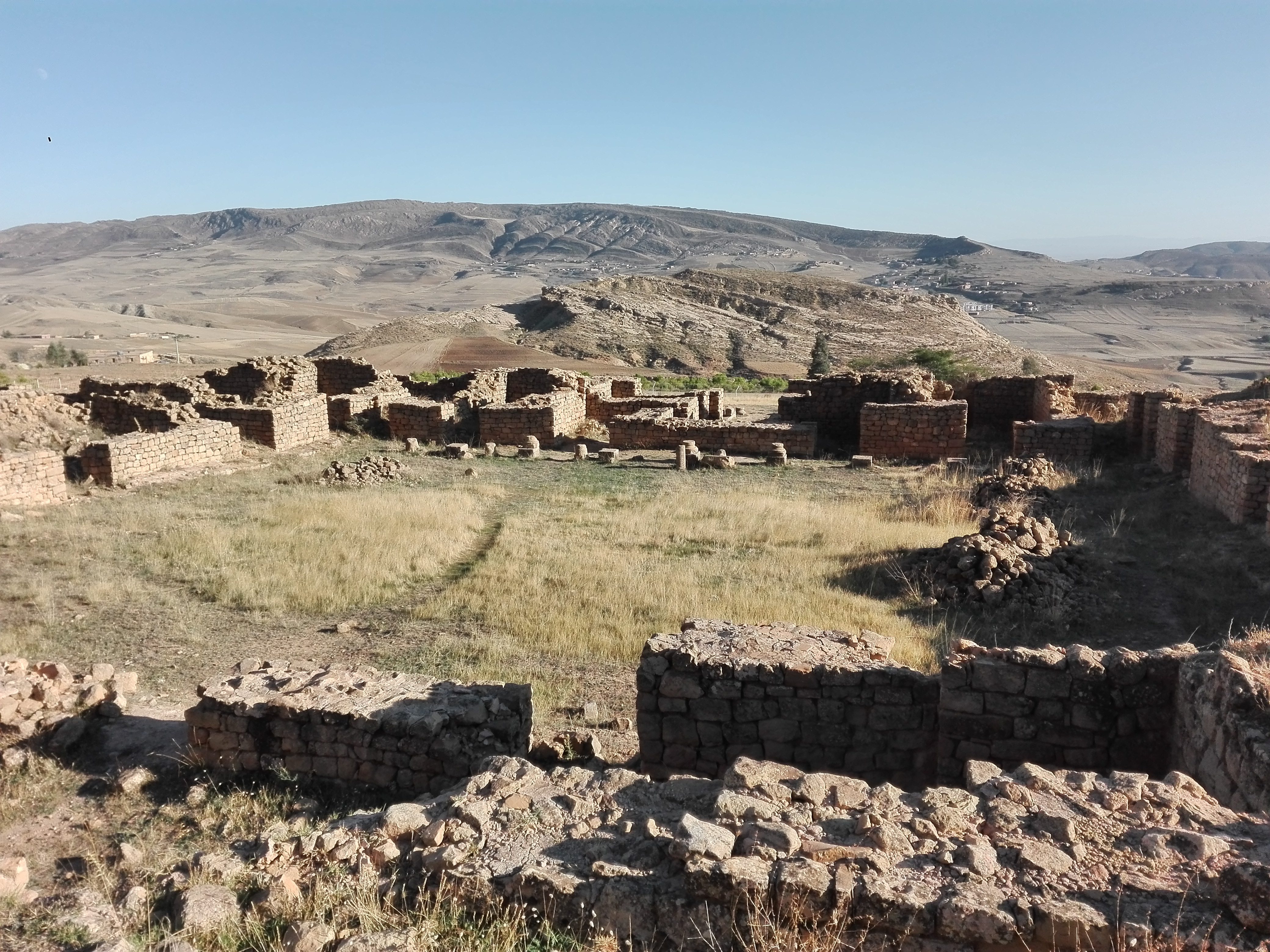
Ruines zirides d'Achir (Algérie)

En 958 et 960, Al-Muʿizz li-Dīn Allāh, ordonne une grande expédition au Maghreb al-Aqsa, tombé aux mains de Meknassas, vassaux de Cordoue. Elle est confiée aux Zirides qui apportent leur appui au général fatimide Jawhar. Sijilmassa des Midrarides est vassalisée, Tanger est prise pour couper l'arrivée de renforts andalous, puis, c'est l'ensemble du Maghreb al-Aqsa qui est mis sous contrôle. Les Fatimides en profitte pour réorienter les flux commerciaux à leur profit. Tlemcen devient leur base commerciale à l'Ouest et d'enrichir considérablement. En 967, Jawhar lance une deuxième campagne dans la région pour circonscrire définitivement les Omeyyades de Cordoue. Résultat certain mais temporaire car ces derniers se réimplanteront dans la région en 974, en s'alliant aux Zénètes locaux.
En 973, le calife Al-Muʿizz li-Dīn Allāh, rejoint définitivement son général Jawhar en Égypte et y implante le siège de son califat. Les contingents Kutamas restent en Égypte et sont le « sabre du califat ». Plus que jamais les Fatimides dépendent des Sanhadja pour maintenir le Maghreb dans leur obédience. En 944, Ziri ibn Menad avait réduit la dernière révolte kharidjite de Abu Yazid, l'« homme à l'âne », qui assiégeait le calife fatimide Al Qaim dans Mahdia. Par cette ultime révolte et défaite, le kharidjisme — idéologie des anciens royaumes rostémides et sufrite — n'est dès lors plus une force politique au Maghreb.
Al Qaim aide Ziri à bâtir sa forteresse-capitale d'Achir sur le Djebel Lakhdar : il lui envoie des matériaux et techniciens. Ziri fait fonder, ou plutôt restaurer et agrandir, trois villes par son fils Bologhine : Alger, antique Ikosim et débouché portuaire d'Achir, Miliana et Médéa. Le but est de maîtriser les communications du Maghreb central. Achir est une place inexpugnable, un lieu d'échange, une place intellectuelle et le siège des contingents les plus redoutables. Ziri bien que lieutenant des Fatimides y règne en souverain et frappe monnaie en son nom. Selon la thèse d'Émile-Felix Gautier, l'emplacement d'Achir s'inscrit dans la continuité historique du Maghreb central et ne doit rien au hasard : trois capitales successives sont dans la même région : Césarée (Iol) capitale antique sur la côte, Achir capitale médiévale intérieure et Alger sur la côte qui sera capitale plus tard (au XVIe siècle). Toutes ces positions ont en commun de s'assurer facilement le contrôle du Maghreb central d'Est en Ouest,.

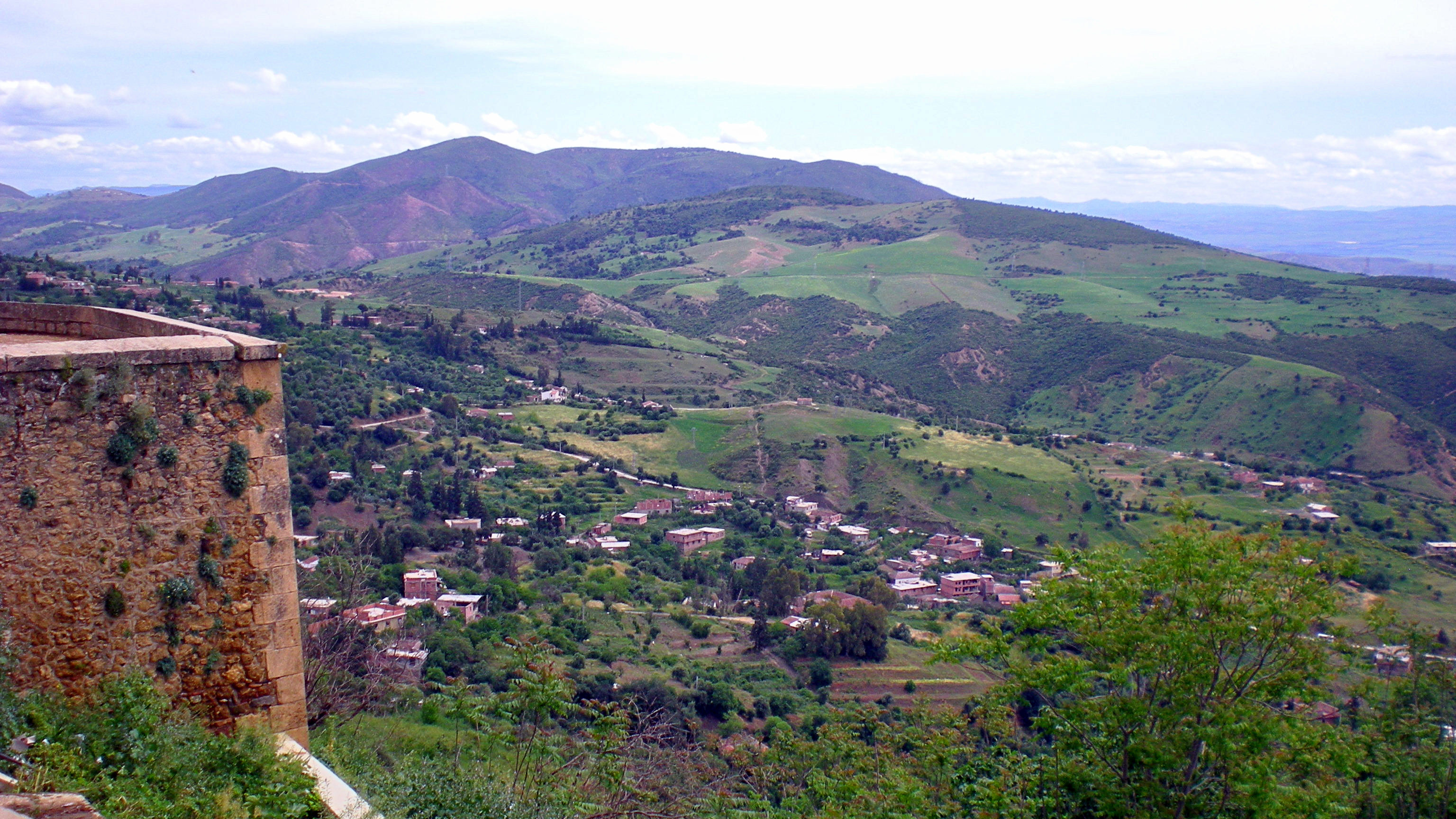
Vue sur les remparts médiévaux de Miliana et son site naturel

L'appellation « Algérie » provient du nom de la ville d'Alger. Le nom « Alger » dériverait du catalan Aljer, lui-même tiré de Djezaïr, nom donné par Bologhine ibn Ziri à la cité. Ce nom signifierait « les îles » en arabe. Tous ces noms proviennent de la dénomination Djezaïr Beni Mezghenna, soit les « îles des Beni Mezghenna » (du nom d'une tribu berbère locale) mentionnée par écrit pour la première fois par Al-Bakri. L'autre hypothèse lierait le nom « Dzayer » à une altération du nom de Tiziri (ou Dziri) ibn Menad, père de Bologhin ibn Ziri. La forme berbère Tiziri du prénom de Ibn Menad, signifie « clair de lune ».
La période ziride voit l'urbanisation et la prospérité progresser. Les Zirides sont la première maison dynastique du Maghreb musulman à être d'origine authentiquement locale et donc berbère. Les deux premiers souverains Ziri et Bologhine sont très marqués par leur origine rurale et berbère : les mœurs arabisées de l'Ifriqiya leur échappent et même après le départ des Fatimides, l'émir ziride Bologhine préfère rester à Achir et d'y maintenir sa famille son fils Al-Mansur grandit également à Achir en pays berbère. Pendant leur règne au Maghreb central, les Zirides tournent le dos à la mer. Toute l'activité maritime est contrôlé par quelques ports : Ténès, Jazaïr (Alger), Marsat al Haraz (El Kala), Marsat al Djaj (« port aux poules »), Honaïne et Oran.

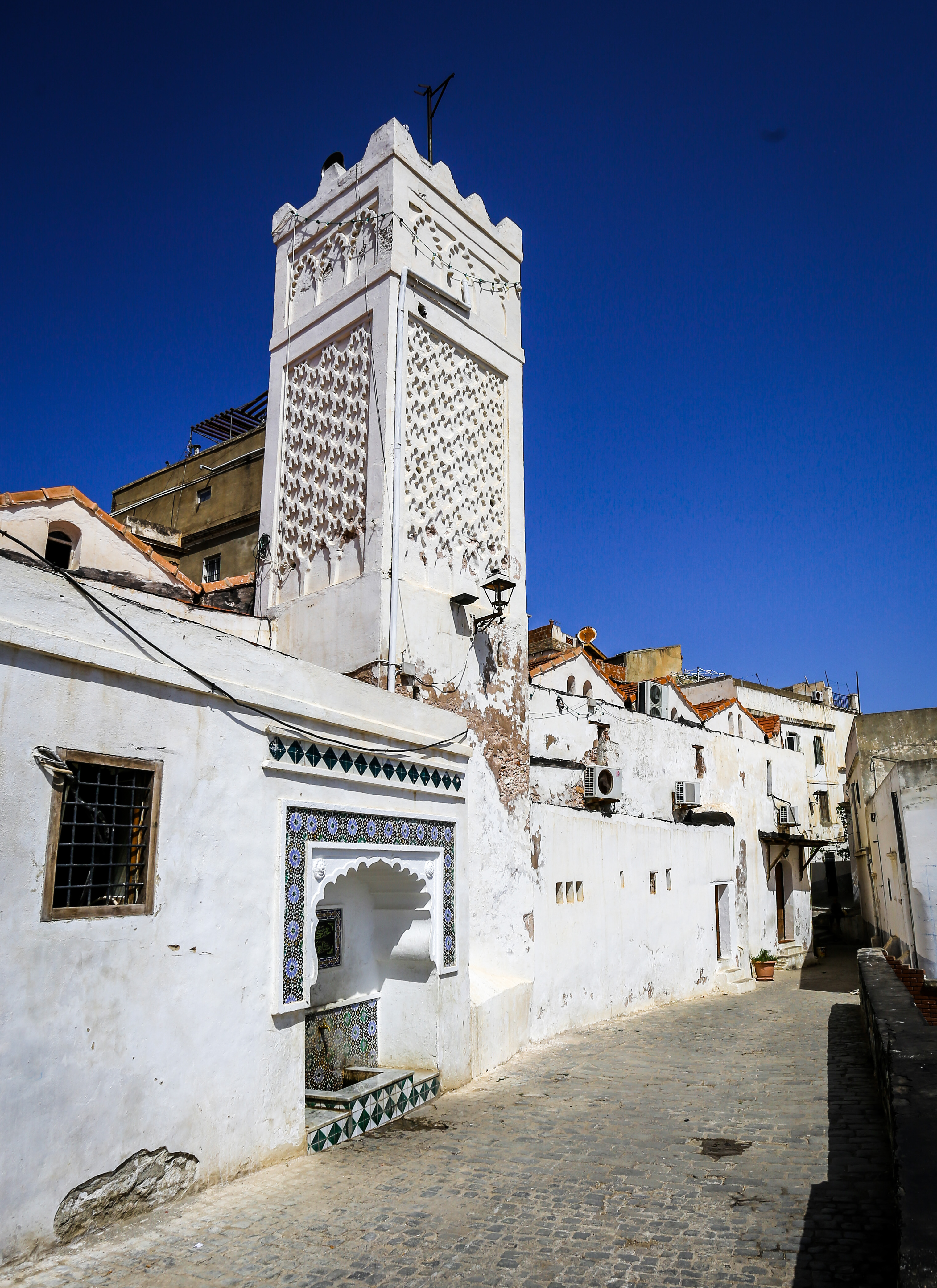
Mosquée Sidi Ramdane à Alger dont la datation (Xe siècle) correspond à la période ziride.

Ziri participe aux campagnes fatimides au Maghreb extrême : il prend part à l'expédition contre les Banu Midrar de Sijilmassa conduite par le général fatimide Jawhar, puis contre Fez et tout le pays jusqu'à Ceuta et Tanger en 958. Neuf ans plus tard une autre campagne est menée contre les clients des Omeyyades de Cordoue. Son fils Bologhine, auquel les Fatimides lèguent le Maghreb, va mener campagne à son tour à partir d'Achir. Il lance des expéditions vers le Maghreb extrême (971-972 et 979-984). Ses succès sont réels mais précaires : durant l'année hégirienne 368 soit en 979/980 il prend Fez, Sijilmassa, rebrousse chemin devant Ceuta où stationne une importante armée omeyyade et continue sur Basra, Assilah avant de guerroyer contre les Berghouatas et de tuer leur roi-prophète. Bologhine meurt sur le chemin du retour en 984, après avoir été le premier souverain maghrébin à avoir imposé son autorité de l'Atlantique à la Tripolitaine.
La mort de Bologhine le 25 mai 984, fait de son fils Al-Mansur (alors gouverneur d'Achir) le nouvel émir. Ce dernier est à Achir sa ville natale quand il apprend la nouvelle, mais plus intéressé et initié à la gestion politique que son père, il prend la route de Kairouan d'où il exercera son pouvoir. La dynastie Ziride opère donc un glissement : absorbé par la gestion de l'Ifriqiya, le Maghreb central n'est plus qu'une marche que l'émir Al Mansour délègue à son frère Hammad, même s'il continue à être attaché à Achir sa ville natale et domaine de ses ancêtres. Ce déplacement du pouvoir à Kairouan est contredit par Gaïd qui rapporte que l'émir Al Mansour, en 984, fait une tournée à Kairouan, met en disgrâce et en prison son gouverneur de Kairouan l'aghlabide Abdallah Ben Mohammed pour finalement le libérer et reçoit une délégation d'hommage de ce dernier dans les montagnes aux environs d'Achir, dans une des demeures en montagne. Al Mansour, touché par ce voyage en plein été, restaure ce gouverneur dans ses fonctions et acquiert à la suite de cet épisode une réputation de juste. En réalité Al Mansour estime avoir hérité ce domaine de ses aïeux, et pense la tutelle fatimide discrète mais pesante : des agents de sa Cour rapportent discrètement tous ses faits et gestes au calife fatimide. Et Al Mansour compte bien à terme se débarrasser de cette tutelle en renforçant les liens avec tous les chefs et gouverneurs de son domaine. Sous le règne d'Al Mansour les campagnes du Maghreb al Aqsa (Maroc) continuent : un général et une troupe de cavalerie sanhadja appuient un client des zirides, l'idrisside Hassan Ben Ganun qui est finalement défait en 984 par les Zénètes et Cordouans. Cette défaite provoque la campagne de Yatufet autre fils de Bologhine et frère de l'émir Al Mansour, en 984/985. Il prend Fès à nouveau mais finit par être battu sévèrement par Ziri ibn Attia, un Maghraoua dont la tribu originaire des Aurès s'est constitué un domaine à la lisière des deux Maghreb (central et extrême). Yatufet doit regagner péniblement Tiaret où le gouverneur de Kairouan, l'arabe Abdallah Ben Mohamed envoie des renforts, mais leurs forces ne rencontrent pas de succès plus durable. Al Mansour finit par se désintéresser des campagnes militaires au Maghreb extrême à la main de divers groupes Zénètes du Maghreb central, son fils et successeur Badis charge son oncle Hammad de faire la guerre aux Zénètes en 1004 en lui promettant qu'il pourrait conserver toutes les villes conquises, et donc tout le Maghreb central.

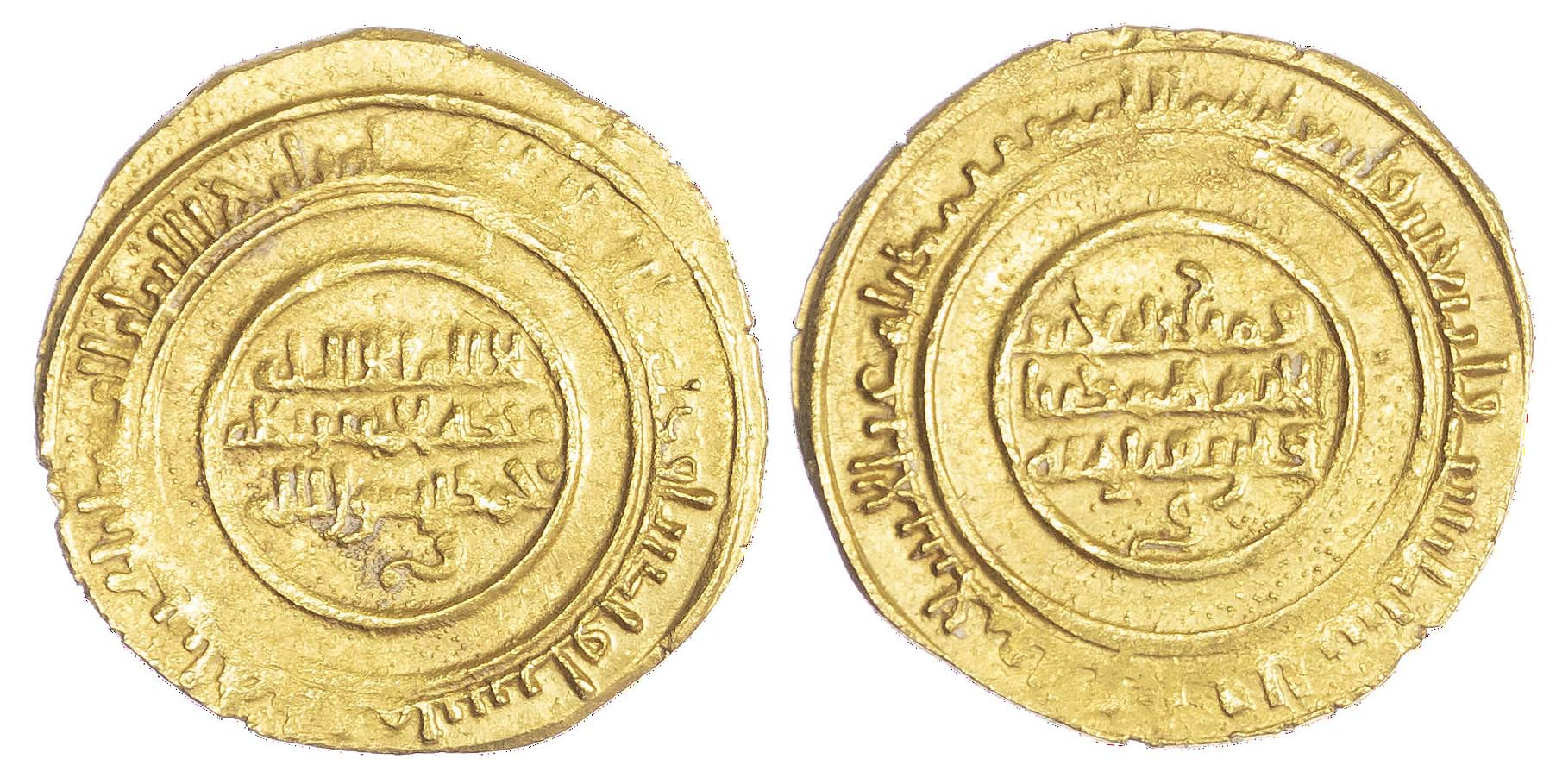
Dinar ziride en or, frappé au XIe siècle sous l'émir Al-Muizz ben Badis (1016-1062).

Les Zirides sont réputés pour leur richesse et leur splendeur. Le chroniqueur arabe Al-Bakri, venu d'Orient, donne de précieux renseignements sur les populations : la fusion entre Arabes et Berbères progresse, les descendants de Byzantins, de Roums ou de Perses des premières garnisons abbassides ont disparu, assimilés aux autochtones. La majorité de la population reste fidèle au malékisme, les chiites se réfugient dans quelques villes côtières ou en Ifriqiya, et les kharidjites dans le Hodna ou la Tripolitaine. La population devient donc plus homogène. Les Afariq (Chrétiens latinisés ou romano-africains) sont moins nombreux : on en dénombre encore à Bone (Annaba) et Béjaïa. Ibn Khaldoun décrit cette période : « Jamais on n'avait vu, chez les Berbères de ce pays, un royaume plus vaste, plus riche, plus florissant ». Ce constat concerne également à l'Ifriqiya.
Hammad, le frère de l'émir Al Mansour, reçoit le commandement d'Achir et de M'Sila. Il gouverne ces villes en alternance avec son frère Yatufet. Il reçoit de l'émir la mission de mener la guerre aux Banu Ifren et Maghraoua et peut étendre son domaine à toutes les villes reprises ou conquises à l'Ouest. Il fait bâtir une nouvelle place forte : la Qal'a des Beni Hammad, dans le Hodna avec une vue dégagée sur les plateaux. Il peut ainsi surveiller les mouvements de troupes nomades, dont parmi eux beaucoup de Zénètes.

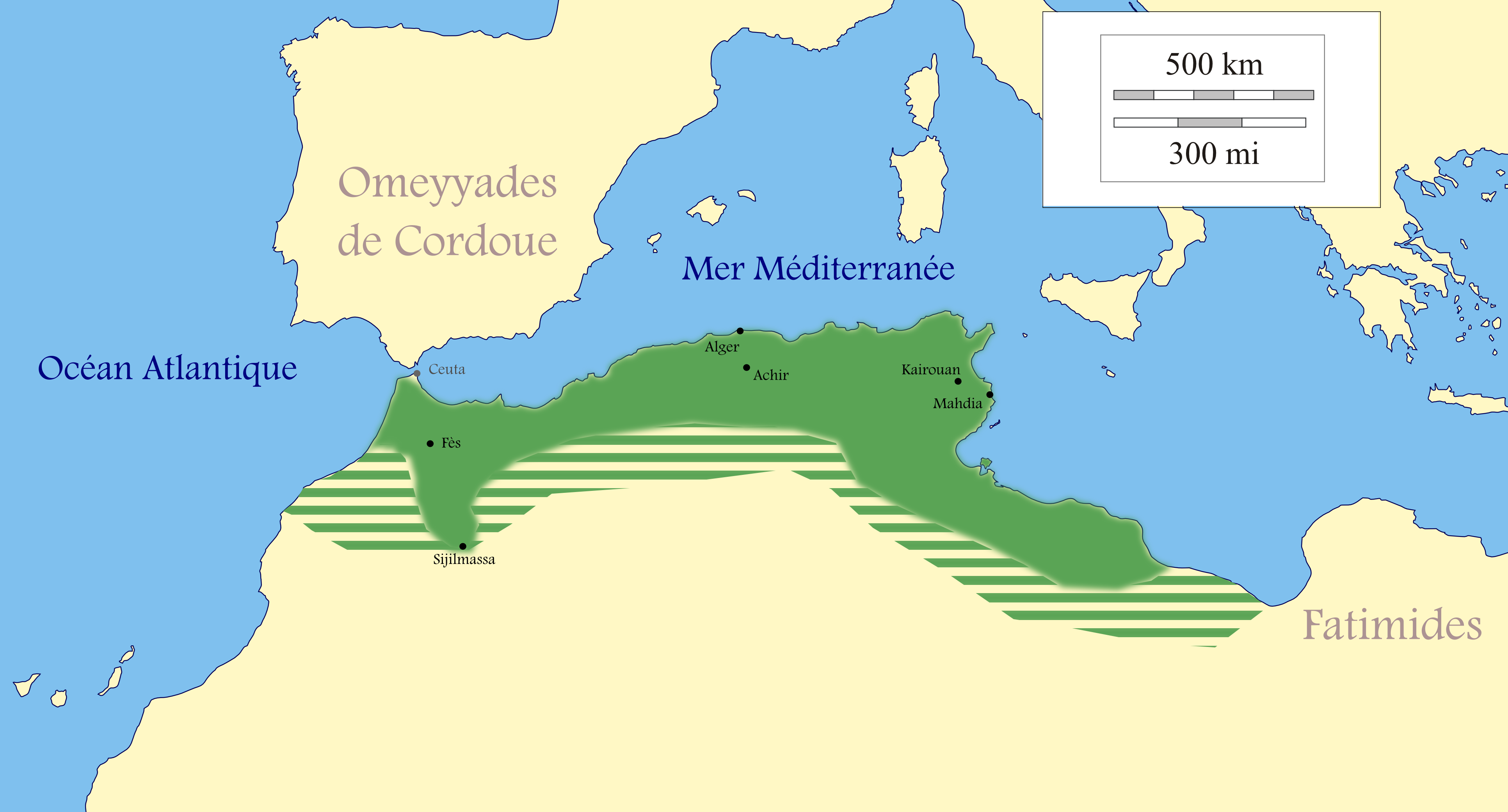
Extension maximale des Zirides sous Bologhine Ibn Ziri (v.980).

De son côté, Al Mansour change d'attitude envers les Zénètes de l'Ouest : il accueille un certain Saïd Ibn Kharzoun en 989. En effet, les Cordouans jouent des divisions entre Zénètes pour garder une influence sur l'Ouest du Maghreb et se font rapidement des ennemis parmi ces derniers qui passent dans le camp sanhadja. Saïd Ibn Kharzoun reçoit la charge de gouverneur de Tobna et les tribus proches de ce dernier prêtent allégeance à l'émir Al Mansour. En l'an 379 de l'hégire soit 989/990, Abou El Behar, un fils de Ziri et donc oncle de l'émir Al Mansour, se soulève et intrigues avec les Andalous ; finalement, il capitule et est pardonné par Al Mansour, évitant le conflit. Al Mansour meurt en 996 en ayant renforcé l'Empire sanhadjien. Son fils Badis est escorté d'Achir à Mahdiya où son père est mort pour prendre la succession. Cependant, son oncle Hammad dispute la succession de celui qui n'est alors qu'un enfant. Hammad finit toutefois écarté par la garde personnelle de l'émir non sans amertume. Al Mansour avait donné des instructions à sa garde et mis en place un « conseil des sages » avant sa mort.

#### Relation avec les Zénètes, intrigues au Mahreb extrême et en Al Andalus
Les Zirides, après s'être désintéressés des interventions au Maghreb extrême, concluent une alliance avec les Maghraouas qui deviennent leurs tributaires. L'émir ziride Al Mansour nomme un Maghraoua, un certain Fulful, wali du Zab (région de Biskra, Algérie), et l'émir des Maghraouas Ziri ibn Attia en froid avec les Cordouans, renoue le dialogue avec les Zirides et les Fatimides. Il devient tributaire des Zirides vers 990. Il profite de la paix pour consolider ses États, et fonde la ville d'Oujda près de Tlemcen pour en faire sa capitale, il peut ainsi partir en campagne sur les deux Maghrebs : central et extrême.
Les partisans de l'émir ziride Badis sont battus au Maghreb extrême par les Cordouans et le grand vizir Andalou El Amiri. Les Maghraouas changent alors d'attitude face au recul ziride. Aucune autorité ne structure cette région livrée à l'anarchie entre groupes zénètes parmi lesquels les Andalous recrutent des mercenaires. Les Maghraouas et Ifrenides, deux groupes zénètes de la marche ouest du Maghreb central vont étendre leur domination à l’actuel Maroc en plus de résister aux Zirides à la faveur d'un chassé-croisé d'alliance avec les Cordouans. Al Amiri charge l'émir Maghraoui, Ziri Ibn Attia, originaire des Aurès (à l'est de l'Algérie) d'attaquer Tiaret.
Le Ziride Yatufet frère de l'émir Al Mansour mène diverses campagnes à partir de Tiaret pour sécuriser la limite ouest du domaine ziride. Le 23 avril 999, Hammad le rejoint mais son rude commandement et les vexations permanentes de ses officiers conduisent les Sanhadjas aux désastres. Ziri Ibn Attia assiège Tiaret qui finit par se rendre. Badis apprend la nouvelle et quitte Al Mansouriya le 21 mai 999. Son wali (gouverneur) Fulful lui aussi Maghraoui, se révolte de mèche avec Ziri ibn Attia. Ce dernier fuit Tiaret à l'approche de l'armée ziride et va prendre Fès. Badis peut retourner avec Yatufet châtier Fulful, qui prend également la fuite vers le Zab puis vers la Tripolitaine où il continue à intriguer avec les Zénètes locaux pour les faire entrer en dissidence. Il est rejoint un temps par les frères Hammad et Al Mansour : Maksan, Zawi, Djalal, Madjnin et Azem qui se révoltent car s'estimant lésés d'avoir obtenu des commandements mineurs par rapports aux autres frères.

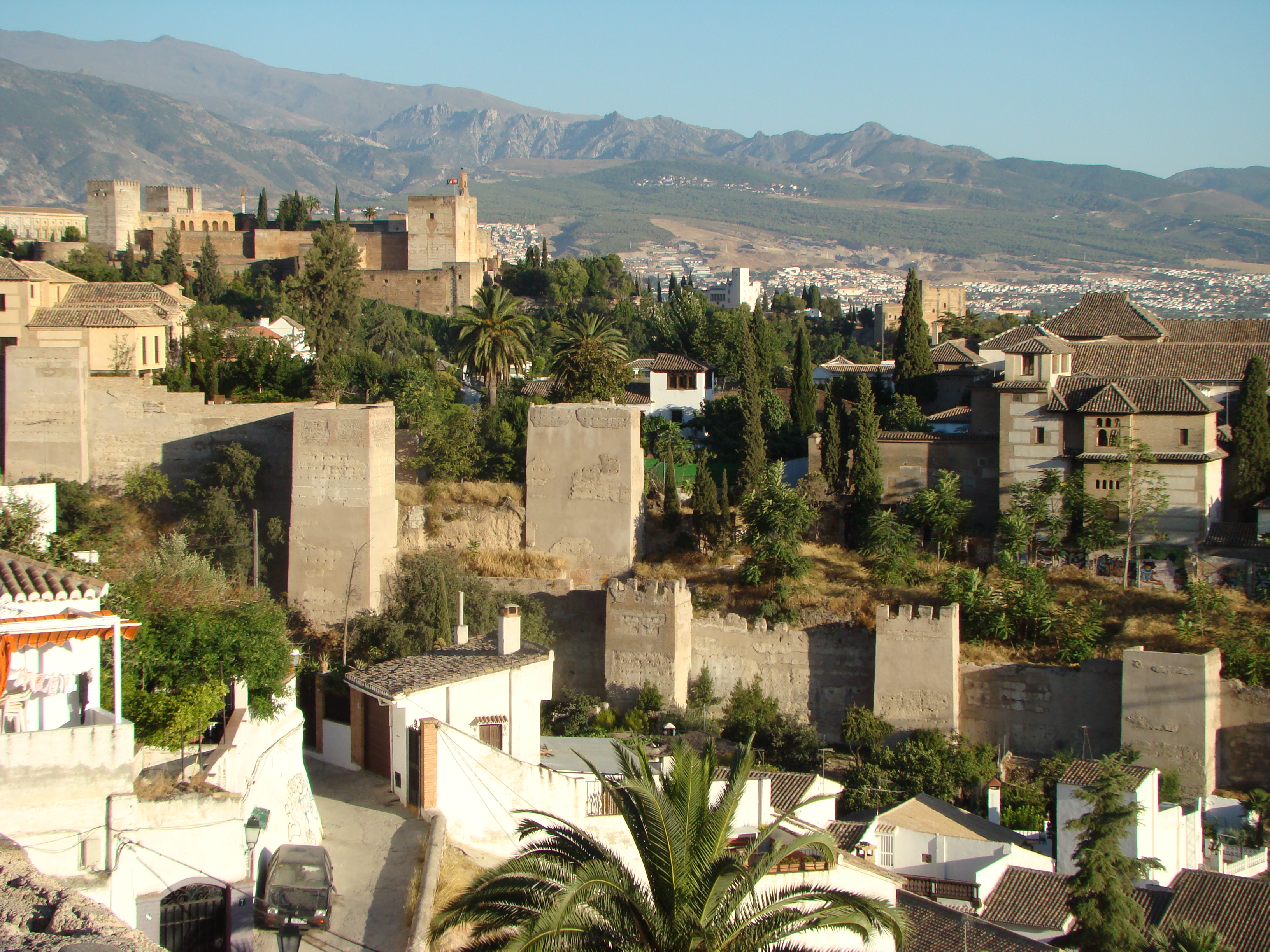
Murs de l'Alcazaba Cadima (Grenade) de l'époque de Zawi ibn Ziri (Xe siècle)

Hammad réduit rapidement la révolte dont il subsiste deux poches : une dans le Zab, et une autour du mont Chenoua. Hormis Maksan, les frères se rendent les uns après les autres en échange de la promesse d'avoir la vie sauve, eux et leurs enfants. Zawi conclut un accord avec Hammad, il reconnait l'autorité de l'émir Badis sur le Maghreb, peut embarquer avec ses troupes, prendre les fils de Maksan (Hubasa et Habus) et ceux qui veulent bien le suivre pour l'Andalousie dans califat de Cordoue en pleine décomposition. Il est reçu par le grand vizir qui dispute alors le pouvoir à différentes factions andalouses et se satisfait de recevoir de potentielles troupes prêtes à combattre. Zawi guerroie contre les rois chrétiens et se voit accorder dans un premier temps le district d'Elvira. Mais l'implosion de l'Al Andalus des Ommeyyades entre factions composées d'Arabes, de Slaves et de Berbères le conduit après une campagne en Ibérie à fonder la ville et la taïfa de Grenade en 1013. La même année, il participe au sac de Courdoue et récupère la tête de son grand-père Ziri ibn Menad tombé au combat en l'an 360 de l'hégire (971) face aux Zénètes vassaux du calife de Cordoue dans la région de M'sila. La tête est renvoyée en Ifrikiya pour être enterrée avec le reste du corps.
Zawi rentre au Maghreb central puis en Ifrikiya vers 1015 ou 1020 (année 405 ou 410 de l'hégire), accompagné de ses enfants et ses serviteurs ramenées d'Espagne après 20 ans d'absence. Sa délégation emmène avec elle beaucoup de biens dont des pierres précieuses. Il est accueilli par l'émir ziride Al-Muizz ben Badis qui lui réserve le meilleur accueil et lui offre une de ses demeures.

### Dynastie des Hammadides

#### Les bases de la séparation des Zirides du Maghreb central et de l'Ifrikiya

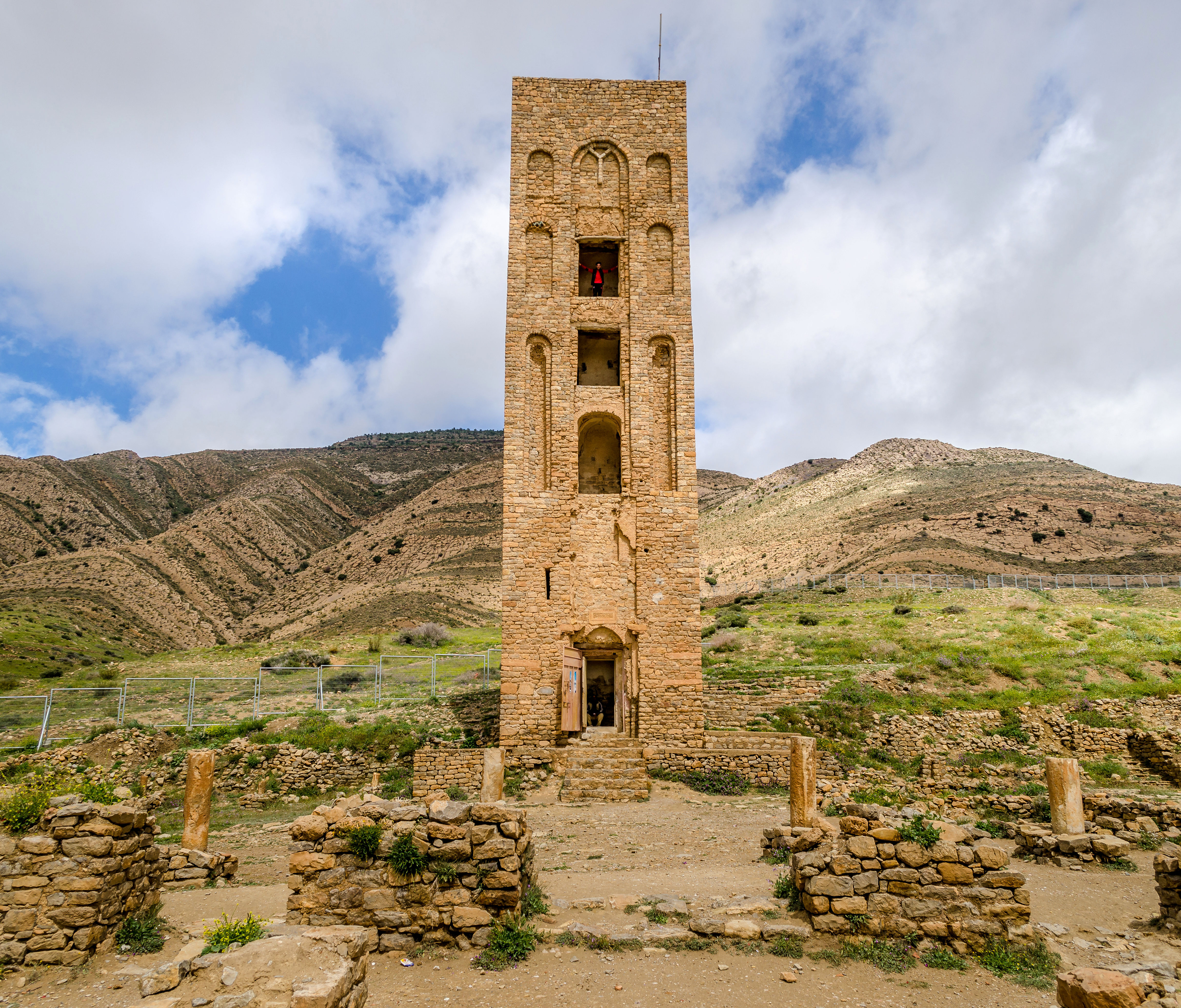
Minaret de la Kalaa des Béni Hammad (XIe siècle) site classé au patrimoine mondial de l'UNESCO.

Hammad, fils de Bologhine, est chargé du commandement de Achir et M'sila par son frère l'émir ziride El Mansour, en alternance avec son autre frère Yatufet. L'émir Badis, confirme son oncle Hammad dans son rôle en 1004. Selon Al Idrissi en octobre 1005, Hammad aurait même reçu l'autorisation de constituer son propre royaume au Maghreb central à la condition de prendre du terrain aux Zénètes. Cependant, la différence d'âge entre Badis et Hammad, le rôle de Hammad dans les campagnes à l'Ouest contre les Zénètes assorti de la promesse de garder en sa possession toutes les villes conquises à l'Ouest (aux dépens des Zénètes et des Cordouans) renforcent l'autorité de Hammad. Ce dernier remporte de nombreuses victoires sur les Zénètes, réorganise son corps d'armée et se bâtit un nouveau fief : la Kalaa des Beni Hammad (Qalʽa des Banī Ḥammād). La Kalaa est fondée en 1007 pour devenir la capitale du royaume berbère des Hammadides. C'est la première ville du Maghreb central notoirement connue pour son rôle de métropole après la conquête arabe. Elle fut bâtie autour de la Qalʽa al-Hiğāra ; forteresse qui abritait l’oratoire du calife fatimide Hammad dote sa nouvelle ville de deux axes centraux et de plusieurs portes : Bab el Djenan, Bab Aqwas et Bab Djeroua. La ville se dote d'artisans, venus de M'sila ou d'Achir et de palais. Cependant Hammad continue à séjourner beaucoup plus souvent à Achir.
L'autorité croissante de Hammad inquiète l'émir Badis et la tension grandit entre les deux parents. Badis proclame son fils Al Mansour, commandant des places de Constantine, Tijis et Qsar al Ifriqi, en théorie dépendant du commandement Maghreb central de Hammad. En 1015, Hammad rejette donc la tutelle de Badis, se proclame émir, lève l'étendard de la révolte et rejette le chiisme des Fatimides pour l'orthodoxie sunnite des Abbassides de Bagdad. Hammad passe à l'offensive, il bat les troupes du khalifa Hicham Ben Djafer au Kef prend Béja, mais doit se replier sur les steppes face à l'avancée de Badis qui le défait au lieu-dit Qeber Chahid. En effet, un grand nombre de soldats font défection et passent d'un prince ziride à l'autre. Hammad, abandonné par une partie de ses troupes, ne peut se réfugier dans Achir dont le khalifa Himyari reste fidèle à Badis. Hammad écrit des missives à Badis lui affirmant n'avoir jamais remis en cause son autorité, tout en poursuivant le conflit. Badis se décide à passer au Maghreb central : la Kalaa l'accueille à bras ouverts, ainsi que sa ville natale Achir. Hammad doit se replier sur M'sila. Un affrontement a lieu le 16 octobre 1015, entre Badis et Hammad. Les combats sont terribles et fratricides, et Hammad est finalement défait et doit fuir. Hammad espère un coup du sort : le domaine des Zirides est immense et une attaque des Zénètes à l'Ouest dans le Maghreb al-Aqsa où les intrigues des princes de Tripoli ou de Barqa à l'Est pourraient appeler Badis au loin et détourner son attention du Maghreb central. L'émir Badis se résout à ne pas quitter la région sans avoir mis la main sur Hammad, mais finalement meurt dans son sommeil. Son fils Al-Muizz ben Badis prend la succession, ce qui laisse du répit à Hammad. Ce dernier reprend le commandement des villes du Maghreb central et vient à nouveau ennuyer son neveu l'émir Al-Muizz en marchant sur Bejaïa. Al-Muizz, confirmé par le calife fatimide El Hakim, comme souverain de l'Ifrikiya et du Maghreb, part en campagne et inflige à nouveau une défaite à Hammad en 1017. Hammad est replié sur la Kalaa des Beni Hammad. Il envoie son fils Al Qa'id négocier à Kairouan en 1018, et ce dernier est bien reçu par ses parents : il lui est donné 3 000 dirhams par jour et 25 mesures d'orge, des selles brodées d'or et des articles de luxe pour sa suite et ses bêtes. Un autre fils de Hammad, Abdellah de la Kalaa, est également promis en mariage à la sœur de l'émir Al-Muizz ce qui renforce les liens entre les deux branches zirides. La fête est somptueuse et l'historien Ibn Rakik parle d'un trousseau de 1 million de pièces d'or versé par l'émir Al-Muizz à sa sœur. L'enterrement de sa mère est également somptueux : en 1022, les funérailles lui coutent 100 000 pièces d'or en offrandes aux pauvres et le cercueil est fait d'un bois importé des Indes.

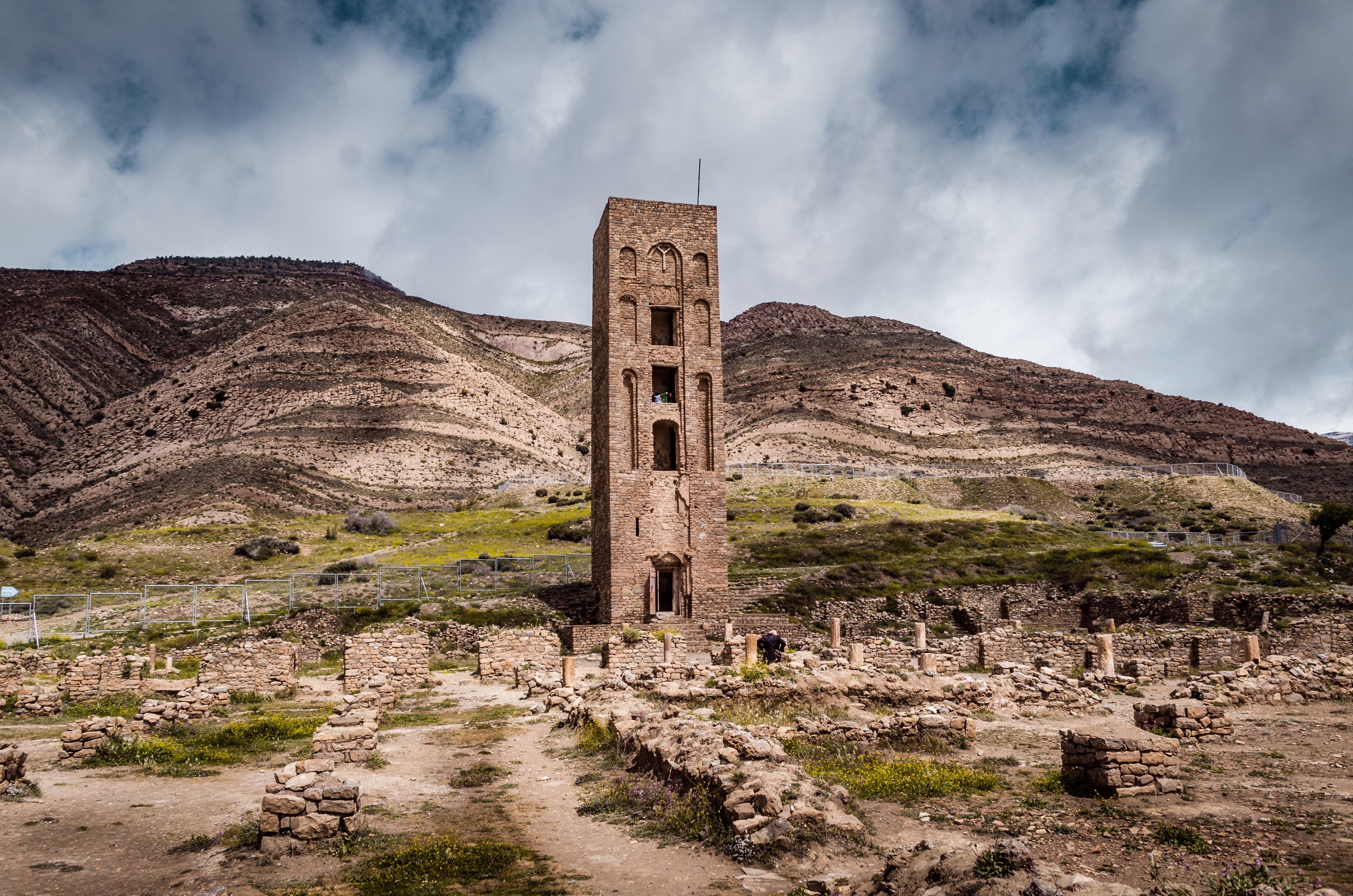
Vue d'ensemble sur les ruines de la Kalaa, première capitale hammadide, aux pieds du Djebel Maadid.

Al-Muizz ben Badis, fait preuve d'un grand sens politique : il donne les places du Maghreb central qu'il a réinvesties en commandement au fils de Hammad et son cousin : Al Qa'id Ibn Hammad. Hammad observe dès lors une réserve prudente : dès lors que ces places reviennent à son fils et héritier présomptif, il n'est plus nécessaire de partir en guerre, reconnaissant formellement la tutelle de Al-Muizz et il consacre son énergie à développer la Kalaa. Il fait preuve également aussi d'un certain sens politique en achetant les services de certaines tribus Zénètes, il fragmente le domaine de Ziri ibn Attia et étend son autorité jusqu'à Tahert et Tlemcen. Ibn Khaldoun affirme alors que la puissance des Berbères est alors à son apogée et que jamais on ne vit dans ce pays de royaume aussi vaste, puissant et prospère.
En réalité, cette paix et la reconnaissance de la suzeraineté et l'unité ziride est temporaire et se fait en contrepartie de la reconnaissance du rôle de Hammadides au Maghreb central. Progressivement se dessinent deux royaumes : l'un des Zirides badissides de Kairouan régnant sur l'Ifrikiya (actuelle Tunisie) et l'autre des Zirides hammadides de la Kalaa régnant sur le Maghreb central (actuelle Algérie). Al Qa'id agit lui-même en véritable émir et distribue le commandement des places du Maghreb central à ses frères comme Miliana, Ouardia et Hamza. Le domaine Hammadide s'appuie sur deux villes fortifiées : la Kalaa et Achir. À l'Est, les régions de Constantine, M'sila et Sétif sont le siège d'un wali (gouverneur) et font office de marche avec le domaine des Zirides badissides de Kairouan. À l'Ouest, il soumet Tahert, puis Tlemcen qui lui est toutefois disputée par les Zénètes. Les Hammadides poussent temporairement plus à l'Ouest avec une brève occupation de Fès (de 1062 à 1067). Le domaine des hammadide qui se dessine progressivement inclut également des populations berbères zénètes sur son sol : la ligne qui va du Chélif à l'ouest, et qui passe par Achir, la Kalaa et M'sila, comprend sur son versant sud les domaines de nomadisations de tribus zénètes sur les Hauts Plateaux. Le Nord est peuplé de Berbères sanhadjas centré sur Alger, Miliana et la Mitidja. Au Sud, les Hammadides s'emparent de Biskra (Zibans) et étendent leur prérogative à Ouargla (1067) et au Mzab. Le contrôle des espaces pré-saharien, puis saharien et du commerce transsaharien est un enjeu majeur pour les Hammadides qui orientent les flux vers le port de Béjaïa.
Les menaces chrétiennes en Méditerranée permettent de faire l'unité locale, un temps. Les Fatimides sont aux prises avec les Byzantins, les Zirides doivent eux organiser des expéditions en Sicile et en Italie. Pour cela ils recrutent des volontaires et s'allient aux Hammadides, ce qui n’empêche pas plusieurs revers : une expédition en Italie centrale en 1020 et une en Sicile (1024-1025) tournent au désastre puis en 1034-1035 les Pisans s'emparent de Bone (Annaba). L'expédition ziride et hammadide en Sicile en 1036 sera plus heureuse. Ces derniers viennent en appui aux émirs kalbides qui se sont émancipés à leur tour de la tutelle des Fatimides et doivent gérer un conflit de succession sur fond de menace chrétienne,.

#### L'émancipation définitive des Hammadides
Hammad meurt le 21 février 1026 de l'âge et la maladie sans avoir pu émanciper totalement son domaine. En 1029 et 1035, le Badiside Al-Muizz est pris dans un grand conflit avec les Zénètes d'Est en Ouest. Au cours de l'année hégirienne 732, soit 1039-1040, les Hammadides reprennent leur veilleité d'indépendance, sans que El Bayan d'Ibn Idhari, ni Ibn Khaldoun n'en donnent la raison, mais probablement en raison des difficultés du pouvoir badisside en guerre.

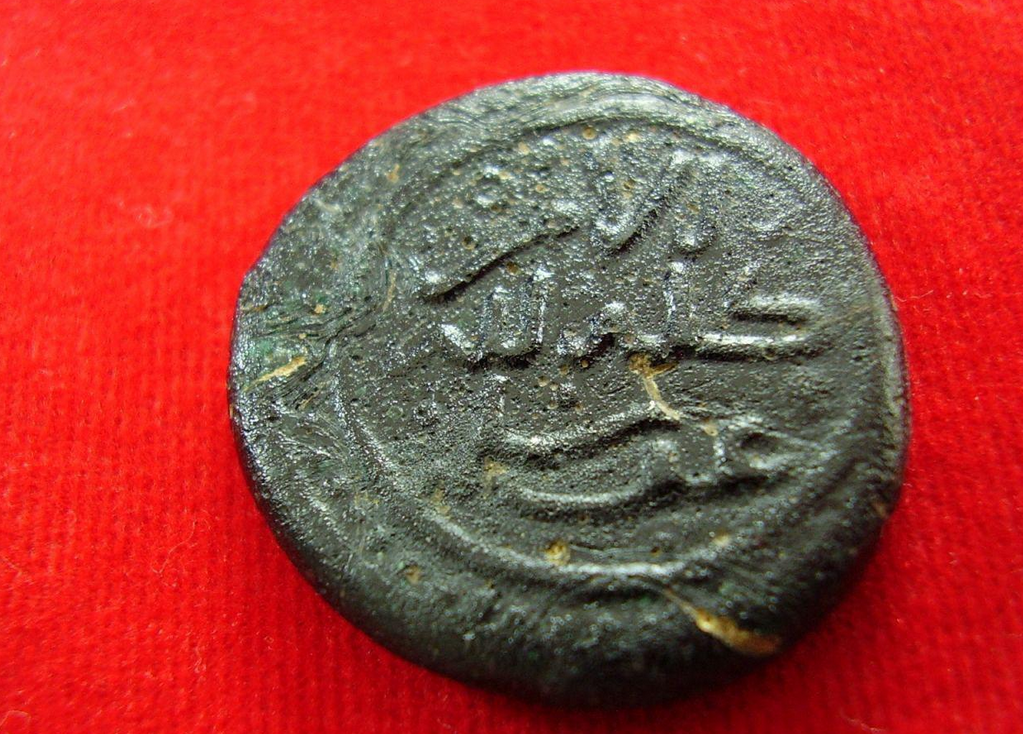
Dénéral hammadide, à usage de contrôle de poids ou monnaie (1012-1152)

Al Qaïd, fils de Hammad, prend son indépendance de la tutelle badisside et le titre de sultan. C'est la fin de l'unité sanhadja et ziride. En 1039, Al Qaid part en campagne à l'Ouest contre les Zénètes maghraouas, commandés par Hammama, fils de Ziri Ibn Attia. Les deux armées campent l'une près de l'autre. Al Qaid paie les différentes chefferies zénètes et commandants ennemis avec de l'or. Hammama, se rendant compte qu'il est trahi, décide ne pas livrer le combat et accepte les conditions de Al Qaid qui fait de lui un vassal soumis à un tribut. Al Qa'id conclut également la paix avec Al Muizz en 1043/1044 (année hégirienne 434). Al Qaid participe probablement à la bataille de Haydarân aux côtés des Zirides badissides face aux Hilaliens. En effet le Badisside Al-Muizz, comme les Hammadides, ne tarde pas à rejeter le chiisme et la reconnaissance du califat fatimide d'Égypte. Pour punir cette dissidence ouverte des Zirides, le calife fatimide lance sur l'Ifrikiya des tribus arabe Banu Hilal et Banu Soleïm. Il fait coup double car ces tribus turbulentes sont assez difficiles à gérer pour le pouvoir fatimide qui les a fait interner en Haute-Égypte ; il a donc l'occasion de s'en débarrasser à l'Ouest (1050-1052). Ces nomades qui finissent pas dévaster et morceler l'est du Maghreb, sont accueillis par une attitude mitigée des princes sanhadjas : tantôt en mercenaires et alliés, tantôt en ennemis.
Al Qaid meurt en 1054 et son fils Muhsin ibn Al Qaid monte sur le trône. Ibn Khaldoun le décrit comme un prince sévère et hautain. Il réprime et fait tuer quatre de ses oncles, Madin, Menad, Wighlan et Temim, qui se servaient de leur position de gouverneur pour piller Achir et rançonner les tribus dont les Outelkata (tribus d'origine des Zirides), sans que la raison de ces attaques ne soit précisée par les historiens. Muhsin fait recruter des Hilaliens, mais son règne est court. Son cousin Bologhine Ben Mohammed Ben Hammad retourne des assassins hilaliens venus le tuer et part lui-même défier Muhsin Al Qaid qui est décapité en mai 1055 après 9 mois de règne. Bologhine devient donc sultan hammadide de la Kalaa en 1055.
Ce dernier a une réputation guerrière. Le ralliement des Hammadides, puis des Zirides à l'orthodoxie sunnite, met la pression aux populations hétérodoxes, chiites et kharédjites (ibadites), du Maghreb central, et du Maghreb en général. Bologhine ibn Hammad, lance une expédition vers le Maghreb extrême et prend Fès (1062), puis réalise la prise de Ouargla et de la vallée du Mzab (1067). La violence des attaques répétées contre l'Oued Righ est évoquée par les sources ibadites. Un savant du Djerid de passage dans la vallée du Righ trouve le village de « Tamīrīt » effacé par les Hammadides. L'émir s'en prend également aux régions présahariennes, jusqu’à Ourlana fief de certains Zénètes Maghraouas.

#### L'apport sanhadja à la culture

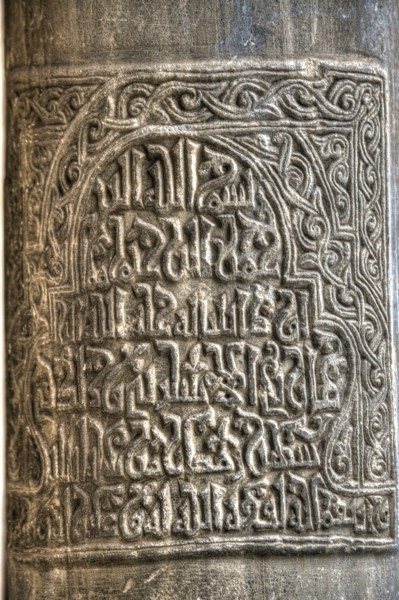
Inscription calligraphique d'époque ziride (mosquée de Sidi Okba, région de Biskra, Algérie).

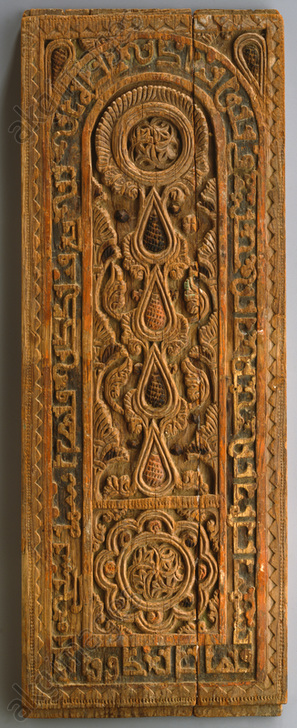
Minbar ziride de la mosquée des Andalous de Fès (979-985).

Les Zirides investissent énormément dans l'architecture religieuse des plus vieilles mosquées du Maghreb. La coupole ainsi que les inscriptions koufiques de la mosquée de Kairouan (Tunisie) sont ajoutées ultérieurement à l'édifice daté de 670. Ils batissent le minaret et la porte de la mosquée de Sidi Okba (région de Biskra, Algérie) édifice de l'an 686, bâti sur le tombeau du conquérant des premières expéditions arabes au Maghreb : Okba Ibn Nafi,. Les Zirides élaborent également le minbar de la mosquée des Andalous de Fès (Maroc), lors de leur occupation de la région vers 980. Les premières mosquées notoires d'Alger sont décrites par El Berki au Xe siècle comme la masgid al-ǧāmi, qui serait la version initiale de Djamâa el Kébir, ou les ruines d'une église antique proche. L'autre mosquée d'Alger de l'époque ziride est Djamaa Sidi Ramdane dans la haute Casbah. Son architecture est très simple, sans ornement excessif et reflète surement un modèle de mosquée berbère rudimentaire des premiers siècles de l'islam."

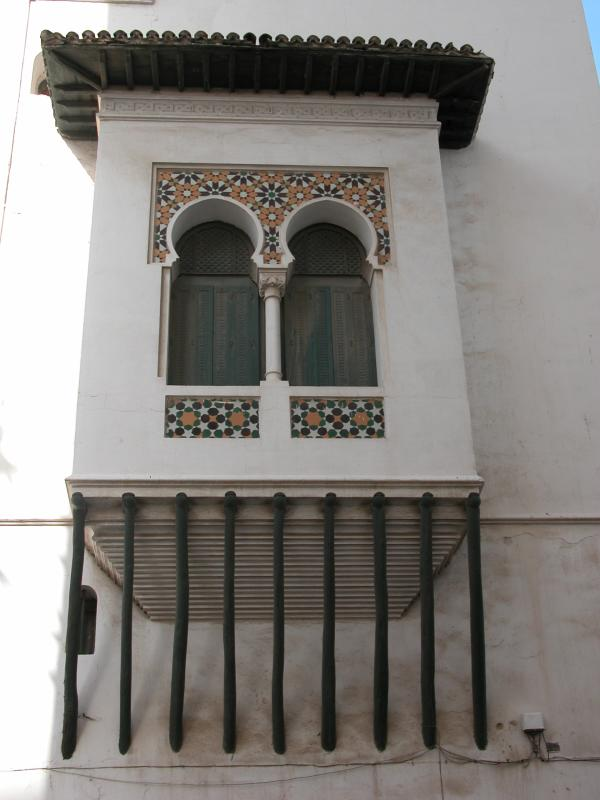
Un kbou (encorbelement) à Alger.

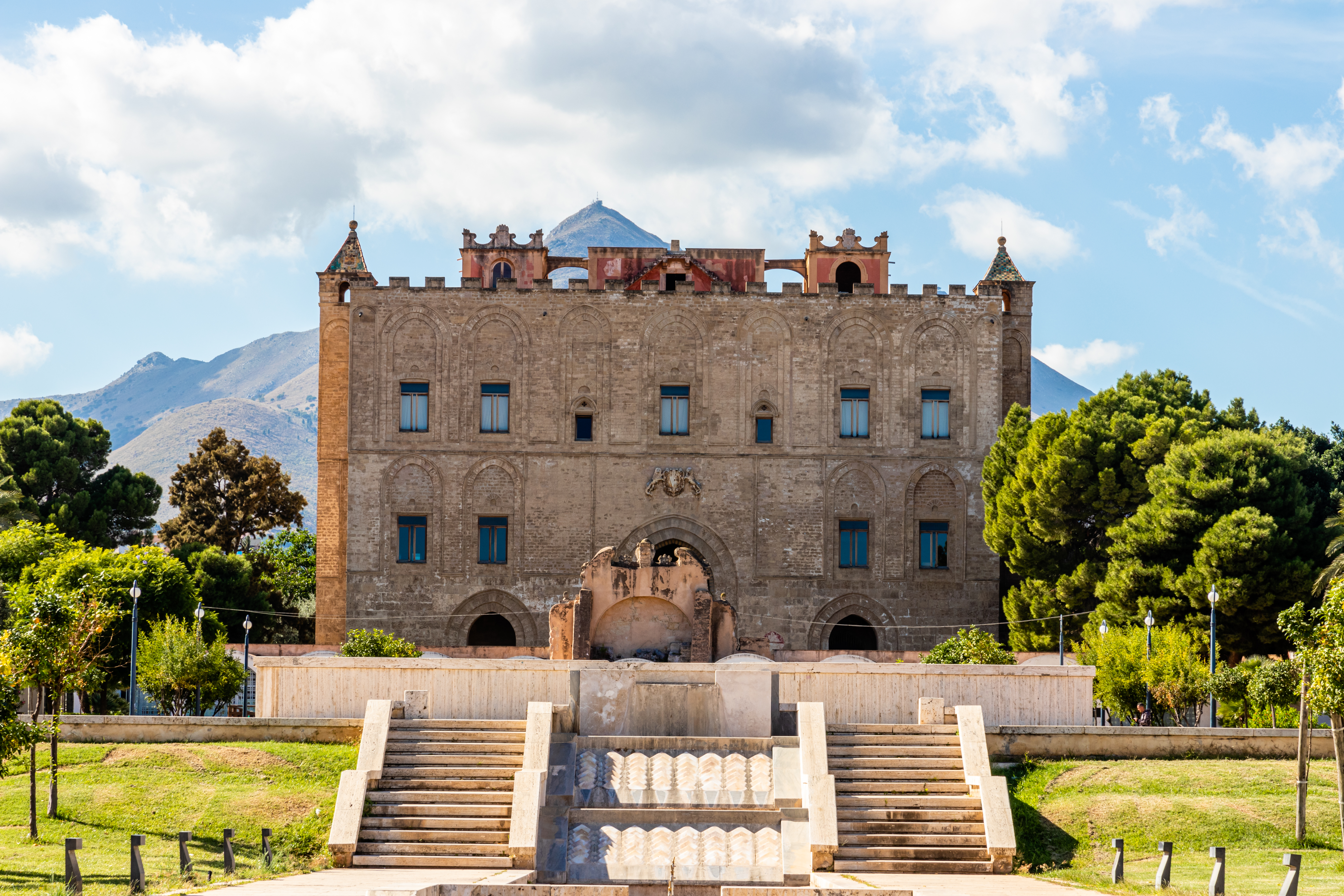
Le palais de la Zisa de Palerme.

Les Hammadides élèvent de nombreux monuments à la Kalaa : le qaçr al-manâr (palais du Manar), de dâr al-bahr (maison du Lac), qaçr al-najma (palais de l'étoile) et d'as-Salam. La ville est fortifiée, et sa principale mosquée est composée d'une cour bordée d'un péristyle avec un minaret somptueusement orné au mur nord, encore debout et d'une hauteur résiduelle de 25 mètres. Les palais d'Achir et de la Kalaa permettent de préciser quelques traits d'architecture sanhadjienne du Maghreb central : les pièces d'ordonnent autour d'une cour centrale, le wast al-dar, les portes sont en avant-corps comme de petits arcs de triomphe, les entrées en chicane pour dérober l'intérieur aux regards indiscrets et des salles à défoncement faisant saillie dans les murs extérieurs et formant des alcôves ou kbou. Les fouilles des ruines de la Kalaa et les témoignages historiques ont permis de mettre en évidence brules parfums, amphores, fioles à parfum, instrument de musique, poteries, céramiques, lustre métalliques et un riche artisanat composé de verre, de fer, de bronze, de peintures de porte, cabochons, sculptures géométriques ou en forme de petits oiseaux qui révèlent le faste et le luxe de cette ville située en pleine montagne. La ville comporte des faïences de type zellige et des sculptures en plâtre qui témoignent de l'influence orientale qui s'est diffusé progressivement d'Est en Ouest au Maghreb,,.
La Kalaa est également un centre intellectuel important : la mosquée en plus d'être un lieu de culte et un pôle de théologie. La Cour hammadide accueille les poètes, savants en sciences profanes, mathématiques et astronomie. Abou el Fadl Ibn Nahwi, grand poète et savant réputé, séjourna à la Kalaa de 1100 à sa mort en 1119 et fut à l'origine d'une tradition lettrée qui se perpetua ensuite à Bougie (Béjaïa), seconde capitale du Maghreb central hammadide. Les Hammadides vont également influencer l'art de Sicile, par le biais des émirs kalbides ou de leurs successeurs les rois Normands. Ces derniers sont dans un premier temps ennemis des Zirides, leurs voisins immédiats, et par un jeu d'alliance alliés des Hammadides de la Kalaa et de Bougie. Artisans et lettrés, circulent entre la Kalaa et Palerme. Deux des palais des Normands de Sicile porteront les mêmes noms que les modèles qui les ont inspirés à la Kalaa ou à Bougie. Les palais de la Zisa et de la Cuba de Palerme sont ainsi inspirés de l'architecture Sanhadja et plus généralement des palais d'art musulman d'Afrique du Nord. Le palais normand de la Zisa, par exemple, est souvent comparé de par ses caractéristiques aux palais hammadides (Kalaa : Dâr al-Bahr et rez-de-chaussée de la Dâr al-Manâr), zirides (palais de Ashir) et fatimides (Tunis : Banû Khurasân et Burj al-Arif de Mahdia).

#### La poussé des Nomades: invasions hilaliennes à l'Est, almoravides à l'Ouest et normandes en Méditerranée

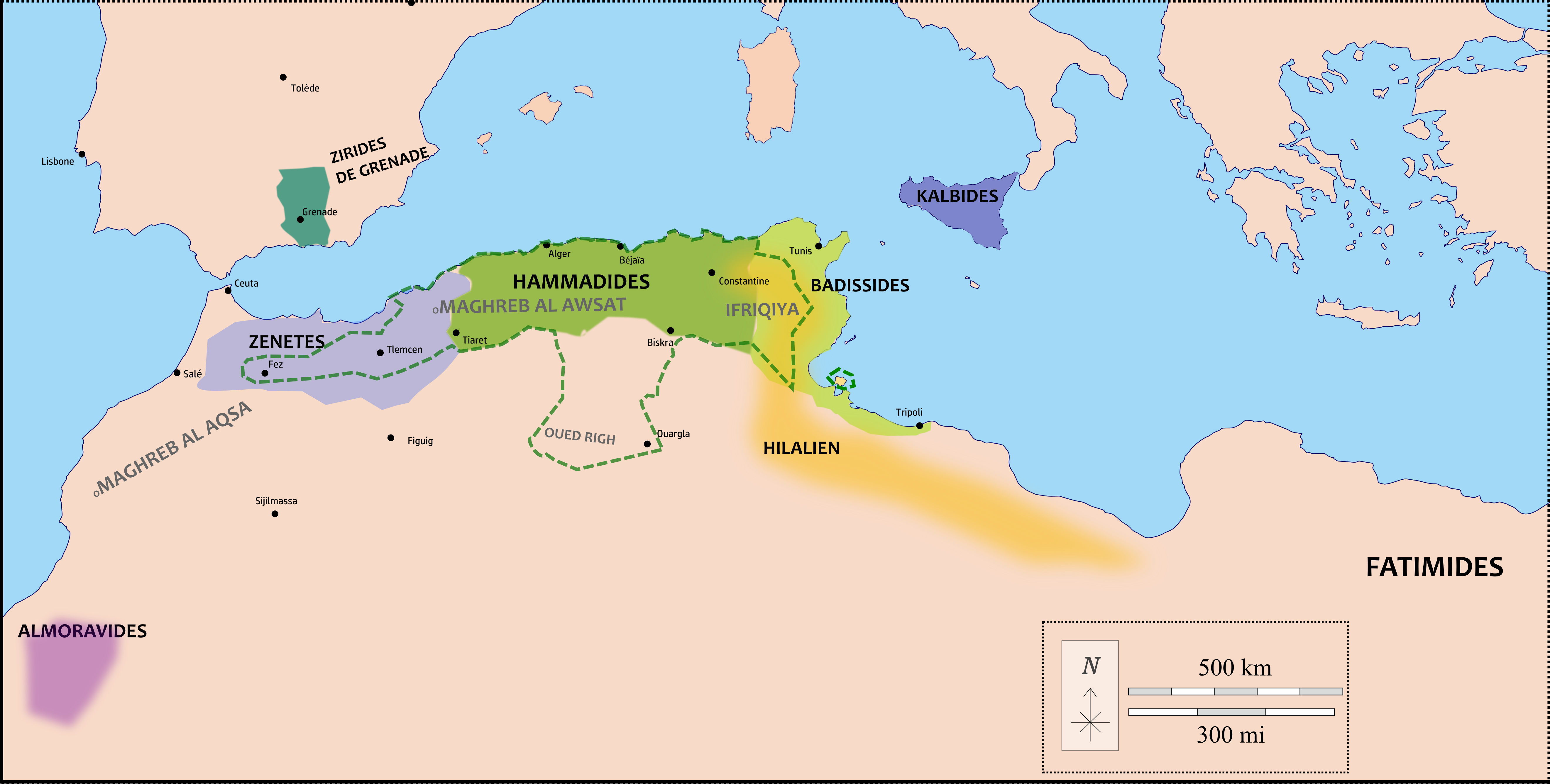
Carte des Hammadides et des royaumes voisins (v.1050), à l'aube des invasions hilaliennes et almoravides et extension maximale (campagne militaires de Bologhine Ibn Hammad v.1065).

L'émir ziride badisside Al-Muizz ben Badis rejette la tutelle morale du califat fatimide chiite à son tour, entre 1041 et 1051. Il réintègre la sunna et l'obédience du calife abbasside de Bagdad. Les Hammadides réintègrent alors symboliquement et temporairement l'obédience fatimide par opposition de principe aux Zirides badissides. Le calife Fatimide perd totalement pied au Maghreb et envoie des nuées de nomades arabes hilaliens en rétorsion. Il se débarrasse aussi, par la même occasion, de tribus sauvages et turbulentes qu'il a cantonnées en Haute-Égypte. Les Hilaliens sont un terme générique : ces derniers sont suivis d'autres groupes tribaux arabes comme les Beni Soleïm. Entre 1050 et 1052, ils déferlent sur l'Ifrikiya (actuelle Tunisie). L'émir ziride pense d’abord pouvoir en faire des alliés pour punir à son tour les Hammadides qui ont fait scission. Il est cependant défait à la bataille de Haydarân en 1052. Les troupes berbères sont nombreuses mais trop hétérogènes : les différentes tribus et le retrait désordonné d'une troupe soudanaise sèment la pagaille dans le camp ziride. Les hammadides, jaloux de la garde noire ziride, n'assistent pas ces derniers dans la bataille pour espérer venir les sauver ensuite, et mettre en scène leur succès. Cependant leurs plans ne se déroulent pas comme prévu,.
Les Hilaliens déferlent « semblables à une armée de sauterelles » selon Ibn Khaldoun et pillent Kairouan et l'Ifriqiya. Les Zirides déplacent leur capitale sur le littoral à Mahdia et lancent un mouvement de reconquête des espaces perdus. La mobilité des Hilaliens met le pays en désordre : alternance de conquêtes, pillages et routes coupées plongent progressivement l'Ifrikiya dans l'anarchie. Les Hammadides tentent d'en faire des alliés notamment sous le sultan An-Nacir (1062-1088), successeur de Bologhine Ibn Hammad. Ce dernier attaque l'Ifrikiya ziride de concert avec les chefs arabes hilaliens avant de se rendre compte du danger qu'ils constituent lorsqu'ils tournent le pillage vers ses propres possessions.
Toutefois la « catastrophe » semble plus historiographique que réellement imputable aux seuls Hilaliens. Ibn Khaldoun qui décrit les nomades hilaliens, est un fonctionnaire qui sert des pouvoir citadins et évolue dans un milieu de lettrés au XIVe siècle. Ces milieux ont en horreur les nomades des steppes. Sa description des Hilaliens et de leur importance serait exagérée. Nombre de désordres ne sont potentiellement que la conséquence de la gestion du pouvoir ziride : expropriations, politique de la terre brulée autour des villes assiégées... L'Ifrikiya n'est alors pas dénuée de bandes révoltées contre le pouvoir ziride.
Les Hilaliens ne font que se plaquer sur le jeu des divisions et s'insèrent dans des alliances locales. Les Zirides badissides reçoivent l'alliance et voient leur tutelle reconnue par les Riyah. En réaction, les Hammadides concluent un accord similaire avec les Athbedj. Les Athbedj viennent camper près de la Kalaa. Mais ce voisinage est dangereux, composé de multiples factions, An-Nacir se rend très vite compte de leur caractère incontrôlable. Ils consomment aussi beaucoup de récoltes mais ne produisent rien.
An-Nacir décide donc de déplacer sa capitale à Béjaïa, alors appelée Naciriya. Le changement de capitale a lieu vers 1088 sous la forme d'une cohabitation : les sultans An-Nacir, puis Al Mansour séjournent au besoin dans les deux villes. Cependant son fils Badis prend définitivement pour capitale Béjaïa en 1104,. Les Hilaliens tirent également profit des divisions entre Hammadides : la Kalaa ou Achir sont le siège de dissidences qui recrutent des mercenaires. Les Hammadides sont alors limités dans leur action à l'Ouest dans la seconde moitié du XIe siècle : le Chelif sert de frontière naturelle avec les Zénètes qui investissent Tlemcen et Tahert. Au sud également les Zénètes nomadisent en toute liberté. Ces derniers sont à la fois refoulés et assimilés aux Arabes : les tentes berbères ressemblent à celles des Arabes et beaucoup sont tentés de se donner des ancêtres arabes, vus comme plus prestigieux pour un musulman. C'est également une manière pour beaucoup de Zénètes de prendre leur revanche sur l'autorité sanhadja au point qu'au fil du temps les Hilaliens par un phénomène d'assimilation à un rameau de tribu ou à un ancêtre arabe commun comportent autant de nomades Zénètes que d'Arabes dans leurs rangs,.
Le sultan An-Nacer dès son intronisation en 1062 a quadrillé son territoire pour se prémunir des humeurs des nomades hilaliens et a fait nommer comme vizir Abou Bekr ben Foutouh. Il reçoit un à un l'allégeance des wali (gouverneurs), ses frères : Ruman à Souk Hamza, Khazer à N'gaous, Belbar à Constantine, ses fils : Yucef à Achir et Abdallah à Tamezghith (Alger). Il assiège Biskra qui ne fait pas allégeance et y place un wali. Energique plusieurs villes d'Ifrikiya et du Maghreb central lui écrivent pour faire part de leur allégeance et échapper au désordre hilalien. Il mène en 1065 une coalition berbéro-hilalienne (Sanhadja, Zenete, Athbedj, Adi) contre une insurrection hilalo-zénatienne (Zénètes, Riahi, Zughba, Soleïm et Magharouas) qui a le soutien de l'émir badisside Temim. Ce dernier voit une défaite de son cousin comme un moyen de déverser un peu plus de nomades à l'Ouest et apaiser son royaume. C'est la bataille de Sbiba entre Kairouan et Tebessa qui tourne au désastre pour An-Nacer. Les insurgés gagnent notamment en raison de défections dans les effectifs de An-Nacer qui doit se replier à la hâte sur Constantine poursuivi par des arabes Riyah,. Selon Ibn Khaldoun, An-Nacer avait reçu un contingent de soutien de Moezz Ibn Ziri, le Maghraoua qui s'est rendu souverain de Fès et tributaire. La bataille traduit la poursuite de la rivalité entre Hammadides et Badissides malgré le danger croissant des nomades hilaliens, mais également le morcellement de ces derniers en des multiples factions qui font alliance aux forces locales. Les Hammadides sont d'ailleurs tentés de reconquérir et de racheter une partie de l'Ifriqiya pour la libérer de la tutelle des nomades arabes : les Riyah vendent Kairouan à An-Nacer (1066), puis ce dernier attaque d'autres villes de l'Ifriqiya pour les libérer des Hilaliens et ramener l'ordre. Le Hammadide An-Nacer, conclut finalement la paix avec le Badisside Temim vers 1070. La réconciliation définitive entre les deux dynasties a lieu en 1077, mais il est déjà trop tard : les Hilaliens se sont insérés dans le jeu maghrébin et ont pesé avec les Zénètes comme arbitres dans les querelles intestines sanhadja en se taillant des fiefs.

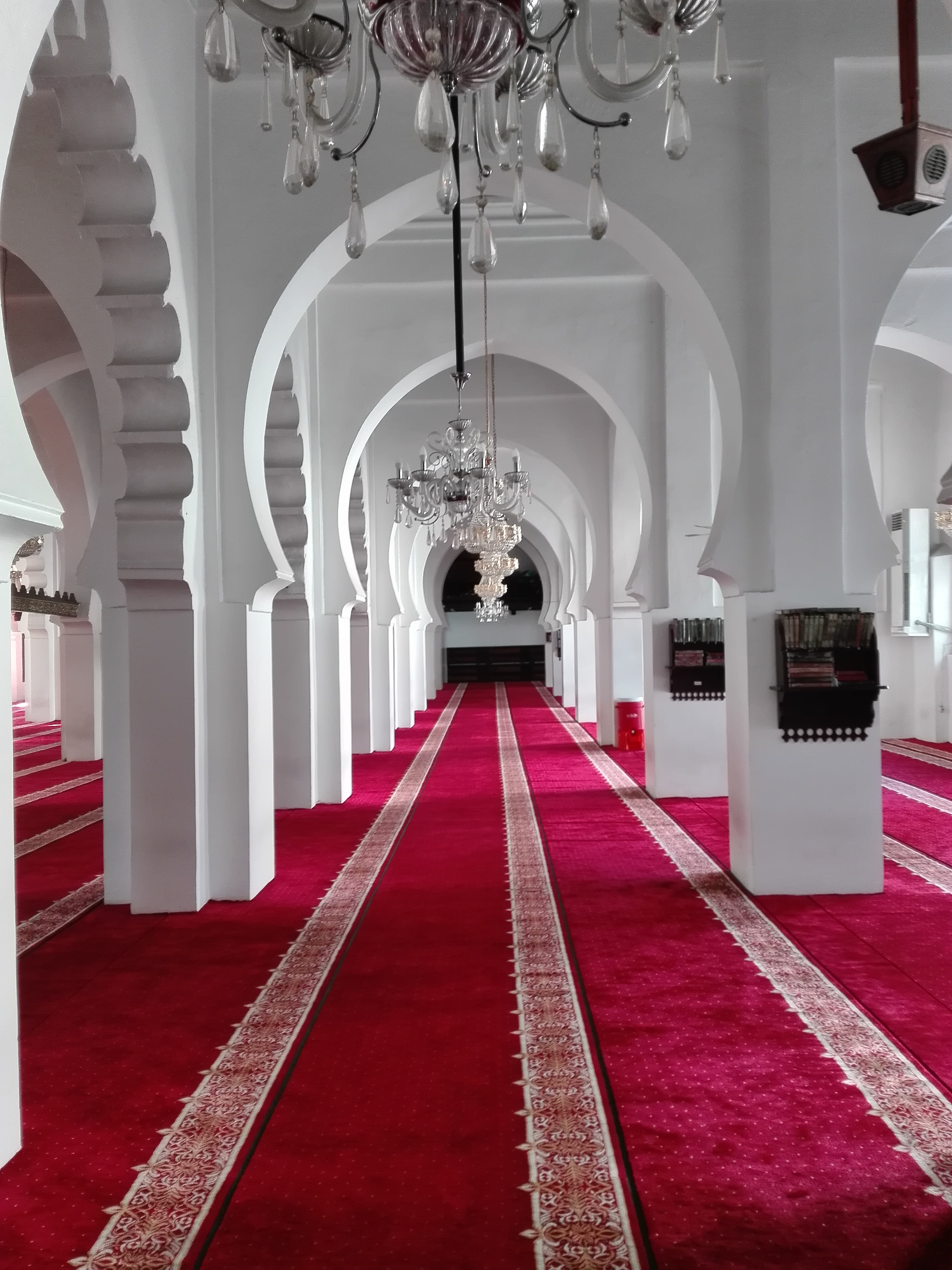
Intérieur de la Grande mosquée d'Alger, Djamaâ el Kebir (1009/1097)

Le désastre hilaliens, est en fait une migration très progressive dans l'ensemble du Maghreb qui bien qu'elle en a induit l'arabisation progressive. Depuis la Tripolitaine ces derniers migrent sur plusieurs siècles jusqu'au sud du Maghreb al Aqsa du XIe siècle au XIVe siècle. À l'époque hammadide, le Maghreb central ne voit que le Constantinois partiellement envahi de tribus hilaliennes. Les Hammadides arrivent à restructurer leur domaine autour de Béjaïa et à préserver leur civilisation brillante de manière plus aisée que les Zirides badissides. L'arrivée des Hilaliens transforme des pouvoirs sanhadja ruraux et intérieurs en puissances littorales. Cependant en mer Méditerranée, la nouvelle puissance des Normands qui prennent Palerme et la Sicile menace cette vocation maritime nouvelle des États sanhadjas. L'abondance de bois dans la région de Béjaïa comparativement à Mahdiya la capitale badisside, mais aussi la nécessité de mener une guerre asymétrique en mer contre les Européens et de compenser les pertes de revenus occasionnées par les raids des nomades Hilaliens conduisent dès 1060 les Hammadides à inaugurer une piraterie plus tard qualifiée de « barbaresque »,. Les populations musulmanes d'Ifrikiya, sous les badissides ou dans des villes occupées par les Hilaliens, seront tentées d'appeler à l'aide l'émir hammadide pour contrer la menace maritime chrétienne. Les Hammadides interviennent en Ifrkiya, et s'installent notamment à Djerba. Les Normands viennent en aide aux Badissides ; mais cette aide sera fatale à ces derniers. Roger de Sicile portera le coup de grâce aux Badissides d'Ifrikiya. Il profite du désordre en Ifrikiya pour s'emparer de Djerba et Mahdiya (1135) en repoussant les Hammadides puis il menace ensuite Gigelli (Jijel) en 1143, et de petits ports entre Cherchell et Ténès. En 1146, il implante une garnison à Tripoli et passe d'une politique de raid à l'occupation permanente en Afrique, c'est le début de la chute des Badissides qui disparaitront au bout de 2 ans de conflits.
À l'Ouest, une autre menace portée par des nomades va modifier les rapports de force. Ces nomades sont berbères et sanhadja comme les Hammadides et les Zirides, mais contrairement à eux, ils sont issus d'une branche saharienne : les Lemtounas. Les Almoravides sont une force structurante, depuis leur zone d'origine en Mauritanie, ils déferlent sur le Maghreb al-Aqsa par le sud et prennent Fès (1069), mettant fin à l'emprise des chefferies zénète morcelées sur la région. Les Almoravides contrairement aux Hilaliens, organisent un Empire. Il sera centré sur l'Ouest avec comme capitale la ville de Marrakesh qu'ils viennent de fonder. Ils franchissent la Moulouya et se déversent sur le Maghreb central : Tlemcen, Oran, Ténès et l'Ouarsenis sont conquis et le siège est mis devant Alger (1082). Ils ne poussent pas plus pour ne pas entrainer de conflit avec les Hammadides et préfèrent poursuivre leurs efforts en Al-Andalus. Les Hammadides ont tenté une expédition préventive en 1062 pour juguler la force montante des Almoravides dans le Maghreb al-Aqsa : Bologhine ibn Hammad prend Fès aux Maghraouas en 1062. Mais ils ne rencontrent aucune armée almoravide occupée à mater les Masmoudas de l'Atlas. Les Hammadides doivent finalement se retirer en 1067 : il vaut mieux pour eux se concentrer à l'Est contre les Hilaliens et se retirer confortablement en ayant fait beaucoup de butins.

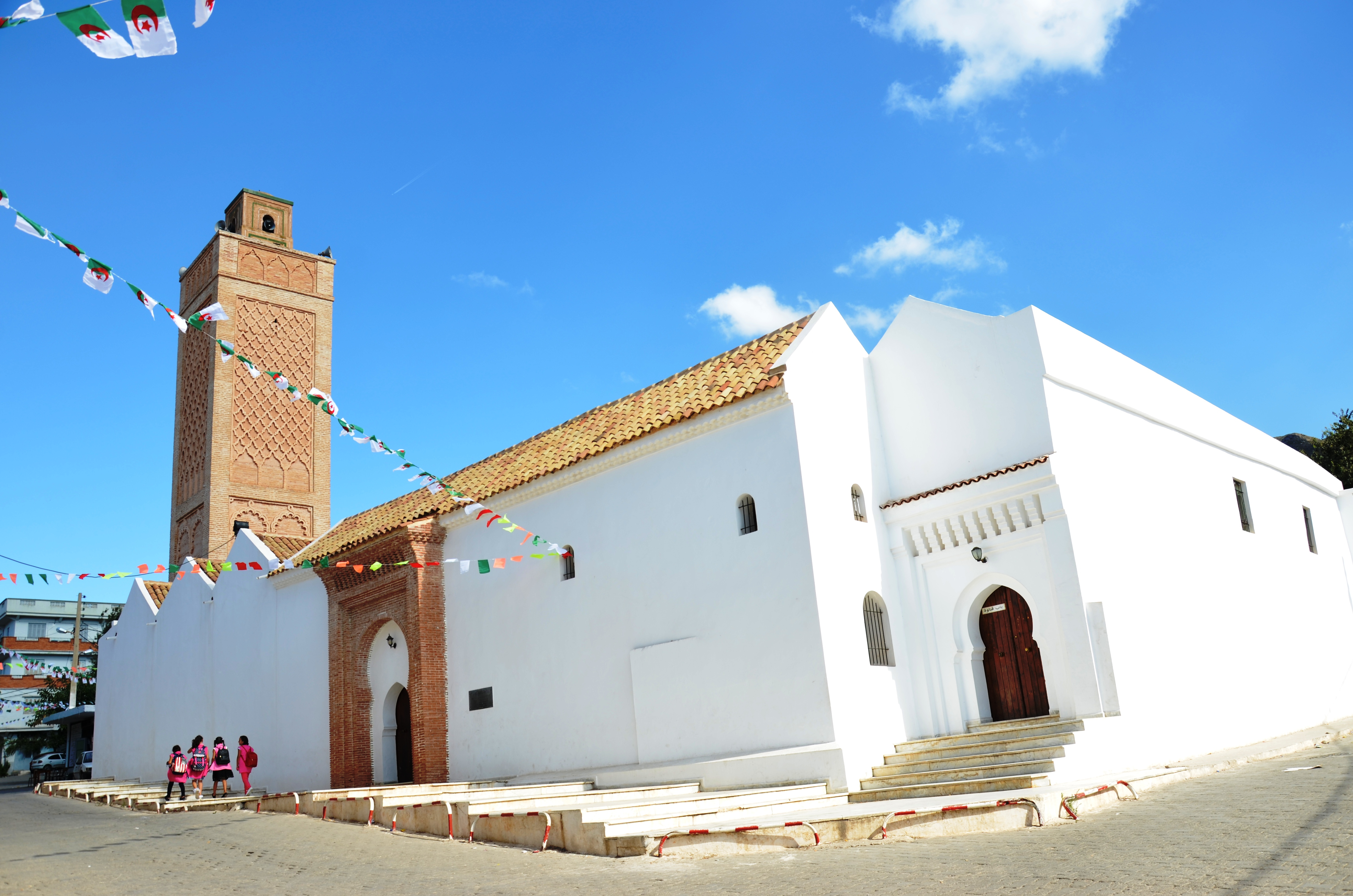
Grande mosquée de Nedroma (v.1145)

An-Nacer est marié à la sœur d'un chef zénète des environs de Tlemcen, Makhoukh. Cette paix est censée maintenir une alliance entre Hammadides et les Zenetes Maghraoua de la tribu Beni Wamanou. Or le nouveau gouverneur almohade de Tlemcen mis en place lors de la conquête en 1082, Mohamed Ben TInameur, reussit à retourner les Beni Wamanou contre An-Nacer, alors occupé à combattre les Hilaliens. Al Mansour, héritier de An-Nacer, se lance une première campagne contre les Almoravides et les Beni Wamanou, mais échoue et étrangle sa femme, également originaire de cette tribu, en représailles. Dès lors, Makhoukh, offre tout son appui aux Almoravides, qui reprennent leur offensive sans succès. Al Mansour défait Makhoukh puis Mohamed Ben Tinameur et prend Tlemcen et sa région. Youssef Ibn Tachfin préfère faire la paix avec les Hammadides car il est occupé en Al-Andalus. Ce n'est en réalité qu'une trêve étant donné qu'il reprend les hostilités quelques mois plus tard. Les Almoravides s'implantent peu au Maghreb central : ils nomment un gouverneur à Tlemcen qui est chargé de recruter des tribus zénètes qui font plus figure d'alliés. En effet, les Almoravides sont accaparés par les conflits en Ibérie, il est donc inutile pour eux de provoquer des guerres à répétition à l'Est avec d'autres dynasties sanhadja. Il prend d'ailleurs la taïfa de Grenade (1090) en Andalousie, et ne reviendra pousser ses conquêtes au Maghreb central que vers l'an 1096 jusqu'à Alger. Cette conquête entraine une réaction hammadide en 1102 : le pays est repris jusqu'à Tlemcen assiégée mais la femme du gouverneur Tachefin, Haoua, demande d'épargner la ville du pillage en échange de la paix entre les deux royaumes sanhadja. Al Mansour rentre donc à la Kalaa en ayant stoppé les Almoravides par la prise de Tlemcen (1102-1103). Les Almoravides lors du passage de leur vie nomade d'origine à la sédentarité d'un Empire, font le lien entre la culture sanhadja du Maghreb central et la tradition hispano-cordouane de leurs nouvelles possessions. Le minaret carré de type maghrébin dérive de la mosquée de Kairouan, puis plus spécifiquement de celle de la Kalaa avec ses murs d'aplomb et ses niches aveugles qui inspirent les réalisations almoravides dont la première mosquée de la Koutoubia, et par la suite almohades avec la tour Hassan, ou la Giralda de Séville. Les Almoravides permettent la rencontre des architectures berbères existantes au Maghreb avec les apports andalous comme les arcs polylobés. Les Almohades ayant démoli la plupart des mosquées almoravides majeures, les seuls exemples de mosquées almoravides typiques, avec absence de transept, encore existantes sont présentes dans le Maghreb central : les grandes mosquées de Nedroma et de Tlemcen. Celle d'Alger datant de l'époque hammadide est aussi remaniée par les Almoravides dans leur style hispanisant évoquant la mosquée de Cordoue selon Marçais.

#### Organisation des armées sanhadjiennes
Dans l'ensemble les émirs sanhadjas, zirides, badissides ou hammadides, sont des chefs de guerre et gèrent en permanence les affaires militaires. Ils se reposent sur des généraux appelés caïd, les seuls que les chroniqueurs médiévaux citent dans leur récits.
Il existe des caïds subalternes pour différents corps : cavalerie, infanterie, engins de siège, minage… Jusqu'aux invasions hilaliennes, les sultans se dotent d'un corps de garde étranger : souvent africains, envoyés par des royaumes alliés soudanais (Niger, Mali, Sénégal…), il comporte également des mercenaires ou esclaves européens. Ce corps leur est dévoué corps et âme et permet de garder une distance avec les intrigues familiales, notamment les nombreux, oncles, cousins et parents qui occupent des dignités de gouverneurs. Hammad doit ainsi sa survie à sa garde personnelle lors d'un revers à Chlef. La garde sert aussi à protéger l'héritier sur ordre du souverain, notamment lors de la succession en écartant les nombreux potentiels prétendants. À partir des invasions hilaliennes, ces tribus constituent aussi une ressource pour le recrutement de cavalier et de troupes diverses. Selon les chroniqueurs, Badissides et Hammadides pouvaient aligner chacun 30 000 cavaliers et autant de fantassins. À la fondation de la Béjaïa hammadide, la Kalaa comptait un corps de 12 000 cavaliers. De manière générale, le nombre de cavaliers et de fantassins est équivalent dans les armées sanhadjas.
Les soldats disposaient, en général, d'une épée ou d'un sabre, d'une lance ou d'un javelot et d'un poignard. Les archers d'un arc ou d'une arbalète, avec des flèches empennées et à pointe d'acier. Les boucliers étaient ronds et légers, en peau d'antilope ou de bœuf tanné. Le port de cuirasse et de casque semble se généraliser dans une moindre mesure à cette époque. Il est ainsi rapporté que l'émir badisside Temim offre 1000 cuirasses, 1000 lances, 1000 boucliers et 1000 sabres indiens à ses alliés hilaliens ryah ; ce qui prouve que zirides et hammadides possèdent des armuriers en grande quantité.
À chaque départ en campagne, le sultan opère une revue de ses troupes et fixe l'itinéraire à parcourir avec ses généraux et intendants. Les cheminements sont longs et prudents : selon une chronique, Badis ben Mansur, met ainsi 23 jours pour se rendre de M'Sila à Kairouan et 4 jours pour aller de Kairouan à Mahdia. Les troupes et surtout la cavalerie sont entretenues et entrainées, notamment les cavaliers montant des chevaux barbe qui sortent quotidiennement faire une tournée aux alentours de la Kalaa, puis de Béjaïa ou en Ifrikiya, qui est appelée tassaïst qui était codifiée : le caïd sortait à la tête de ses troupes jusqu'à un lieu déterminé, où il faisait une halte puis un demi-tour jusqu'à la porte du sultan où il attendait les directives. Ces aller-retours servent à entrainer la cavalerie à faire des mouvements en bon ordre. Les gradés sont aussi clairement identifiés sur le champ de bataille au moyen de leur coiffe, le sultan, lui, porte un turban rouge autour d'un casque, Le pillage est également une importante motivation des combattants et même des émirs eux-mêmes. Des billets manuscrits sont remis en fonction des faits d'armes des uns ou des autres pour décider du partage du butin.
Les sanhadja sont également les premières dynasties du Maghreb à disposer d'une flotte bien organisée. Le calife fatimide lors de son départ pour l'Égypte et du legs du Maghreb aux Zirides, avait constitué une flotte d'invasion conséquente. Des bateaux partaient ainsi régulièrement de Mahdia pour Alexandrie, emmenant des troupes ou tout simplement permettant le déménagement de la cour fatimide au Caire. Les Zirides vont imiter l'exemple fatimide et reconstituer une flotte locale. Mais c'est surtout les Hammadides à leur arrivée à Béjaïa qui vont constituer une flotte remarquable. La Kabylie fournie en effet des essences précieuses et en abondance pour les constructions navales : chêne-zéen, sapin, cèdre, chêne-liège, peuplier… Béjaïa devient même exportatrice de bois vers les Badissides d'Ifrikiya et d'autres villes méditerranéennes. L'arsenal hammadide de Béjaïa s'appelle le Dar Sinaa, il est réputé pour l'habileté de ses artisans à fabriquer toute sorte de navires. Cette institution se maintiendra à travers les siècles : l'époque almohade fait de surcroit de Béjaïa son principal port vers l'Orient et le Hadj ; le sultanat de Béjaïa des sultans locaux hafsides sera un des ports principaux de la course en Méditerranée entre le XVe siècle et le XVIe siècle ; puis la régence d'Alger gardera Béjaïa comme leur principal pourvoyeur de bois et un chantier naval majeur. Seule la fin du navire à coque en bois (au XIXe siècle) mettra fin à cette activité de manière définitive sous la colonisation française.

#### Période bougiote

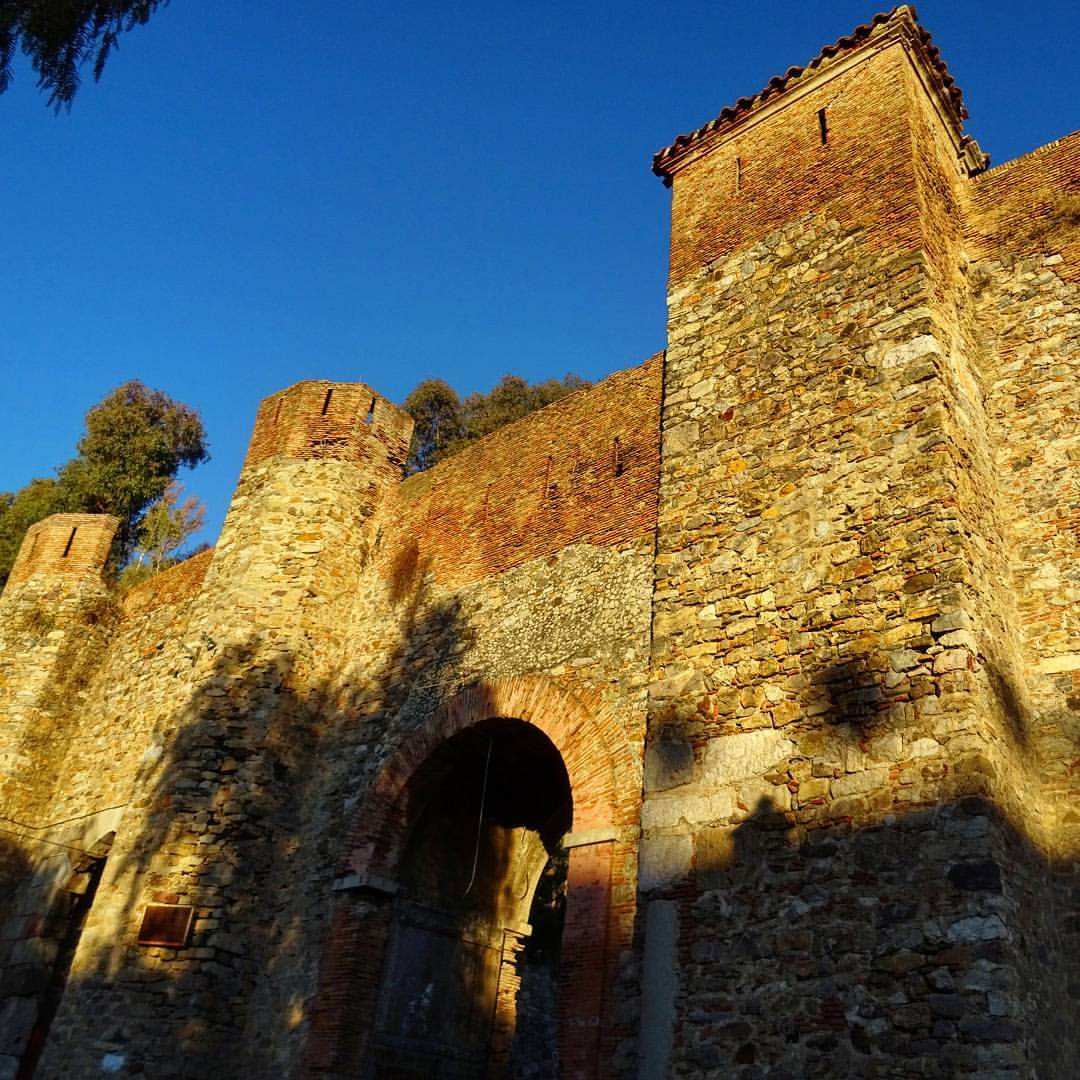
Bab el Bounoud à Béjaïa, qui marque la fin du Triq sultan et l'entrée dans la ville médiévale

An-Nacer surveille lui-même la transformation de la localité — l'antique Saldae — en ville imposante en établissant sa résidence au qsar Loueloua. Il continue de faire des séjours fréquents à la Kalaa. À la faveur d'un rapprochement Badissides d'Ifrikiya et Hammadides du Maghreb central pensent même en faire la capitale commune de leurs États mais le projet ne verra jamais le jour. Béjaïa et la Kalaa sont reliées par une route royale : le Triq sultan, joignant les Hauts-Plateaux au littoral et le sultan An-Nacer dispense les nouveaux habitants du kharaj, pour encourager l'afflux d'habitants, lettrés et artisans. Cet axe, passant par les Bibans (l'Ouannougha), ou le col de Tirouda, voit son importance économique est culturelle encore maintenu de nos jours entretenant un mouvement pendulaire de plus de 1 000 ans. Béjaïa comptait un certain nombre de portes : Bab Tanount, Bab Amsiwan, Bab el Marsa (Bab al Bhar), Bab el Bounoud qui marque la fin du Triq sultan, Bab al Louz, Bab Batina et Bab al Jadid. Ibn Hamdis décrit les cours intérieures des palais, les ornements en marbre, les vasques plaquées d'or ou d'argent, des sculptures de lions en marbre, les peintures aux plafonds. Les palais ont été progressivement détruits ou transformés en ouvrage défensifs au cours de l'histoire.
Le pouvoir hammadide implanté à Béjaïa est stable. Les montagnes sont un rempart à toute incursion nomade : hilaliennes comme zénètes. Le sultan Al-Mansur ben al-Nasir (1089-1105) fils de An-Nacer, déplace définitivement sa capitale sur le littoral. Il profite de la sécurité retrouvée pour administrer son domaine avec énergie : son oncle Belbar, gouverneur de Constantine et de Bône (Annaba) en révolte, est défait en 1094.
Al Mansour ordonne également une expédition contre Tlemcen vers 1102. Elle sera commandée par son fils l'émir Abdallah. Défaits, les Almoravides doivent se replier sur le Maroc. Abdallah s'attaque alors aux Beni Wamanou, s'empare de Djebat, puis de Merat. Makhoukh, le chef des Beni Wemanou met le siège devant Alger, mais échoue et doit se retirer au bout de 2 jours. Tachfin Ben Tinemeur, frère du gouverneur almoravide de Tlemcen, lance une contre-attaque de plusieurs kilomètres sur Achir, la ville d'origine des Zirides. Al Mansour décide de répondre avec force à la provocation : une coalition de Sanhadja et de tribus arabes des Athbedj et Zoghba, fournit 20 000 hommes qui prennent définitivement Tlemcen et infligent une lourde défaite aux Almoravides durant l'année hégirienne 492 (1102/1103). Au retour Al Mansour châtie des rebelles dans les Zibans et, l'ensemble de son domaine réunifié, rentre à Béjaïa où il n'a finalement que peu de répit : il décède en 1105, sept mois après la campagne de Tlemcen.
La monnaie est battue par le Dar Sekka, sous monopole d'État. Cependant à Mahdia, il est attesté que les particuliers étaient autorisés à monétiser leur propre métal, tradition existante dans certains pays musulmans, mais sans savoir si cela était valable pour le Maghreb central. Au départ, émirs d'Achir, de Mahdia puis de la Kalaa, battaient monnaie au nom des califes fatimides du Caire, puis, lors de la rupture avec ces derniers, au nom du calife abbasside de Bagdad, et, finalement, avec juste des citations coraniques sans citer aucun calife. L'arrivée des nomades hilaliens bouleverse la situation économique. L'or n'arrive plus du Soudan pendant un temps en raison de l'insécurité. La frappe monétaire se rabat alors sur l'argent, avant que l'essor du commerce bougiote et des expéditions vers Ouargla et le Mzab permettent à nouveau de frapper monnaie en or et en argent. Les relations avec la Méditerranée dont l'Al-Andalus, participent à la prospérité du pays. Le premier souverain à frapper monnaie à Béjaïa est Al-Mansur ben al-Nasir. Ibn Khaldoun donne une description d'un dinar en or frappé sous Yahya ibn Abd al-Aziz, dans l'obédience sunnite. Il comprend des inscriptions calligraphiques en cercles concentriques avec au recto « Met hors de péril en s'attachant la protection d'Allah, Yahia Ben Abdellaziz Billah, l'Emir victorieux » et au verso « Imam Abdallah el Muqtafi li Amr Allah, amir el Mouminin El Abbassi ».
La vie culturelle et religieuse de Béjaïa est brillante. Le grand poète de la Kalaa, le cadi Abou Amran Moussa ben Hammad et le sultan Abd al-Aziz ibn Mansur (1105-1121) firent venir à Béjaïa de nombreux savants. Ibn Hammad (1150 - 1230) ou Al Ghobrini (XIVe siècle) dans son ouvrage Unwan addiraya fi machaeikh bijaya (Galerie des savants de Bougie) décrieront ce milieu des lettrés bougiotes qui survivra pendant plusieurs siècles à la fin de la dynastie hammadide. La ville est également un carrefour sur le plan religieux. Les Hammadides comme les Zirides étaient au départ dans l'obédience chiite, mais le pays et la masse des populations du Maghreb, un temps traversés par le kharéjisme, étaient progressivement gagnés par le sunnisme malékite. Un esprit de tolérance permettait aux malékites, hanéfites et mu'tazilites de confronter leurs points de vue dans de brillantes controverses. Les mystiques et docteur de la foi viennent d'Al-Andalus confronter les opinions plus orthodoxes d'autres savant de l'Orient ou de la Kalaa. Une certaine tolérance règne car une communauté chrétienne subsiste à Bône (Annaba) et Béjaïa, au point que le pape Grégoire VII entretien correspondance avec le sultan An-Nacer, désigné comme « roi de la Maurétanie, de la province sitifienne, en Afrique » dans laquelle il évoque la nomination d'un éveque. Cette tradition de tolérance religieuse persiste jusqu'à l'arrivée des Almohades. Ces derniers sont d'ailleurs à l'origine une doctrine politico-religieuse qui servira de base à l'édification d'un Empire maghrébin. La doctrine almohade est issue de la rencontre entre Ibn Toumert, un prédicateur rigoriste Masmouda du Haut Atlas, et d'Abd al-Mumin, alors étudiant à Béjaïa et né à Tadjara près de Nedroma alors dans le royaume hammadide,. Leur rencontre est décrite par l'ouvrage Al Baïdaq, en des termes miraculeux. Ibn Toumert dispense son savoir à Mallala près de Béjaïa. Ibn Toumert a été obligé de se réfugier dans cette localité après avoir violemment apostrophé les habitants de Béjaïa à propos de leur mœurs, attirant sur lui l'attention et la colère des autorités.

### L'unité almohade

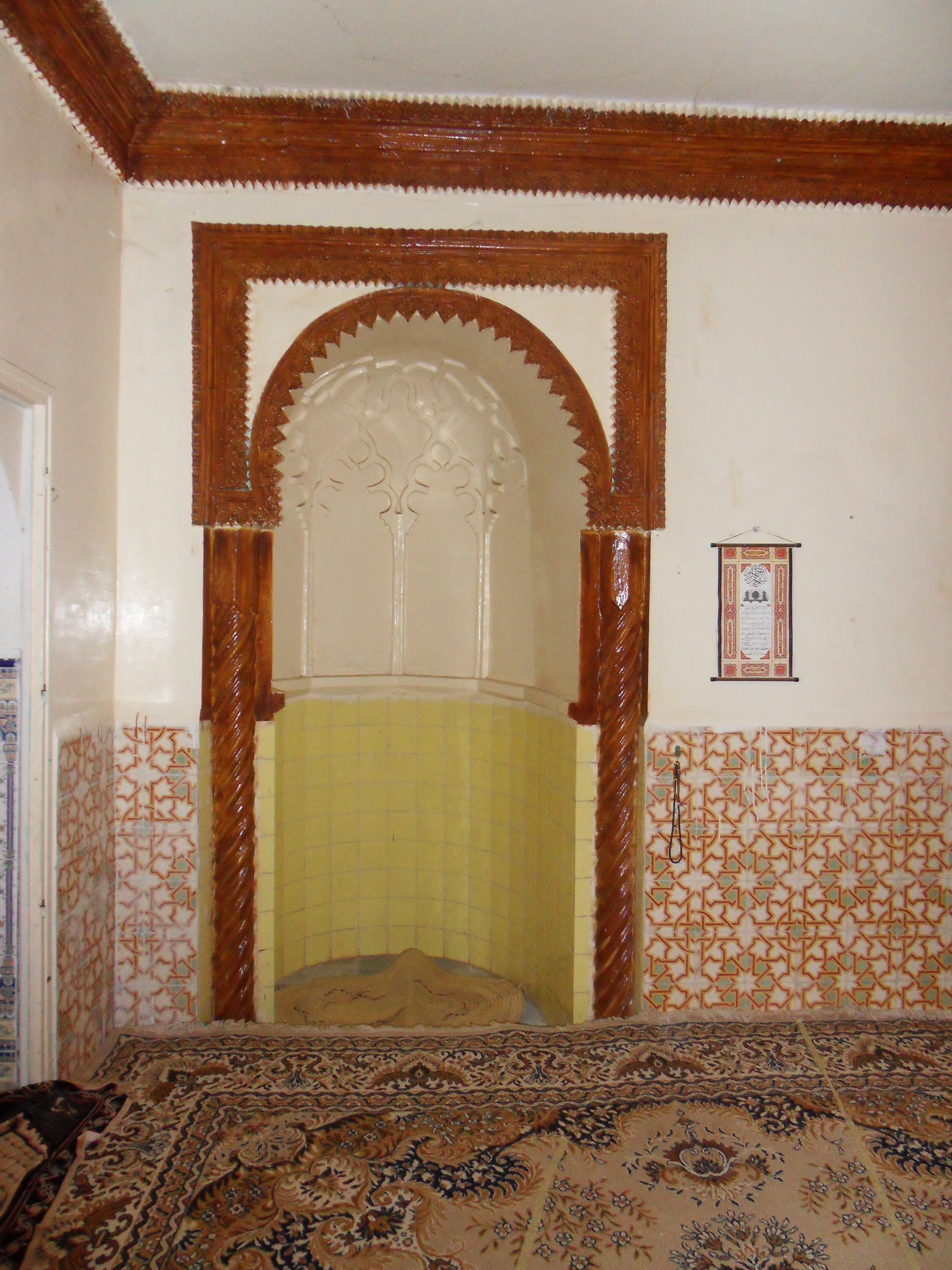
Mirhab de la mosquée Ibn Toumert (XIIe siècle) à Mallala (Oued Ghir) près de Béjaïa.

Le séjour à Mallala ne peut se prolonger indéfiniment en raison de l'hostilité croissante des Hammadides. Ibn Toumert et Abd al-Mumin se replient sur Tinmel dans le Haut-Atlas, région d'origine d'Ibn Toumert. La doctrine prêchée par Ibn Toumert est avant tout une réaction contre ce qu'était devenu l'islam sous les Almoravides. La doctrine almohade se veut centrée sur l'unicité de Dieu, le tawhid. Elle est à l'origine du nom du mouvement almohade, en arabe : « al mouwahidoun » (les unitaires). Tinmel offre un avantage stratégique : relativement proche de Marrakesh la capitale almoravide, elle est située à l'entrée d'une petite plaine fertile dans la haute vallée de l'oued Nfis et est au cœur de tribus sédentaires Masmoudas qui entretiennent des relations difficiles avec les Almoravides, pouvoir d'origine nomade venu du lointain Sahara. La doctrine almohade s'oppose à l'anthropomorphisme (tadjsim) qui prédominait chez les Almoravides qui prennent à la lettre les expressions allégoriques du Coran. La force de l'engagement almohade est que chaque croyant est responsable de la réforme morale : ils sont en ce sens disciples du soufi Al Ghazali. Sa doctrine n'est pas ésotérique : elle n'est pas l'affaire de quelques mystiques ou savants mais de l'ensemble des croyants. Cette simplicité donne la force de constituer un début d'État almohade.
En 1130, Abd al-Mumin fut investi du commandement militaire, puis en 1133 il est proclamé calife. Après avoir dissimulé pendant 3 ans la mort d'Ibn Toumert. Il organise sa conquête par étape : il assoit son autorité sur le Haut Atlas avant de s'étendre par le nord sur Azrou puis Sefrou et de continuer jusqu'à sa région d'origine à Tadjara. Les Hammadides tentent de venir en aide aux Almoravides et envoient des troupes à Tlemcen. Mais l'inaction des Almoravides derniers fait que les Almohades finissent par triompher : Tlemcen et Oran sont prises en 1145. Dès lors Abd al-mumin revient dans le Maghreb al-aqsa et prend les villes les unes après les autres jusqu'à la capitale almoravide Marrakech qu'il fait assiéger puis saccager en 1149. Il passe ensuite en Al-Andalus menacée par l'offensive d’Alphonse VIII de Castille et, bénéficiant de ralliements, occupent la plupart des régions occidentales.
En 1151, profitant du désordre au Maghreb central, Abd al-Mumin part de Salé en direction de Tlemcen. Il a face à lui le sultan hammadide Yahia Ibn al Aziz. Il prend Miliana, Alger, Béjaïa et enfin la Kalaa et Constantine. La prise de Béjaïa se fait au moyen d'une expédition navale et maritime. Au début elle est tenue secrète : Abd al-Mumin fait couper les communications vers l'Est du Maghreb et fait courir la rumeur de préparatifs pour l'Al-Andalus. Les Hammadides se rendent compte de l'attaque quand la flotte arrive à Alger. La ville de Béjaïa est prise par l'armée terrestre et sert à faire débarquer les renforts pour attaquer la Kalaa et Constantine. C'est la fin de la dynastie Hammadide et des dynasties sanhadja sur le Maghreb : les Badissides se sont déjà effondrés quelques années auparavant face aux Normands de Sicile. La résistance aux Almohades est surtout le fait de Nomades hilaliens qui ont peur de perdre les avantages qu'ils tiraient en monnayant leurs services miliaires aux Hammadides. Les Hilaliens sont défaits intégralement à la bataille de Sétif en 1152 : le butin est immense, mais les Nomades sont épargnés. Les Hilaliens, reconnaissants, deviennent ses alliés. Abd al-Mumin a une idée précise en tête : il doit pondérer le poids des Masmoudas dans ses troupes afin de rendre son califat héréditaire : c'est le début de la dynastie Muminide, la seule qui présidera aux destinées de l'Empire almohade. Avec sa tribu, les Koumiya zénètes d'Oranie, les Hilaliens forment le deuxième groupe à prêter allégeance directement au calife. En 1159, Abd el-Mumin se lance à la conquête de l'Ifrikiya aux mains des Normands. Les ports de Tunis, Sousse, Mahdiya, Sfax puis Tripoli sont libérés, les Normands et les petits chefs locaux qui se partageaient l'ancien domaine ziride sont tous vaincus. Abd el-Mulmin réussit ainsi à unifier l'occident musulman.
L'armée almohade à la base composée de Masmoudas va voir son effectif considérablement augmenté par les troupes recrutées au Maghreb central : les Koumia, tribu d'Abd al-Mumin, Beni Ouamanou, Beni Illoumi, Beni Abd el Ouad (ancêtre des Zianides), d'autres tribus zénètes, les Arabes nomades, une garde noire soudanaise et même une milice chrétienne. Au total c'est une armée de 800 000 cavaliers et 100 000 fantassins qu'Abd el-Mumin parvient à rassembler. Les effectifs ne feront que décliner par la suite : l'unité almohade du Maghreb ne durera que 70 ans. On considère que l'Empire almohade n'a une réelle emprise maghrébine que sous trois califes : Abd al-Mumin (1130-1163), Abou Yacoub Youssef (1163-1184) et Abou Youssef Yacoub al Mansour (1184-1199).

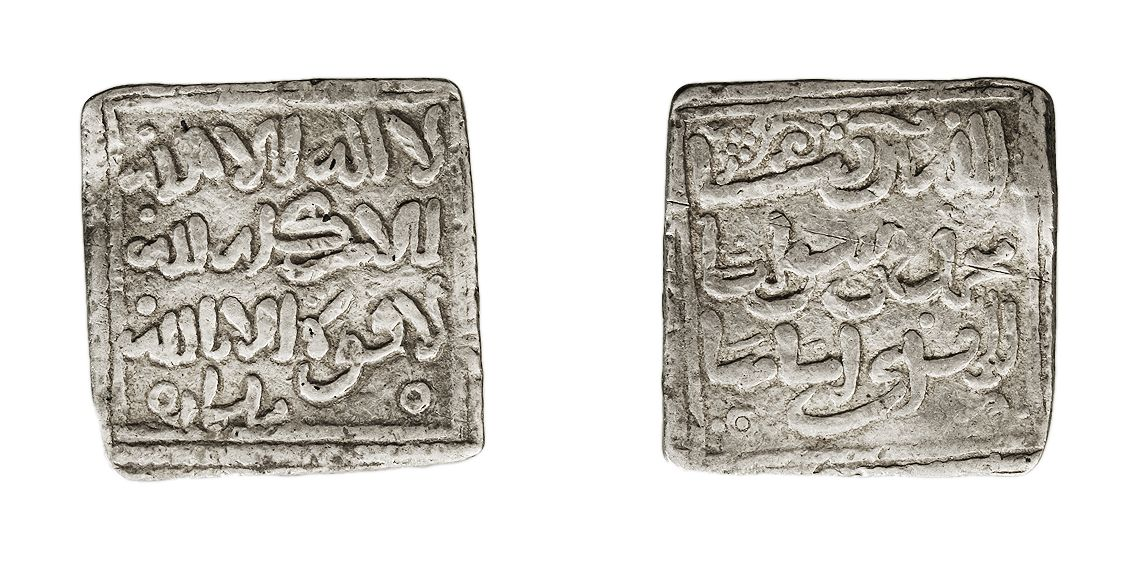
Dirham almohade en argent, anonyme, frappé à Béjaïa

Abd el-Mumin ne se contente pas d'être un conquérant : il administre son Empire. Il transplante dans le Maghreb extrême un nombre considérable d'Hilaliens dans les plaines Berghouatas et Dokkala. Ces deux derniers groupes berbères ont été massacrés et dépeuplés par les répressions quelques années plus tôt. L'Empire almohade au lieu d'assurer le triomphe des Berbères sédentaires, ne fait qu'étendre le domaine des Arabes nomades et introduire un peu partout leur mode de vie anarchique. La police de l'Empire est également confiée à ces tribus hilaliennes chargée de prélever l'impôt en raison de leur mobilité. Une exception notable est la région entre la Moulouya et Mina : elle est confiée à des nomades zénètes les Beni Abd el Ouad. Abd al-Mumin paie leur ralliement en les installant dans sa région d'origine en Oranie, où ils se comporteront presque toujours avec loyauté vis-à-vis des Almohades. Les Almohades constituent ainsi leur « jich », parfois prononcé « gich », un ensemble de groupes clients à vocation fiscale ou militaire. Les provinces de l'Empire sont confiées à des gouverneurs issus de la famille impériale d'Abd al-Mumin, les Sayyid, secondé d'un cheikh almohade. Béjaïa et Tunis deviennent chefs-lieux de provinces qui correspondent aux anciens domaines Hammadides et Badisside, à l'ouest du Maghreb central le sayyid est implanté à Tlemcen où il est secondé par les Abdel Ouadides. Tunis supplante Mahdiya comme chef-lieu. Le sayyid de Béjaïa devient donc le quatrième fils d'Abd al-Mumin : Abū Muḥammad ‘Abd Allāh. La ville occupe une importance stratégique sur le plan miliaire (convoi de troupe et flotte almohade), mais également commercial car Béjaïa est un débouché du commerce transsaharien vers la Méditerranée et un port qui lie l'Orient à l'Occident musulman. Sur le plan religieux, le rejet par les masses de la doctrine rigoriste des Almohades voit un essor du soufisme mystique. Un des plus grands maîtres de cette mouvance est Sidi Bou Mediene (1126-1197), saint patron de Tlemcen, son influence s'étend à Béjaïa où il s'installe et s'illustre. Son enseignement est repris et diffusé depuis cette ville. Le cheikh kabyle Zakaria Yahya al Hasan az-Zouaoui en est l'exemple : il fonde une zawiya dans l'arrière-pays où il se retire tout en continuant à dispenser de temps en temps son enseignement à Béjaïa.
Les impôts comme le kharaj sont infligés à toutes les personnes non almohades et ne faisant pas partie des jich. Ce qui va leur aliéner rapidement une grande partie des habitants et groupes tribaux du Maghreb et d'Al-Andalus.

#### Rébellions au Maghreb

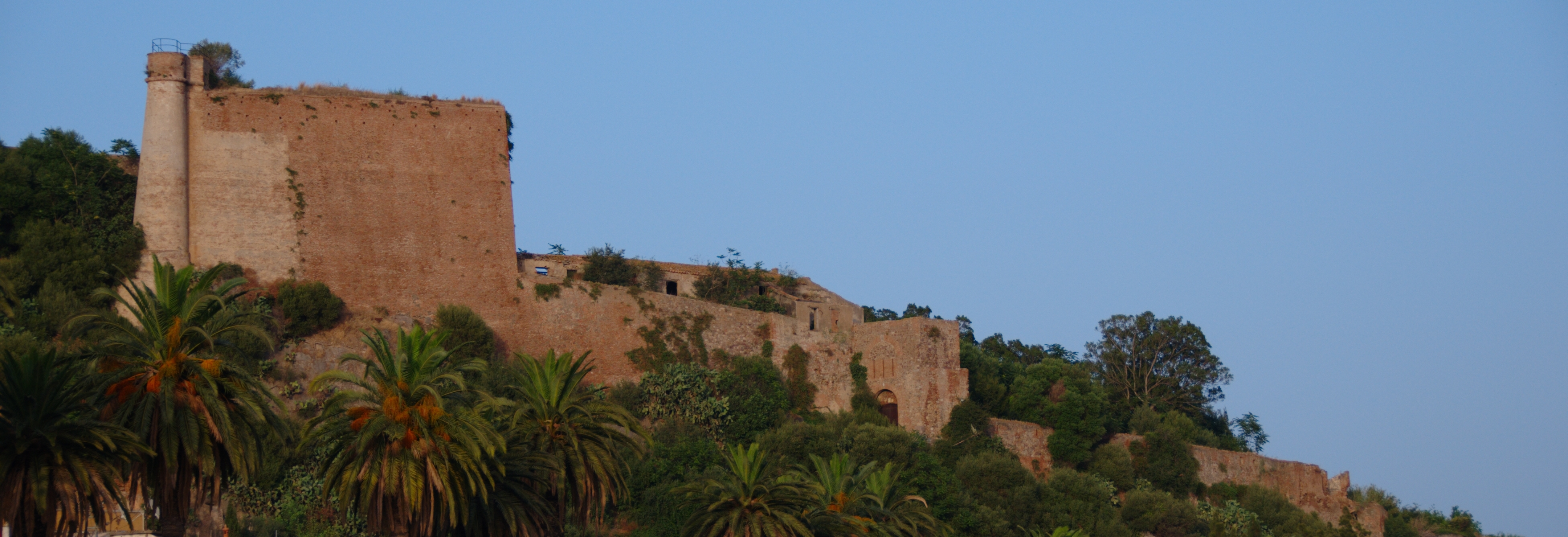
Vu d'ensemble de la Casbah de Béjaïa.

Les Maghrébins restent globalement étrangers à l'almohadisme. Les habitants de Gafsa entrent en rébellion contre l’impôt qui leur est imposé en 1172. Ils permettent au Beni Ghania, un clan almoravide ayant son fief dans les Baléares de débarquer et de lancer une révolte en Ifrikiya, puis au Maghreb central. Les Banu Ghaniya, menés par Ali ibn Ghaniya, s'emparent de Béjaïa en 1185, font irruption dans la casbah et font prisonnier le sayyid almohade de la ville, Abou Moussa. Ils infligent ensuite un revers au commandant de la Kalaa, puis à un autre sayyid, Abou Rebia et les obligent à se réfugier sur Tlemcen. Les Banu Ghaniya poussent jusqu'à Miliana et assiègent Constantine. Le calife almohade nomme alors son cousin Abou Zeïd, gouverneur du Maghreb central et envoie une flotte à Alger puis Béjaïa. La ville de Béjaïa expulse les partisans des Banu Ghaniya à l'approche de la flotte, qui débarque et les troupes almohades finissent par prendre à revers les Banu Ghaniya qui assiégeaient Constantine. L'autorité rétablie sur le Maghreb central, les Banu Ghaniya continuent pendant des années de harceler les Almohades à leur frontière est, aux confins de la Tripolitaine. Ce n'est que le cheikh almohade Abû Muhammad `Abd al-Wâhid ben Abî Hafs, ancêtre de la dynastie des Hafsides de Tunis qui mettra fin définitivement à leur révolte au XIIIe siècle,.

### Émergence d'un sultanat à Béjaïa

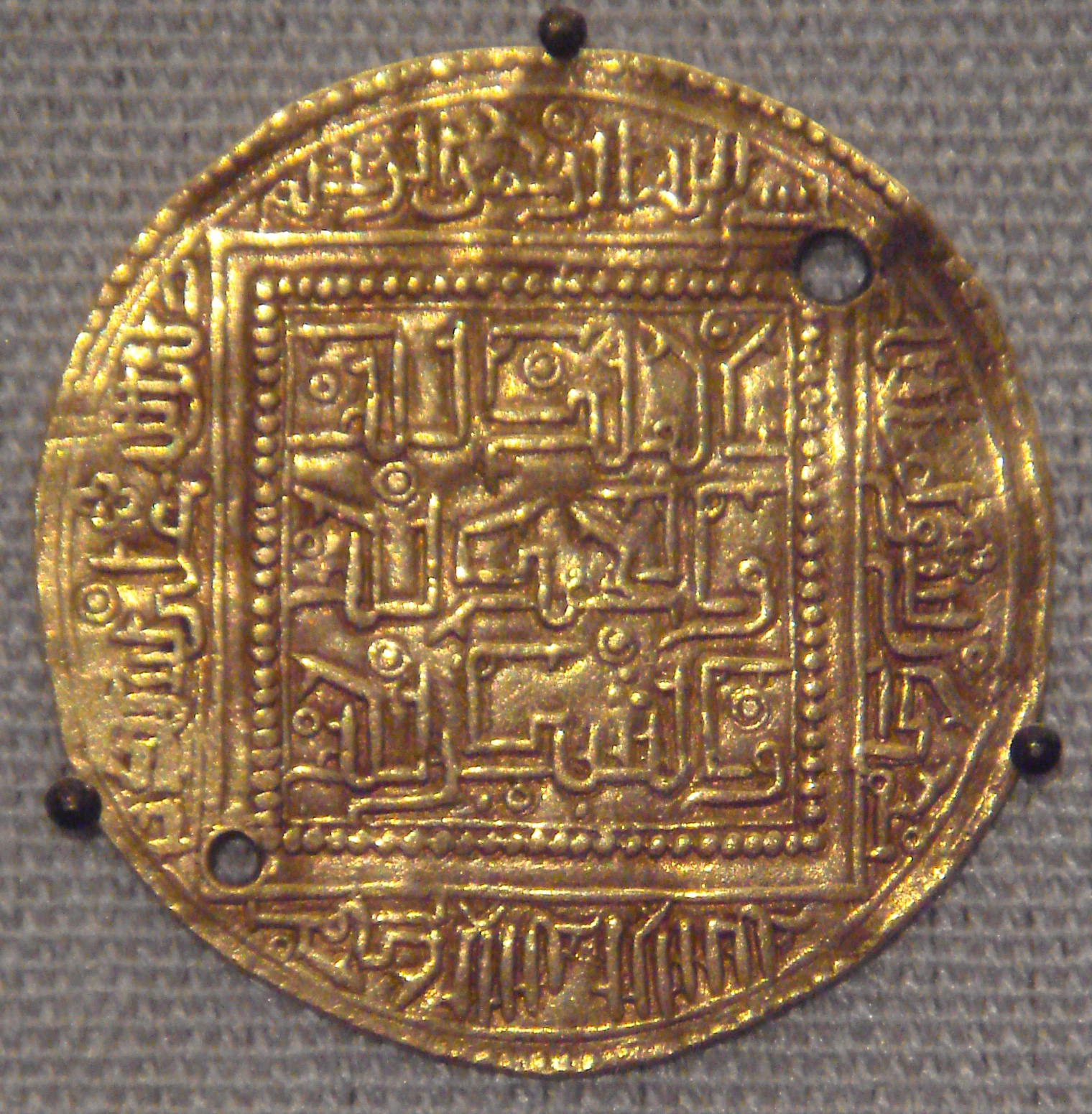
Dinar hafside de Béjaïa

L'émir hafside Abou Zakariya (1228-1249) apparait comme le véritable fondateur de la dynastie et du sultanat hafside qu'il revendique califat dans la succession des Mouminides, qui entre-temps ont rejeté la doctrine almohade à Marrakech pour le sunnisme malékite, sous le calife Al Mortada. Avec Tunis pour capitale, Abou Zakariya se lance à la conquête de l'Ifrikiya et du Maghreb central pour refaire un semblant d'Empire maghrébin : il annexe l'ancien domaine hammadide (1230) en prenant Béjaïa et Constantine, fait prisonniers les chefs des tribus Mirdas et Douaoudia et se débarrasse des derniers Banu Ghaniya qui se réfugient à Ouargla et dont on perd la trace ensuite. Il prend Alger en 1234 et pousse jusqu'au Chélif où il reçoit la soumission des tribus Toudjine et Mendil. Il réussit un temps à faire reconnaitre son autorité en tant que calife aux États zianides et mérinides naissants et peut-être même aux Nasrides de Grenade (1249). Les Hafsides se posent en héritier de l'almohadisme, de Ibn Toumert et Abd al-Mumin. Cette position de prestige est à l'échelle du Maghreb central, une erreur politique majeure. Les populations acquises au malékisme voient la doctrine almohade comme une hérésie et vont se tourner vers les Zianides, gouverneurs de Tlemcen devenus sultans et champions du malékisme. Les Hafsides ne peuvent empêcher l'émancipation du pouvoir zianides et sa structuration autour d'une capitale prestigieuse à l'Ouest : Tlemcen. Le domaine hafside qui s'étendait de la Kabylie à Tripoli va lui-même éclater autour de deux villes rivales : Béjaïa et Tunis, la première devenant le siège de toutes les dissidences contre Tunis tout en restant dans l'obédience hafside. Constantine sera également le siège de principautés éphémères et de diverses dissidences. Les souverains de Béjaïa sont parents de ceux de Tunis. La première scission survient à la suite de la mort du sultan hafside Al Moustancir de Tunis (1249-1277) vers 1280. Abû Zakariyâ Yahyâ II, nommé par son père Abou Zakariya gouverneur de Béjaïa, est devenu sultan de Tunis puis détrôné par Abu Ishaq finit par se replier et se rendre indépendant comme sultan à Béjaïa en 684/1285-6, il écrit ainsi qu’il gouvernait alors « la ville de Bougie et la marche occidentale de l’Ifrīqiya [Biğāya wa al-ṯagr al-garbī min Ifrīqiya] ». Son royaume dissident de Tunis couvre alors les provinces de Béjaïa et de Constantine, soit l'Est de l'actuelle Algérie.

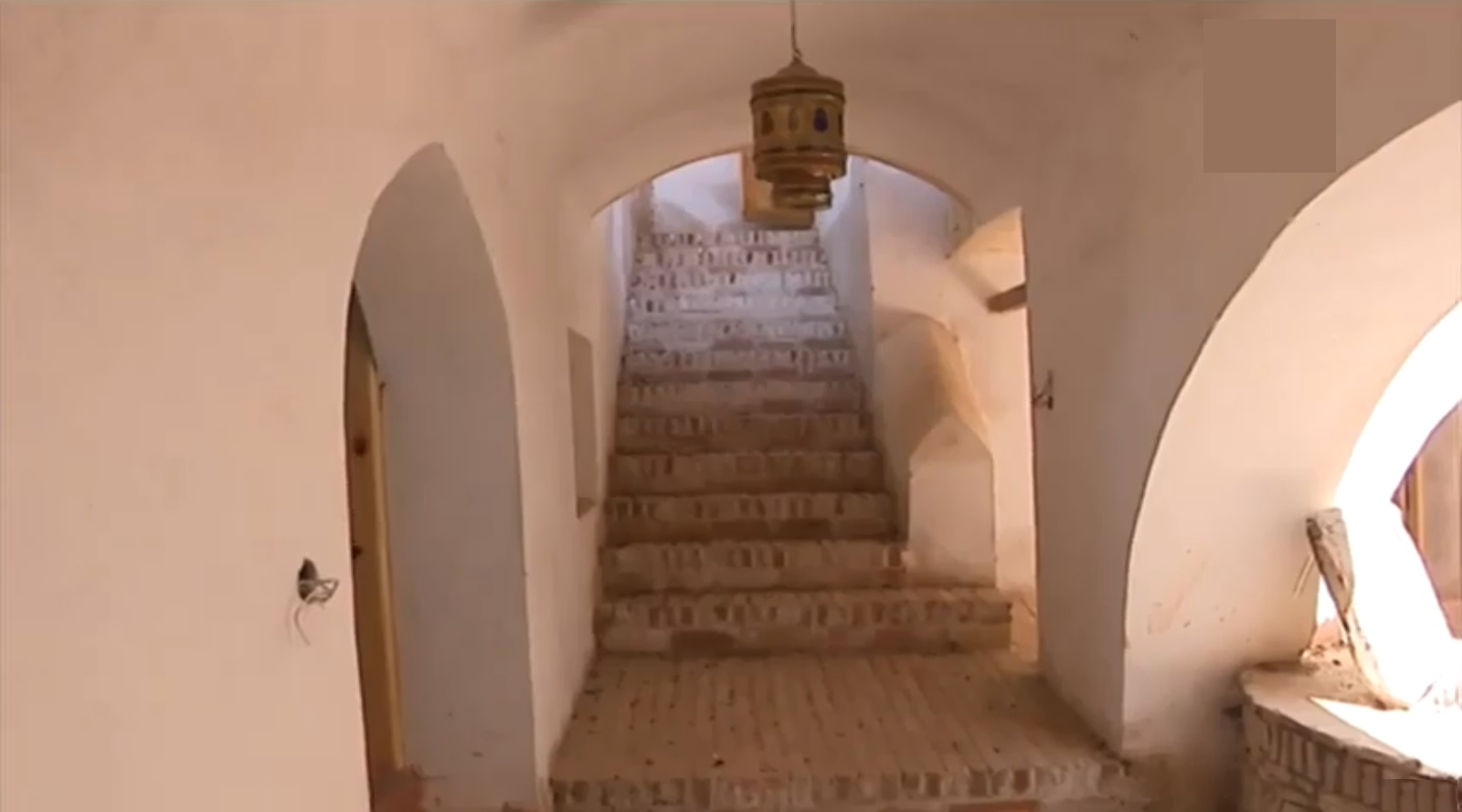
Mosquée Djamâa Aâdham, de la Casbah de Béjaïa.

Les raisons sont multiples. Béjaïa est une ville à l'identité politique et religieuse malékite forte et hors de Tunis la doctrine almohade ne mobilise plus les foules. L'Empire légué par Al Mustancir est tombé en lambeaux : les Arabes hilaliens prennent Tunis en janvier 1283 sous la direction d'un aventurier Ibn Abi-'Omara et le littoral n'est pas protégé des raids siciliens et aragonais (Djerba en 1284 et les îles Kerkenas en 1287), ce qui porte un coup au prestige des Hafsides. L'émergence des dynasties Zianides et Mérinides à l'Ouest au cours du XIIIe siècle enterrent définitivement l'idéal d'une unité almohadienne dont les premiers hafsides se réclamaient. Les tentatives de conquête zianides puis mérinides font de Béjaïa un pôle majeur et convoité sur les plans militaire et politique, sur la marche des possessions hafsides. L'unité hafside se concrétisera à nouveau pour une brève période sous Abou-l-Baqa entre 1309 et 1311 puis sous Abou Bekr de 1318 à 1346. Cependant les tribus arabes hilaliennes qui marchandent leurs services aux deux capitales Béjaïa et Tunis, au gré des prétendants, font appel à d'autres souverains ayant gardé une culture nomade similaire à la leur les Zianides qui veulent étendre leur influence à l'Est,. La Casbah est un édifice témoin de cette période médiévale : probablement un des quatre forts qui défendent la ville à l'époque hammadide, elle devient siège du sayyid almohade, sa mosquée sert de lieu d'enseignement d'Ibn Khaldoun hajib (chambellan) du sultan au XIVe siècle puis remaniée plus tard par les Espagnols et les Turcs,.

### Dynastie des Zianides

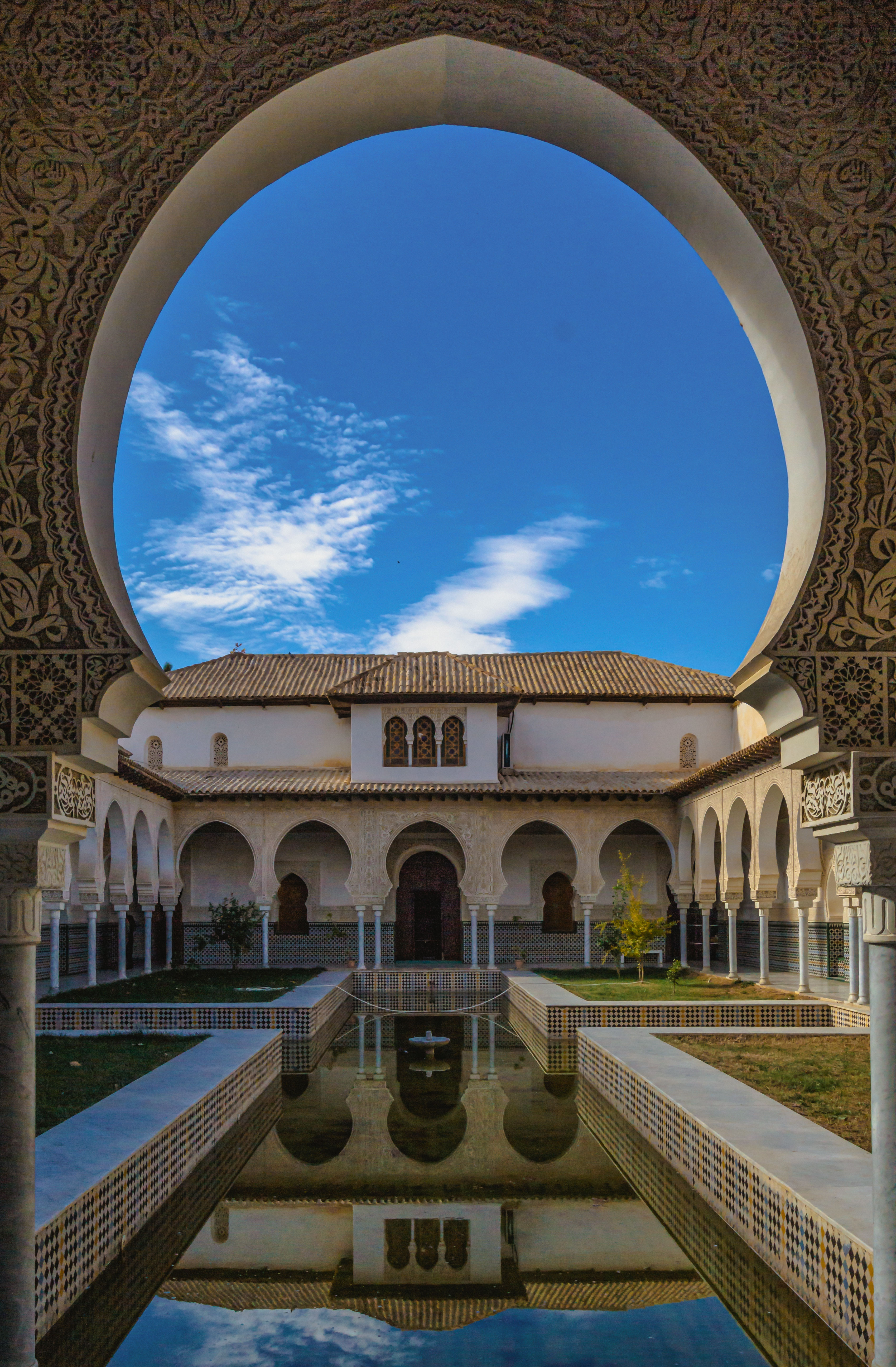
Palais zianide du méchouar de Tlemcen

Le déclin des Almohades n'interrompt pas la fortune des Abdelouadides. Un chef parmi eux, Yaghmoracen Ibn Ziane, est doté d'un grand sens politique. Il proclame un sultanat en 1235, sur la région de Tlemcen. C'est le coup de grâce pour les Almohades. En 1229, c'étaient les Hafsides qui rejetaient la tutelle des califes almohades. Les Abdelouadides donnent ainsi naissance à une dynastie : les Zianides. D'origine zénète, les Abdelouadides ont migré depuis les Aurès vers l'Oranie. Ils ont ainsi une origine commune avec les Mérinides, une dynastie qui s'établit à l'ouest de la trouée de Taza à Fès. Or ces deux dynasties sœur se livrent à une rivalité féroce. Leur origine et leur situation est ainsi similaire aux deux groupes zénètes les ayant précédées quelques siècles plus tôt : les Maghraouas et les Ifrenides. La légende veut que les querelles entre Zianides et Mérinides, malgré leur proximité généalogique, remontent à leur vie nomade, quand ces deux tribus se livraient à des querelles de pâturages. Les confédérations Beni Merin et Beni Abd el-Ouad ancêtre des dynasties nomadisaient dans les Zibans, la région de Biskra à la fin du XIe siècle, avant d'être poussées vers l'ouest par l'arrivée des Hilaliens. Le Maghreb central apparait comme une puissance bien individualisé entre l'Ifrikiya et le Maghreb al-aqsa. L'historien Dufroucq décrit la vision européenne du Maghreb central : « c'était la terre maghrébine la plus authentique, alors que le Maroc était une sorte de prolongement de l'Espagne, et l'Ifrikiya, dans une certaine mesure, une région sœur de la Sicile, le sultanat zyanide formait un monde à part, le véritable monde africain. ». Les Zianides restent très marqués par leurs traditions nomades, ils recrutent des troupes zénètes ou hilaliennes pour monter leur makhzen. Lors des offensives des Hafsides et des Mérinides ils parviennent toujours, grâce à leur itinérance, à retourner les alliances et reconquérir l'ensemble de leurs États, même quand leur capitale est occupée. Yaghmoracen est lui-même parfaitement berbérophone, alors que la règle et l'usage est déjà à l'arabisation des élites dans les autres parties du Maghreb. Une de ses phrases en berbère « Yessen Rabi » : « Dieu le sait » est passée à la postérité, marquant sa modestie et son refus de voir son nom gravé sur un minaret en association avec une lignée arabe ou chérifienne comme il était d'usage chez les généalogistes des souverains de l'époque. La culture nomade des Zianides leur permet de connaitre les itinéraires menant au Touat et au Gourara, et de contrôler l'important axe menant au bilad as-sudan, véritable route de l'or médiévale. Yaghmoracen prend Sijilamassa aux Mérinides en en 662/1263, mais la perd en 673/1274. Il confie alors l'escorte des caravanes et la maitrise des axes à des tribus arabes nomades : les Ḏawī ‘Ubayd Allāh auxquels Tlemcen délègue son autorité sur les ksour et les Banū ‘Amir, tribu installée entre Tlemcen et Oran et qui escorte les tribus jusqu'au Gourara. De leur côté, au Sud, les souverains du Mali jouant sur la concurrence et le besoin croissant d'or en Europe, participent à la dérivation des flux vers Tlemcen. Cette configuration du commerce s'accompagne aussi de pérégrinations de prédicateurs malékites selon un axe Tlemcen-Touat-Tombouctou.
Les Zénètes ont profité de l'effondrement de l'autorité sanhadja un siècle auparavant et de leur proximité avec les Almohades pour consolider leur position au Maghreb central. Le problème qui se pose aux Zianides est la présence des nomades hilaliens, le déclin voire la ruine des villes, puis leur position en étau entre les deux autres dynasties : ils doivent guerroyer sur deux fronts. Yaghmoracen est un chef énergique qui pose les bases d'un sultanat qui dure trois siècles (1235-1554).
Il choisit pour capitale Tlemcen, ville au passé antique (Pomaria), qui fut également la capitale de la principauté sufrite d'Abou Qurra en 765 et de deux chefferies maghraouas successives : les Beni Ya'la et Benu Khazer au XIe siècle. Ibn Khaldoun décrit l'action de Yaghmoracen comme faisant passer Tlemcen au rang de « capitale du Maghreb central et métropole protectrice des tribus zénatiennes ». Emile-Félix Gauthier, établissant une analyse géographique, a montré que cette région de la Tafna était propice à la fondation d'une capitale occidentale de l'Algérie, car dans l'axe d'un relief en faille allant du Touat (dans le Sahara) à l'embouchure de la Tafna où s'éleva Siga, la capitale antique du roi numide Syphax. Cet axe a ainsi une analogie avec un autre, celui de Achir-Médéa-Miliana-Alger, plus central. L'emplacement stratégique de Tlemcen en fait rapidement la principale ville commerçante du Maghreb, grâce à la politique zianide qui fait transiter l'or transsaharien vers le port de Honaïne et la Méditerranée. Le dinar zianide, le zayanî, est la référence par son pesant d'or dans tout le Maghreb. Yaghmoracen Ibn Ziane établit sa résidence dans le Mechouar de Tlemcen, une citadelle qu'il transforme en palais. Il fait venir des artisans et lettrés d'Al-Andalus comme Ibn Ouaddah et Abou Bekr Khattab, fuyant la Reconquista et des fqih malékites comme Abou Ishaq Ibrahim ben Yaia. Il laisse également le soufisme prospérer et espère la baraka des saints.

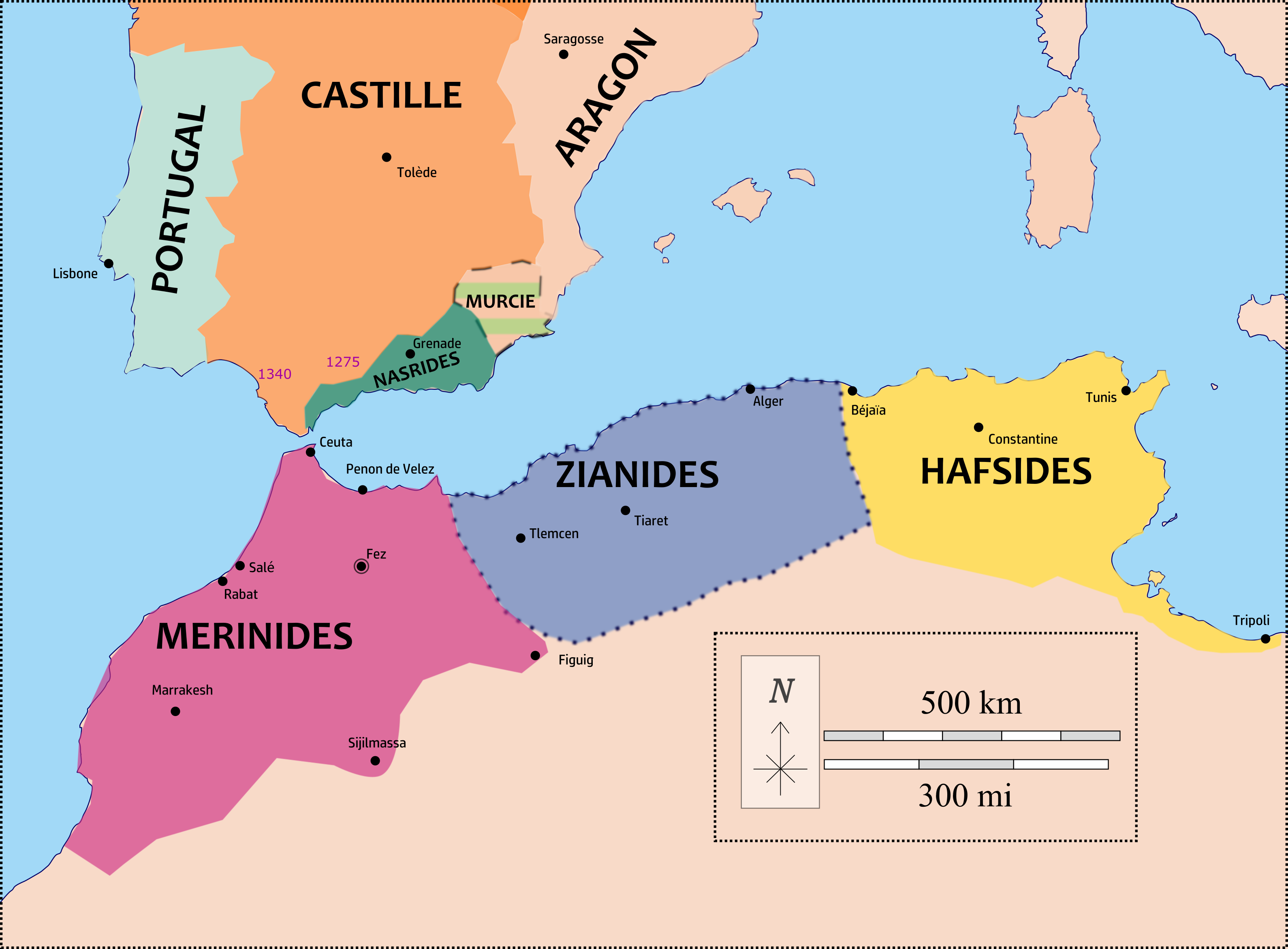
Les Zianides au Maghreb à la mort de Yagmoracen en 1283.

Politiquement le royaume de Yaghmoracen Ibn Ziane est affaibli par sa position géographique : il doit subir plusieurs revers contre les Mérinides, Almohades et Hafsides, tout en réussissant à délimiter son domaine. En 1242, il doit reconnaître l'autorité morale du califat autoproclamé des Hafsides de Tunis en raison d'une expédition de ces derniers, alliés aux Hilaliens pour la circonstance. En 1248, il doit subir une expédition punitive du calife almohade El Saïd (1242-1248), vainqueur des Mérinides qui veut reconstituer son empire. Il le stoppe à la Moulouya au bas de sa forteresse de Timzizdekt. La bataille est confuse et le calife El Saïd est tué d'un coup de lance. Cette victoire inattendue donne une aura prestigieuse aux Zianides qui mettent la main sur les tentes du calife almohade : parmi les trésors sont saisis un des Corans d'Othmane et le colliers dis du Dragon (thoban). En 1250, il s'allie avec les Almohades de Marrakech et leur nouveau calife al Mortada, pour les aider à conserver Fès face à une offensive mérinide. C'est un échec et la ville est prise. En 1257 et 1259, il s'attaque à nouveau aux Mérinides sans plus de succès et finit défait. Il arrive à garder la frontière sur la Moulouya grâce à sa forteresse de Timzizdekt. Il se tourne alors vers l'Est et les régions du Chelif et de Béjaïa. En 1251 et 1252, il lance deux expéditions pour soumettre les Banu Toudjines et Ouled Mendil, des tribus maghraouas ayant soumis une région allant du Chelif à la Mitidja. Yaghmoracen stabilise donc ses États de la Moulouya à la région d'Alger. Plus à l'Est, les Hafsides réussissent à s'implanter à Constantine, puis à Béjaïa et se posent en héritier des Hammadides. Yaghmoracen ne tolère pas cette présence à l'Est mais meurt avant d'avoir pu se consacrer à la prise de Béjaïa : il laisse un véritable testament politique, le testament de Yaghmoracen, qui indique à son fils de délaisser la guerre contre les Mérinides pour se consacrer à unifier le Maghreb central. Yaghmoracen est un personnage complexe : homme de guerre, administrateur, ami des arts et fervent croyant. C'est un souverain algéro-maghrébin dont le règne de 44 ans lui a permis de donner une assise à un royaume berbère qui ne disparut qu'a l'arrivée des Turcs en Algérie. Yaghmoracen meurt au retour d'un voyage vers Miliana où il a été au-devant d'une caravane escortant une princesse hafside promise à son fils, le sultan Abou Saïd Uthman I. Selon ses calculs, cette alliance aurait permis à sa descendance de gagner du terrain à l'Est par la diplomatie.

#### Une époque de renouveau intellectuel
Les Zianides et les Bougiotes marquent une époque de renouveau économique au XIIIe siècle et au XIVe siècle. L'économie du Maghreb central repose sur le commerce, entre l'Afrique et l'Europe ou l'Orient et l'Occident, et la circulation du savoir entre les différentes villes du Maghreb. Sur le plan religieux, la fin des Almohades et de la tentative d'hégémonie des Hafsides, héritiers de la doctrine almohade, au XIIIe siècle, marque le retour à la croyance des masses : l'orthodoxie sunnite de rite malékite. L' « hérésie » almohade est dorénavant particulièrement dénoncée par le pouvoir zianide sans pour autant persécuter ses différents partisans. Un autre courant, le soufisme, s'implante de plus en plus au Maghreb, et ce, depuis la fin de l'époque almohade, avec la figure de Sidi Boumediene, saint patron de Tlemcen, originaire d'Al-Andalus il étudie et enseigne à Béjaïa et à Tlemcen. Son tombeau est considéré comme le plus important lieu du Maghreb, les souverains Mérinides aménagent le petit palais jouxtant la qubba (tombeau) du saint. Yaghmoracen et les successeurs, embellissent son tombeau, qui fera également objet d'importants travaux durant la courte présence mérinide sur la ville, preuve de l'intérêt des dynasties post-almohadiennes pour le soufisme,.
Les souverains du Maghreb central restaurent le malékisme et restaurent une vie intellectuelle intense et tolérante. C'est une rupture avec la doctrine et l'héritage almohade. Les Zianides ne s'opposent pas à la survivance de croyances almohades dans certaines couches de la population, mais font la promotion du malékisme, rejetant l'« hérésie » almohade. Les dernières traces de la doctrine almohade disparaissent au XIVe siècle des madrasas. Les Zianides étendent leur tolérance aux Juifs et aux Chrétiens. Les Juifs ont leur quartier à Tlemcen et bénéficient de la protection que la loi musulmane accorde aux « gens des livres révélés ». Face à l'avancée de la Reconquista, nombre de Juifs trouvent refuge dans le royaume des Zianides et leur nombre s'accroit. Certains sont célèbres comme le rabbin, Ephraim Al-Naqawa de Tolède qui migre vers la fin du XIVe siècle à Tlemcen. Les Chrétiens fournissent des milices, comme celle recrutée par Yaghmorassan, soit des commerçants,. Il existe cependant des périodes d'intolérances ponctuelles comme celle déclenchées par un mystique, Al Maghili, qui arrive dans le Touat en 1458 et provoque, à la suite d'une controverse, un massacre des Juifs de Tamantit.
Le déclin d'Al-Andalus induit un accroissement de l'influence andalouse sur le Maghreb. Une vague de création de medersa accompagne la restauration du malékisme : la première est celle fondée par Abou Hammou Ier (1308-1318), construite par deux professeurs célèbres, Abou Zaïd et Abou Moussa, qui avaient fait leurs études en Orient, puis à Tunis. Ils ont pour disciple Charif al Tlemçani (1310-1369) qui se distingue dans les sciences juridiques et théologiques et on peut dire que grâce à ce dernier, l'« hérésie » almohade est définitivement vaincue par le malékisme. Abou Hammou le nomme directeur de la medersa pour le récompenser. Les medersa de Tlemcen ne sont pas que des lieux d'enseignement religieux, mais également des lieux de préparations aux fonctions publiques, religieuses et judiciaires. Certains savants musulmans en sont irrités à cause de l'ingérence du pouvoir temporel dans la formation des savants religieux. Les souverains zianides invitent les lettrés et professeurs dans leurs palais. Yahia Ibn Khaldoun décrit, par exemple, les soirées littéraires du Mouloud, au XIVe siècle, qui sont de véritable concours de poésie. Cependant, Tlemcen se voit sérieusement concurrencée par un autre pôle au Maghreb central : la ville de Béjaïa. À la dissidence politique s'ajoute une rivalité intellectuelle. Le milieu des savants reste cependant ouvert : les religieux, scientifiques et mystiques passent allégrement d'une ville à l'autre. En effet, les souverains ont à cœur de s'attacher les conseils des lettrés les plus prestigieux. Béjaïa connait le même mouvement de promotion du malékisme : Nasserdine Mansour ben Ahmed el Misaddali (1235) répand le livre de droit al Moubtasar de l'égyptien Ibn al Hadjib. Un autre grand justiste Abderahmane al Ouaglisi (mort en 1384) s'illustre dans le fiqh. Béjaïa, Constantine, Biskra doivent également lutter contre l'influence de l'Ifriqiya, dont les princes, proches parents hafsides encouragent également l'implantation des savants à Tunis ou Kairouan. Béjaïa s'illustre surtout par la place importante des mathématiques dans la vie intellectuelle de la cité. Les étudiants comme Fibonacci, fils d'un marchand pisan, viennent d'Europe pour étudier les mathématiques en Afrique du Nord et à Béjaïa en particulier.

#### Conflits avec les Hafsides et les Mérinides

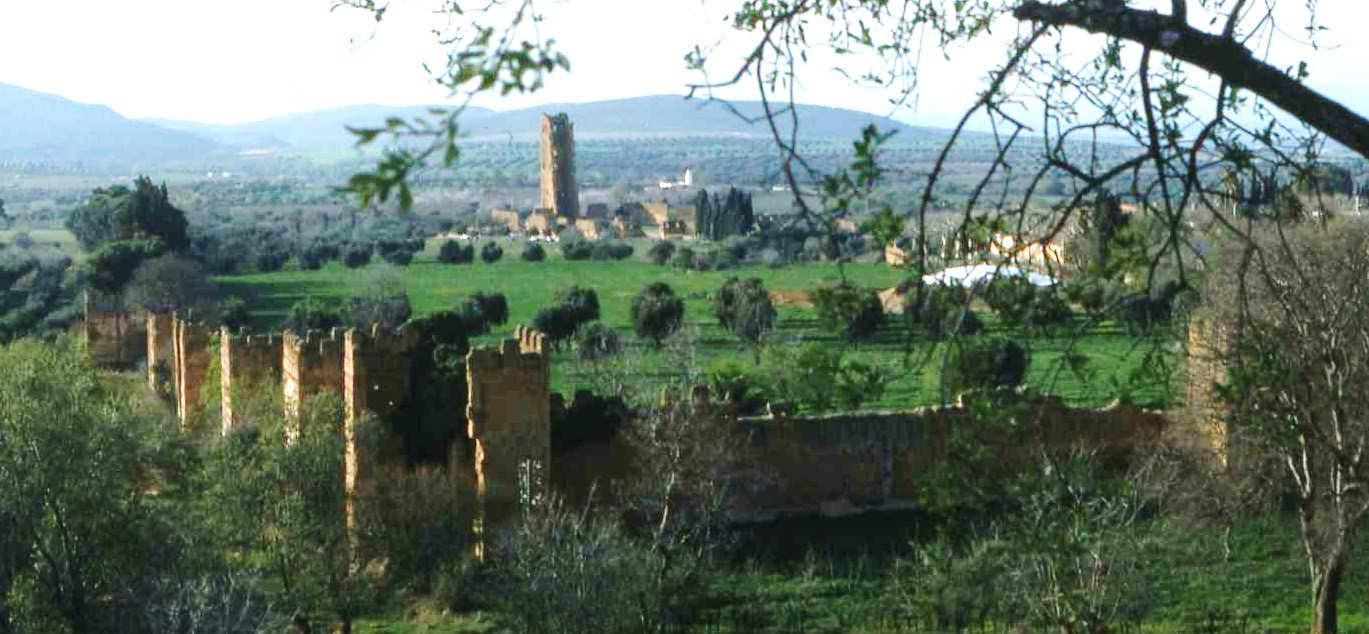
Vu sur l'ensemble de la ville-camp de la Mahalla el-Mançourah bâtie lors du siège mérinide de 1299-1307 aux portes de Tlemcen.

Le règne de Abou Saïd Uthman I (1283-1304) est ponctué par la guerre pour faire respecter l'intégrité du royaume zianide qui a tendance à l'émiettement. En 1287, il fait la guerre aux Toudjines et Maghraouas du Chélif et de l'Ouarsenis et envahis la Mitidja. Dans la foulée, il lance une première expédition contre les murs de Béjaïa qu'il ne parvient pas à prendre après en avoir conquis les alentours. Cette attaque de Béjaïa s'est faite de concert avec Tunis, au prétexte de rétablir la légitimité hafside. Sur le retour il obtient la soumission de Ténès et en 1290, Ibn Khaldoun rapporte qu'il a dominé le Maghreb central et le pays des Zénètes de « première race ». Le sultan mérinide Abu Yaqub Yusuf an-Nasr profite de cette absence pour tenter de prendre Tlemcen : il lancera quatre attaques contre Tlemcen sous son règne. Par trois fois les remparts rendent les assauts inutiles en 1290, 1295 et 1297. L'attaque de 1297 se combine avec une attaque sur Oran qui échoue également. Abou Saïd Uthman I doit aussi composer avec les pressions aragonaises. Pour lui laisser libre commerce en Méditerranée, ces deniers lui imposent des droits de douane, le placement des Chrétiens du royaume sous la protection de l'Aragon et l'échange de mercenaires : une troupe aragonaise est à Tlemcen alors qu'un corps de cavalerie zianide va en Aragon. La crise castillano-aragonaise fait qu'Abou Saïd Uthman I pourra négliger cette menace, son principal souci reste ses voisins mérinides. Le Mérinide Abu Yaqub Yusuf an-Nasr décide de mettre le siège devant la ville de Tlemcen de 1299 à 1307. Il fait entourer la ville d'un muret pour empêcher le ravitaillement et se lance dans la construction d'une ville-camp : el Mahalla el-Mançourah. On assiste alors à un retournement d'alliance, Béjaïa s'allie avec Tlemcen et envoie un corps d'« Almohades » secourir Tlemcen durant l'année hégirienne 698 soit 1298/1299 mais cette troupe d'aide finit défaite. Abou Zakariya de Béjaïa marie également sa sœur à Abou Saïd Uthman I. Le siège dure huit ans et trois mois. Les Mérinides en profite pour retourner les liens entre les villes et forteresse du Maghreb central en leur faveur. Le sultan Abou Saïd Uthman I meurt avant la fin du siège en 1303 et son frère Abû Zayyan I (1303-1308) lui succède. Tlemcen est épuisée par le siège, et ne dispose plus de vivres et de bois. Abou Zayyan est pret à tenter une sortie quand le sultan Abu Yaqub Yusuf an-Nasr meurt assassiné, peut-être en raison de dissensions. La paix est signée entre les deux camps épuisés et les troupes mérinides regagnent Fès à la hâte. Abou Zayyan lance une expédition punitive contre les tribus berbères de l'Est et les Arabes du Sersou qui ont appuyé les Mérinides. Il reconstitue le makhzen nomade que Yaghmoracen avait démobilisé en recrutant les Beni Ya'qoub et Beni 'Amir. Son frère Abou Hammou Moussa Ier (1308-1318) continue la politique de redressement : il répare et renforce les remparts, remplit les silos à grains et remplis les caisses du trésor. Ce faisant il met Tlemcen à l'abri d'un nouveau siège. Il contient les Mérinides au-delà d'Oujda, et reprend la politique d'expansion dans le Chélif qu'il poursuit vers Béjaïa et Constantine.
En effet en l'an 711 de l'hégire, soit l'année 1311/1312, une occasion inespérée se présente pour rattacher Bougie (Béjaïa) au domaine zianide. L'intrigue se déroule autour d'un certain Ibn el Khalouf, véritable chef sanhadja de la population de Béjaïa et servant de base à la milice du sultan. Le sultan hafside de Béjaïa est en réalité à la tête de structures héritées de l'époque hammadide : les dignitaires de la cour sont tous sanhadja et recrutent parmi la population du pays ou parmi les tribus arabes d'origine hilaliennes comme à l'époque hammadide, puis sous le sayyid almohade (gouverneur de la famille du calife Abd al-Mumin), la gestion du pays bougiote repose sur les mêmes mécanismes. Yacoub Ibn el Khalouf a établi sa réputation en repoussant une attaque mérinide sur Béjaïa en 1303-1304. Il se voit confier la ville à chaque fois que l'émir de Béjaïa part en campagne et est désigné par le titre d'El Mizouar. À la mort de Abou l-Baqa, Béjaïa est placée sous l'autorité de Abou Yahya Abou Bekr, sultan de Constantine. Cette autorité est rejetée par les sanhaja de la ville qui préfèrent encore dépendre de Tunis. Abou Yahya Abou Bekr met le siège devant Béjaïa en 1311 mais est défait par les troupes d'Ibn el Khalouf. Ce dernier cherche alors appui chez les zianides, proposant même la reconnaissance de leur suzeraineté en échange de la promesse d'être fait hajib. Ibn Abi Djebbi, ancien chambellan de Béjaïa, conseille également au zianide Abou Hammou Moussa d'intervenir. Les Zianides acceptent et se mettent en marche pour soutenir Béjaïa face aux projets du sultan de Constantine, Abou Bekr. Ibn el Khalouf est assassiné par trahison par Abou Bekr de Constantine alors qu'il négociait à nouveau les termes d'une entente. Cet assassinat provoque une révolte dans le pays : Daouaouidas et Sanhadjas rejettent toute autorité hafside et se placent dans l'obédience zianide. Seulement, les Zianides doivent faire face à une tentative d'invasion mérinide à l'Ouest et finissent pas conclure la paix. Abou Bekr de Constantine en profite pour prendre Béjaïa où il nomme chambellan (hajib) Ibn Ghamr durant la fin de l'année hégirienne 712 (1313). La tutelle zianide est donc de courte durée, mais le Zianide Abou Hammou, débarrassé du danger mérinide, réagit vigoureusement : il lance une grande expédition sur Bougie, puis Constantine et enfin Bône avec l'aide des tribus Sanhadja et Daouaouidas locales. Bougie et Constantine résistent au siège mais Bone (Annaba) est conquise en 1313. D'autre part, l'expédition permet aux Zianides de tisser des liens avec les tribus zénètes des Zibans et des Aurès (Daouaouidas) en dissidence avec les Hafsides, ce qui leur fournit une des régions de recrutement et de repli qui a sauvé leur dynastie à plusieurs reprises.

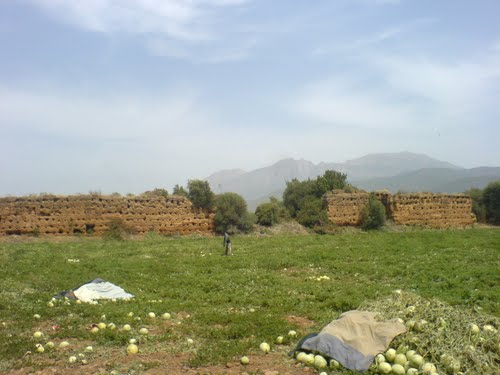
Vue d'ensemble du mur de la forteresse de Temzezdekt, bâtie lors du siège de Béjaïa par les Zianides en 1326.

En 1313, Abou Hammou prend et fortifie Azeffoun au cours de ses expéditions contre Béjaïa. Cette position retranchée sert de base à l'expédition de son successeur Abû Tâshfîn en 1326. Ce dernier monte sur le trône en 1318 à 25 ans et mène la même année un premier raid sur Béjaïa. Les attaques contre cette ville se répètent pratiquement chaque année au cours de campagnes militaires qui atteignent parfois Annaba et les confins de l'actuelle Tunisie. Au gré des expéditions, Béjaïa est menacée par l'édification progressive de forts dans la vallée de la Soummam dont deux premiers forts, à deux jours de marche de la ville, bâtis par en 1321 au lieu-dit Hisn Bakr ou Hisn Taggar. En 1326, les Zianides établissent la forteresse de Temzezdekt à un jour de marche de Béjaïa. Son nom rappelle délibérément une autre citadelle zianide dans la région frontière d'Oujda. Cette forteresse peut contenir 3 000 hommes et marque le blocage des communications de la ville qui subit, en conséquence, la disette et reste coupée de tout renfort hafside en provenance de Constantine ou Tunis. Enfin, au moment le plus critique pour la cité assiégée, en 1329, Abû Tâshfîn fait construire une place forte à Al Yakuta, à l'embouchure de la Soummam[réf. nécessaire].

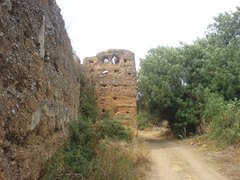
Détail d'un des murs de la forteresse Zianide de Timzizdekt

Le sultan zianide Abû Tâshfîn favorise les querelles chez ses ennemis : il alimente les divisions au sein des Hafsides en soutenant des prétendants fantoches et apporte son soutien aux tribus arabes révoltées. Il va même au cours de ses campagnes prendre momentanément Tunis en 1324-1325, mais sans réussir à faire tomber Béjaïa.
À chaque fois qu'ils sont assez stables, les Zianides assiègent Béjaïa qu'ils considèrent comme partie intégrante de leur domaine. En réalité les Zianides ne peuvent s'implanter dans les territoires conquis aux dépens des Hafsides car systématiquement, ces derniers font appel à une aide pour prendre à revers les Zianides. Abu Yahya Abu Bekr de Constantine a réuni l'ensemble du domaine hafside, entre-temps, et réinvesti la capitale Tunis et les Aragonais attaquent une flotte zianide en 1315 à sa demande. Les Hafsides font surtout appel aux Mérinides, comme en 1312, où ces derniers assiègent Tlemcen, ou durant l'année hégirienne 732 soit 1331/1332, où une attaque sur Tlemcen se double de l'envoi d'une flotte de renfort à Béjaïa,.

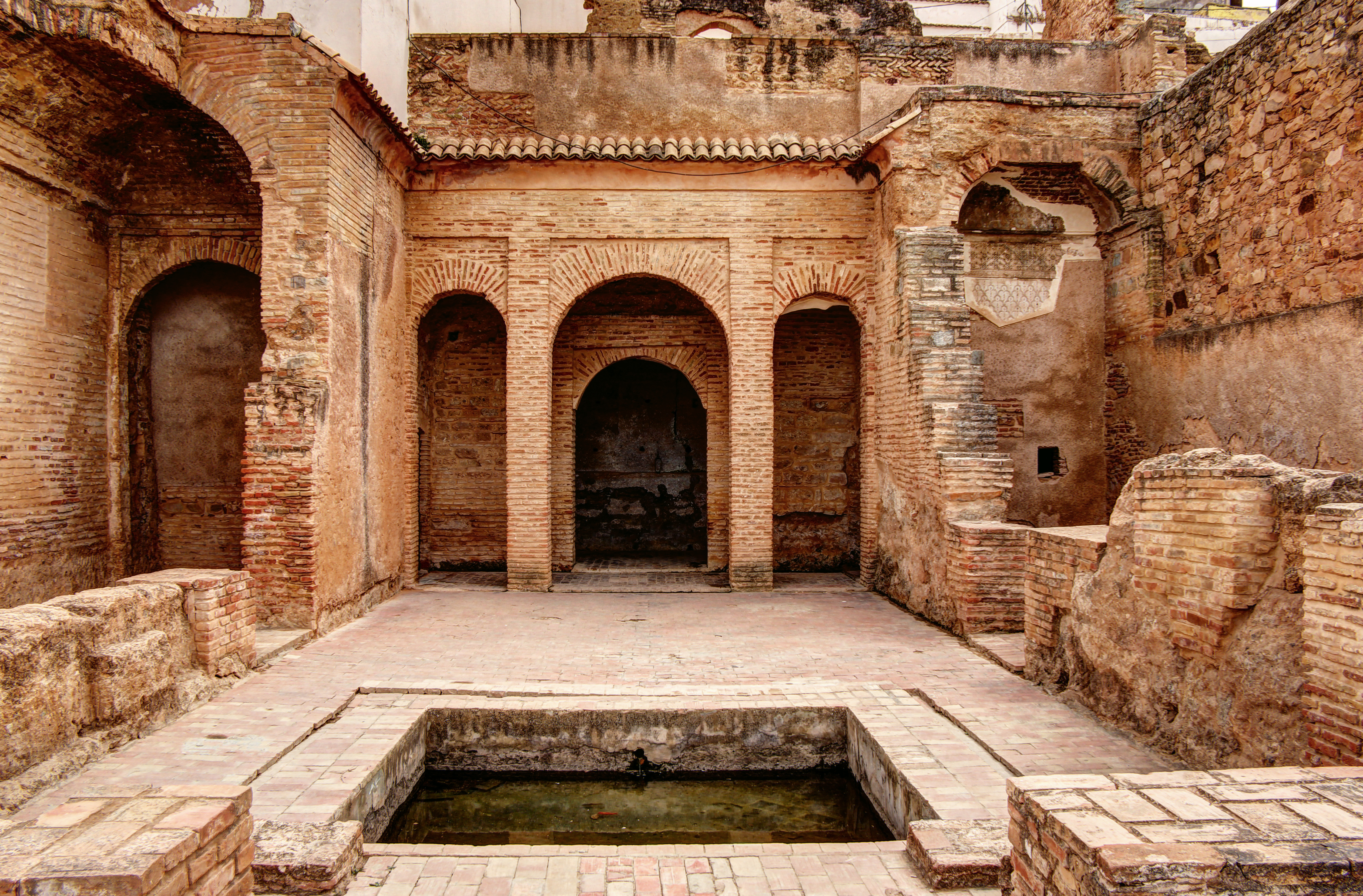
Dar al Sultan dans le quartier d'El Eubad (Tlemcen), résidence des zianides alors gouverneurs pour le compte des Almohades, il sera remanié par les Mérinides.

Les Zianides encaissent plusieurs défections de la part des tribus Sowaïd et Beni 'Amir. Le siège de Tlemcen (1335-1337) par les Mérinides tourne à l'avantage de ces derniers et début une période d'hégémonie sur le Maghreb de ces derniers. Le sultan zianide Abû Tâshfîn, ses trois fils et son général en chef tombent les armes à la main. L'occupation mérinide de Tlemcen va conduite à l'annexion du royaume zianide par périodes entrecoupées de restaurations zianides jusqu'en 1359. Les querelles entre les deux dynasties apparentées sont telles que les Mérinides ne veulent pas siéger dans le Mechouar des Zianides, mais dans leur ancien et premier palais : le dar soltan d'El Eubad. L'occupation mérinide s'accompagne de la gestion du pays : les Mérinides restaurent la ville-camp de Mansourah, poursuivent les princes zianides puis finalement, devant un retour inéluctable de ces derniers, suscitent la division entre eux. L'artisan de cette conquête, le sultan mérinide, Abu al-Hasan ben Uthman, prend Béjaïa et Constantine et pousse jusqu'à Tunis en 1347 mais finit défait à Kairouan en 1348 face à une coalition d'Hilaliens, de Hafsides et du prétendant zianide Abou Hammou II. Cette bataille entraine un retournement d'alliance complet dans le Maghreb central, toutes les tribus zénètes et arabes hilaliennes rejettent l'autorité mérinide et proclament le retour des Zianides. La première restauration (iḥya) zianide (1348-1352) se fait par deux sultans qui exercent le pouvoir en même temps : Abou Saïd Othmane II, qui partage le pouvoir avec son frère Abou Thabet. Le sultan Abou Saïd reprend Tlemcen et s'occupe du pouvoir sédentaire, alors que son frêre Abou Thabet fait figure de sultan nomade s'occupant du lien avec les tribus nomades. Toutefois ils ne peuvent empêcher une autre conquête mérinide de Tlemcen en 1352 durant laquelle Abou Saïd est tué. Tlemcen est à nouveau annexée entre 1352 et 1359. Dès lors, un autre prétendant rentre en jeu : Abou Hammou II. Ce dernier est un fin connaisseur du monde nomade, réfugié à Tunis depuis 1337. Il recoit l'allégeance des tribus Riyah, Douaouida et Abdelwadides et avec cette coalition arabo-zenatienne expulse les Mérinides de toutes les villes du Maghreb central et entre dans Tlemcen en 1359,. Ces derniers ne se sont pas remis de leur reflux depuis la prise de Tunis (1357) qui a amorcé leur déclin. Ils se sont epuisés à tenter de contrôler et pacifier les vastes étendues du Maghreb sans y parvenir.
En 1366, Abou Hammou II lance une expédition contre Béjaïa qui tourne au désastre. En 1370, les Mérinides occupent à nouveau Tlemcen, Abou Hammou II se replie sur Alger dont il fait un temps sa capitale. Puis pourchassé par l'avancée mérinides et leurs espions, il se réfugie dans les Zibans. Il a alors pour chambellan et condottiere, le célèbre Ibn Khaldoun, qui travaille les alliances tribales et prépare le recrutement de troupes pour les Zianides. Escorté par les Banu 'Amir, il gagne ensuite le Touat et le Gourara en 773/1372 et s'installe dans un qsar en bordure de la sebkha de Timimoun. Les ruines de ce ksar portent le nom de Tala n Hammu en mémoire de son passage. De là, il pense s'exiler pour les royaumes alliés du Soudan, craignant d'être à la portée des nomades à la solde des Mérinides. Il apprend alors la mort du sultan mérinide, synonymes de querelles de successions et reprend la route de Tlemcen. Les alliances tribales retournées en sa faveur il entre dans la ville la même année 1372. La guerre continue avec les Mérinides et il lance même une expédition contre le Maghreb al-aqsa puis songe à transférer définitivement sa capitale à Alger étant donné que Tlemcen est trop excentrée par rapport à son royaume (1378). C'est finalement son propre fils, Abou Tashfin II, qui sera son adversaire le plus redoutable : ce dernier se révolte et chasse Abou Hammou II du trône, qui doit trouver refuger chez le sultan de Béjaïa. Abou Hammou reprend rapidement Tlemcen (1388) mais est tué au combat en 1389. Son fils prend le pouvoir avec l'appui des Mérinides et en devient le tributaire,. Dès lors le pouvoir zianide, comme l'ensemble des dynasties du Maghreb, rentre dans une phase de décadence qui se poursuivra jusqu'au XVIe siècle.
Abou Zayyan II (1394-199) doit faire face aux intrigues des Mérinides qui interviennent pour imposer son frère Abou Mohamed (1399-1401), puis Abou Abdallah (1401-1411). Durant les années 1410-1411 une guerre des prétendants zianides se conjugue à une autre côté mérinide. Les Zianides, sous Abou Malek (1411-1423) renforcent d'un coup leur autorité et interviennent dans les querelles mérinides. Abou Malek se retourne contre le sultan Abou Saïd Uthman III, défait ses armées et prend Fez en 1411. Ce relèvement de la puissance zianide dure jusqu'en 1423 où a la faveur des intrigues hafsides, un autre conflit entre prétendants éclate un dénommé Abu Abdallah II (1423-1427) prend le pouvoir. Il s'ensuit une période de dissidences entre prétendants, frères ou oncles, qui se constituent des principautés à Oran ou Ténès. À l'Ouest les Mérinides ne constituent plus un problème : la dynastie connait une lente agonie et un éclatement de son territoire, notamment le littoral qui voit des villes entières conquises par les Portugais comme Ceuta (1415). Ils finiront remplacés par leurs vizirs, les Wattassides (1472). Ces derniers sont empétrés à réaliser l'unité de leur royaume ou à lutter contre les Chrétiens et ne songent pas à attaquer les Zianides.
Un certain Abou Zyan Mohamed, se réfugie à Tunis puis s'empare d'Alger et de la Mitidja et soumet les villes de Médéa, Miliana et Ténès. Il se proclame sultan d'Alger (1437), mais finit assassiné en 1438. Son fils lui succède sous le nom de Al Muttawakkil, puis se replier sur Ténès d'où il finit par prendre Tlemcen en 1461 et reunifier le royaume jusqu'à sa mort en 1474. Son fils, le sultan Thabet Mohamed (1474-1505), maintient l'unité mais dois faire face à des révoltes dans l'Est. Durant le règne de Thabet, Grenade et son sultan, Boabdil, sont contraints à la reddition, parachevant la Réconquista. Les Zianides doivent maintenant faire face à la pression directe des Espagnols, soucieux de poursuivre leur « reconquête » en Afrique. La base de l'État Zianide, comme celles des Hafsides de Béjaïa, ou de leurs voisins respectif s'emmiette de plus en plus. Les confédérations, principautés, ou confréries se vivent comme indépendante ce qui empêche toute réponse efficace et commune face à l'implantation espagnole. C'est notamment le cas d'Alger et de la Mitidja, qui devient le fief de la tribu arabe des Thaâliba. Les villes cotiêres se coupent de l'arrière-pays, et investissent massivement dans la piraterie barbaresque.

#### L'arabisation des Zénètes et l'émiettement auXVesiècle

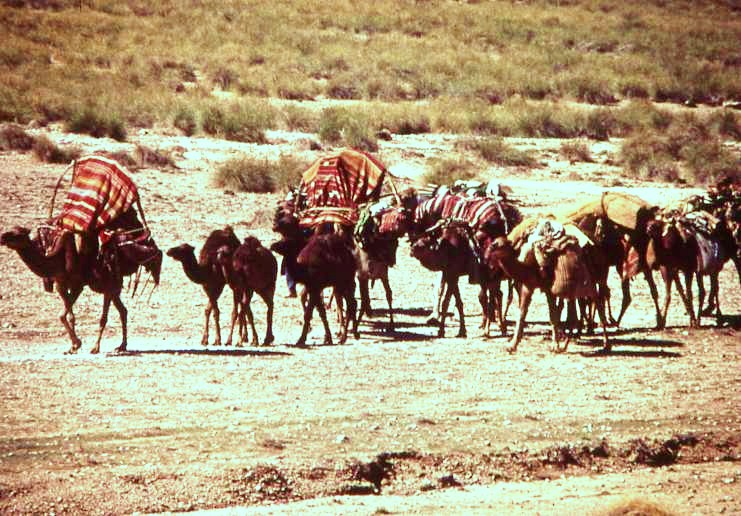
Caravane de Nomades des Hauts-Plateaux, région de Djelfa (Algérie)

Les conflits entre les différents sultans du Maghreb provoquent un rôle de plus en plus important des tribus hilaliennes. Elle se répandent dans le Tell, monnayant leurs services militaires aux souverains ou aux prétendants. Elles finissent même par être chargé de percevoir les impôts. Il se créer alors de véritables fiefs échappant au contrôle effectif du pouvoir zianide au Maghreb central. Les tribus Zénètes demeurent assez fortes pour fournir l'essentiel des troupes aux Zianides. Le faible nombre d'Hilaliens à l'origine plaide pour l'hypothèse d'une arabisation progressive des Zenètes. L'assimilation se fait aux nouveaux venus grâce à la possibilité de se donner une ascendance arabe vu comme plus noble par les musulmans. La crise économique au XVe siècle accentue le phénomène. Les tribus nomades interviennent de plus en plus dans la vie des États, affaiblissant les pouvoirs centraux. Les Douaouidas exercent une forte autorité dans les Zibbans, les Thaâliba à Alger et dans la Mitidja, les Beni Amer, Souwed et Maqil dans la région de Tlemcen. Le contact entre Zénètes et Arabes dans les plaines, participe à leur arabisation linguistique. Ibn Khaldoun rapporte l'exemple de la tribu Houara du Constantinois qui a arabisé ses mœurs au point de passer pour arabe elle-même.

#### La pression des puissances chrétiennes
L'offensive militaire chrétienne sur l'Occident musulman commence avec la Reconquista de la péninsule ibérique. Déjà au XIVe siècle, Pisans, Génois, Vénitien font des raids sur l'Afrique du Nord et avec la principauté de Montpellier et le royaume de Majorque signent des traités commerciaux avantageux, indiquant un rapport de force global plus favorable au monde chrétien. Les querelles et difficultés, empêchent les Rois catholiques d'unifier l'Espagne et pèsent plus sur la longueur de la reconquête que la résistance des royaumes musulmans en Al-Andalus. Avant même la fin de la Reconquista, les Chrétiens prennent plusieurs places en Afrique : Djerba est prise par les Aragonnais (1286-1326), Tripoli en 1355, Mahdia en 1390, Annaba et Tétouan par les Castillans en 1399. Les États européens sont avantagés par leur structure centralisée, une démographie favorable, une assise sociale plus solide (bourgeoisie, féodalité...) et par l'unité pontificale qui mobilise l'ensemble des royaumes contre les Musulmans. L'ouverture progressive des routes atlantiques va faire décroitre l'importance du Maghreb dans les échanges entre Afrique, Orient et Europe, et particulièrement au Maghreb central son rôle de lien entre Europe et Afrique. En Orient, une force nouvelle, celle des Turcs ottomans, se présente comme défenseur des Musulmans. L'avancée des Turcs les poussera jusqu'à la prise de Constantinople en 1453. Le monde chrétien en émoi n'est pas capable de réagir efficacement. Ces revers, combinés à un long historique de Croisades d'Orient tenues en échec, vont tourner les veilleités d'attaque vers le Maghreb, alors percu comme la zone la plus vulnérable du monde musulman. Une nouvelle croisade commence et atteindra son apogée au début du XVe siècle. Dans un Maghreb en crise politique, les Espagnols vont se tailler facilement un domaine territorial et consolider leur commerce maritime. En 1494, ils s'entendent avec les Portugais (traité de Tordesillas) pour se répartir les aires d'influence et le Maghreb central entre dans l'orbite espagnole : en 1505 Mers el-Kébir est pris, puis en 1509 Oran et en 1510 c'est le tour de Béjaïa. Alger, Ténès et Dellys doivent cesser la course en mer contre les Espagnols et se soumettent. En 1512, le sultan zianide Mohamed V, devient le vassal du roi d'Espagne.

### Le morcèlementXVIesiècle

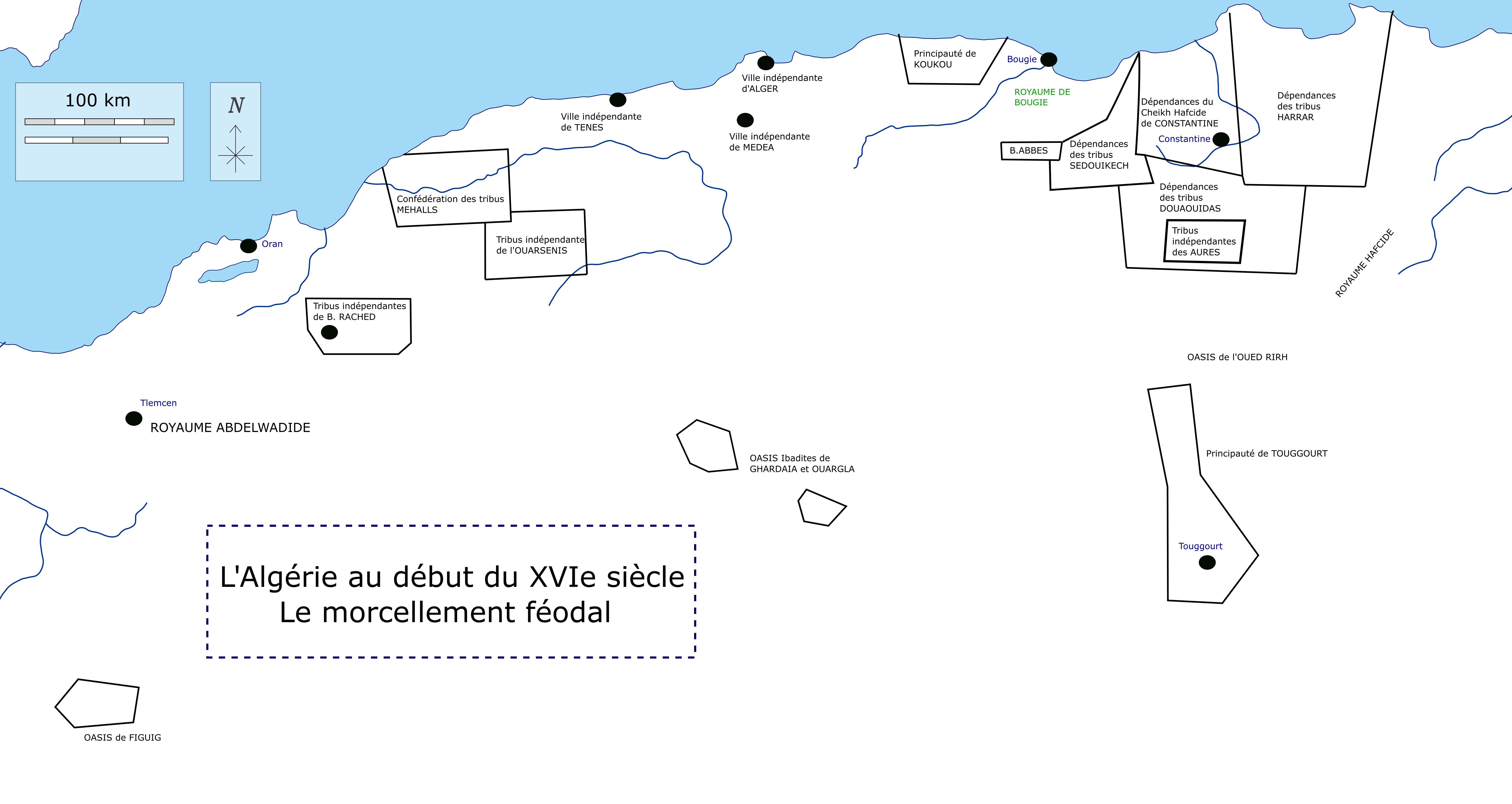
L'Algérie au début du XVIe siècle.

Au XVIe siècle le Maghreb apparait comme de plus en plus morcelé. Les États gardent une autorité directe sur peu de territoires : la proximité des capitales et quelques places fortes. Leur autorité politique est remise en cause par l'avancée des Espagnols qui s'implantent sur le littoral, l'importance des nomades hilaliens dont le rôle est au sommet, l'autonomisation de villes, mais également des grands groupes tribaux et la poussé du mysticisme et du maraboutisme.
L'émiettement des royaumes zianides et hafsides débouche sur la création ou la réactivation d'autres formes d'organisation politique.
Sur la côte, des cités s'autonomisent et coupées de l'arrière-pays s'adonnent à la course en mer. Dans l'intérieur du pays le repli sur l'organisation tribale redevient la structure politique principale : dans l'Ouarsenis s'établit une confédération autonome de tribus, en Kabylie, de nombreuses tribus obéissent à un chef installé à Koukou, connu sous le nom de « roi de Koukou ». Dans l'ouest, les confrérie religieuses prétendent être les héritiers du pouvoir, alors que dans le Sahara, pratiquement coupé économiquement du Nord, les oasis de Figuig constituèrent un État indépendant, celles de l'Oued Righ obéissent à une nouvelle dynastie implantée à Touggourt, le Zab et le Hodna, sont, eux, contrôlés par des groupes de nomades hilaliens,. Les principales tribus berbères occupent toutes les régions montagneuses du littoral, les Zouaouas sont dans le Djurdjura, les Sanhadja au Sud et à l'Ouest des Zouaouas, les Maghraouas dans les montagnes de Miliana et de Ténès et les Toudjines dans l'Ouarsenis. Les descendants des Ouacines (Mzab et Rached) et des Maghraoua (Laghouat et Righa) occupent les oasis du sud du Djebel Amour, de la Chebka du Mzab et de l'Oued Rhir. Les principales tribus arabes se retrouvent surtout dans les plaines : les Ta'aliba dans la Mitidja, les Dahlak et Aïad au Hamza, les Attafs dans le Chelif à l'Ouest de Miliana, les Malek dans les environs d'Oran, les Amor au sud d'Oran et au sud de Tlemcen.
Des principautés plus ou moins indépendantes se constituent : ainsi le cheikh hafside de Constantine voit Annaba et Collo se détacher de son autorité. A la fin du XVe siècle, jusqu'au début du XVIe siècle on assiste à un morcellement généralisé des royaumes zianides et hafsides : Béjaïa et Constantine se rendent indépendants des Hafsides, Oran et Ténès en font de même vis à vis des Zianides. Des conseils locaux dirigent les villes du Nord, et les confréries religieuses influencent les esprits. Le grand commerce est en déclin, les routes sont à la merci des Hilaliens et les échanges avec l'Afrique noire dépendent des royaumes reconstitués dans le Soudan. Dans ce Maghreb en crise, les Espagnols vont se tailler facilement un domaine territorial et consolider leur commerce maritime.
En 1505, le cardinal Ximenès entre à Mers el Kébir, en 1509 Oran est occupée, en 1510 c'est le tour de Béjaïa. Alger, Dellys et Ténès se soumettent à Pédro de Navarro et le sultan zianide de Tlemcen, Mohamed V, devient en 1512 le vassal du roi d'Espagne. Les Espagnols achèvent ainsi la désagrégation du Maghreb central, amorcée depuis la seconde moitié du XVe siècle.

### La fondation de l'Etat d'El-Djazaïr
Au début du XVIe siècle le Maghreb central reste menacé par deux dangers : son morcèlement territorial et l'avancée des Espagnols. Alger est gouvernée depuis 1438 par la tribu des Thaâliba. Son émir, Salim, partisan d'un traité avec les Espagnols se rend rapidement impopulaire. Les Algérois font appel aux frères Barberousses, coraires turcs, pour les aider à resister. Ces derniers sont connus pour divers exploits en mer depuis le port corsaire de Jijel : escarmouches, guerre de course, déplacement des Andalous de l'Espagne au Maghreb. La flotte des ghuzât conduite par Aroudj Barberousse parait devant Alger en 1516, composée de Turcs et majoritairement de Kabyles ralliés. Aroudj se proclame sultan d'Alger après avoir fait assassiner l'émir Salim. Les Barberousses sont alors vu comme une alternative aux pouvoir maghrébins défaillants et se lancent dans des campagnes à l'intérieur du pays. Même si le chemin est parsemé d’embûches pour édifier un État sur les décombres des États zianide et hafside, désormais, on parlera de dawla al-Jazâ’ir (le pouvoir-État d’Alger) : c’était déjà le terme dont se servait dans le même sens Ibn Khaldoun. Le frère et successeur de Aroudj, Kheirredine Barberousse fera admettre le principe d'une suzeraineté ottomane, l'Empire de la Sublime Porte, alors vu comme le champion de l'Islam.

## Populations
Les structures sociales du Maghreb central préislamique, n’ont pas été complètement bouleversées par la conquête arabo-musulmane. Les Afri des sources antiques deviennent les Afāriq des sources arabes, les Romanī, les Rūm ; et les Mauri, les Barbar (berbères).
Les Afāriq seraient les populations autochtones de l’est de l’Afrique, des africains latinisés et romanisés et leurs descendants. Ils constituaient un groupe peu nombreux essentiellement composé des élites chrétiennes et citadines attachées au pouvoir byzantin. Les Rūm (Romanī) sont les Byzantins et leurs descendants à proprement parler : soldats et fonctionnaires grecs. Il semble cependant que dans les sources arabes le terme Rūm désigne également parfois des Berbères romanisés. Ces deux groupes disparaissent assez vite des sources.
Les Berbères (Mauri des romains) formaient le groupe le plus important. Dans les sources de l'Antiquité, les maures désignaient les populations indigènes demeurées plus ou moins étrangères à la romanisation, et parlant des dialectes libyques. Dans les textes arabes, ce sont ces Mauri qui apparaissent comme résistant aux musulmans, ils sont alors désignés par le vocable Barbar.
Ibn Khaldoun les divise entre deux grands groupements de tribus distingués selon des généalogies complexes exposées dans le Kitab al-ibar : un premier groupe correspondant aux descendants des Branès et identifié aux Sanhadja (mais aussi Awerba et Houaras ), censé regrouper les populations sédentaires des montagnes : et un second, correspondant aux descendants des Botr et identifié aux Zénètes, formé par les nomades des plaines. Ce cadre théorique est cependant aujourd’hui largement remis en question. Yves Modéran soulignait déjà « qu’entre au moins le milieu du VIIIe et la fin du XIVe siècle (…) le peuple berbère n’a jamais vécu son identité en termes d’appartenance aux Boṭr ou aux Branès. Seuls comptaient les apparentements tribaux autour de quelques grands noms, Lawāta, Huwwāra, Zenāta, Kutāma, Ṣanhāja ». Il invite à considérer les traités généalogiques qui ont servi de base à Ibn Khaldoun comme des sources dont la valeur historique est plus que douteuse. Le terme de « maures » et « berbères » sont imprécis pour désigner à la fois des populations issues de communautés ethniques variées et des groupes aux modes de vie divers.
Au VIIe siècle, la tribu est au cœur des structures sociales du Maghreb central. La plupart des sédentaires comme des nomades étaient encadrés par des structures tribales, les confédérations tribales qui articulaient la société sont mentionnées à la fois par les sources gréco-latines et par les sources arabes. Modéran conclut que le terme de « Maure » renvoie en premier lieu à ce genre de vie tribal, et non à une origine géographique, une affiliation religieuse ou politique. Cette proximité d’organisation et de représentation sociales a sans doute
facilité l’intégration des Arabes, par ailleurs arrivés en petit nombre.
À l'époque de la conquête musulmane du Maghreb, les Ketamas, les Sanhadja (dont les Talkata) et les Awerba peuplaient le Maghreb central, y compris le massif de l'Aurès, la Grande Kabylie, mais également les régions de Tahert et de Tlemcen. Les Zanāta peuplaient le Zab et les terres à pâturages des pentes méridionales des montagnes de l'Atlas saharien jusqu’au fleuve Moulouya. En outre, Ibn Khaldoun distingue trois grandes confédérations qui occupaient le pays orano-tlemcenien : les Banu Fatan, les Maghraouas et les Banou Ifren,.
À la veille de l’arrivée des tribus hilaliennes dans la région, les tribus berbères ont bougé et évolué. Certaines ont disparu telles les Awerba et Djerawa si présentes au moment de la conquête. D’autres ont pris le devant de la scène comme les Kutama qui occupent le nord de la région, les Sanhadja que l’on trouve dans le Tell et les Hauts-Plateaux, les Houaras et Lawāta, installés dans les environs de Tahert, les Banou Ifren qui occupent la région de Tlemcen où nomadisent également les Maghraouas, et les Banou Rached établis dans l’Ouarsenis, dans la montagne qui a pris leur nom (djebel Rached).
Les Zénètes étaient les principaux habitants du Maghreb central, qui étaient leur « patrie » d'origine. L'Oranie et dans la région de Tlemcen appelée au Moyen Âge « bilād Zanāta », les Houaras et les Zénètes de cette région sont les héritiers des antiques Bavares occidentaux. En effet, le nom collectif ou « fédératif » des Babari aurait été éclipsé d’abord par celui des Avares (attestés au Ve siècle), ensuite par celui des Zanenses (Zénètes) au VIIe siècle. Certains d'entre eux étaient paysans, sédentaires et jardiniers, dans les oasis, la vallée du Chélif et le massif de l'Ouarsenis, et d'autres nomades ou semi-nomades sur les Hauts-plateaux du Maghreb Central.
La société du Maghreb central devient plus perceptible à partir de la seconde moitié du XIe siècle. Les tribus hilaliennes ont modifié l’équilibre du peuplement du Maghreb. Ces populations vont progressivement se stabiliser et se fondre dans le tissu social. Certaines tribus s’installent dans les villes ou dans les villages, d’autres conservent leur mode de vie nomade. L’installation de ces tribus arabes entraine l'arabisation de zones rurales restées jusque-là principalement berbérophones. Les tribus berbères finissent par s’allier aux Arabes lorsque cela leur était favorable ou parfois ont cherché refuge dans les villes fortifiées des montagnes.
Ibn Khaldoun mentionne les tribus arabes dans le Maghreb central à la fin du XIIe siècle : ils occupent le Zab, le Hodna, le versant oriental de l’Aurès, le versant Est des monts des Rāshid et des plateaux voisins. D’autres occupent le Sud, les territoires du Tell jusqu’aux environs de Médéa. Cette stabilisation voit également celle des tribus berbères plus à l’ouest, notamment dans l'Ouarsenis et la région de Tlemcen.

## Économie et société
Au Maghreb, le commerce et les échanges de proximité sont plus importants que le commerce avec des pays lointains. La Méditerranée est cependant un espace de rencontre obligatoire : entre le IXe siècle et le XIIIe siècle, l'opulence de l'élite (nukhba) des villes frappe les voyageurs. la prospérité générale, l'abondance de monnaie des États — alors dynamiques — encourage des foyers de consommation. Fatimides et Zirides se dotent de navires pour doper les transactions, marquant une époque de relative domination fatimide en Méditerranée qui laisse place à une période de déliquescence des marines almohades face aux Européens, puis à l'épisode de  peste noire en 1349 qui affectent le commerce maritime. Les marchés se tiennent dans les villes et les campagnes où ils sont désignés par leur jour d'ouverture. Les chroniqueurs ne mentionnent pas une ville sans son activité commerciale, ses marchés, la qualité de ses produits, la richesse de ses habitants et leur état de santé. Les marchés ont lieu sur des rahabas et chaque métier a son quartier propre. Dans les qaçariya, bâtiments couverts et fermés à patio central, sont vendus les produits de luxe : bijoux, pierres, parfums et étoffes d'apparat. Les détaillants sont contrôlés par le çahib al suq (patron du souk), qui contrôle les poids et la qualité des marchandises. Les grossistes eux sont beaucoup plus libres et peuvent voyager au Soudan et en Égypte pour trouver des produits sur lesquels ils peuvent réaliser des profits. L'Égypte est d'ailleurs le bilad at tijara (pays du commerce), carrefour des marchandises de l'Occident musulman, de l'Europe et de l'Asie. Le commerce maritime, progressivement dominé par les Européens fait concurrence aux voies de communications traditionnelles : les marchands d'Italie du Nord équipent des flottes de commerce en Méditerranée (XIIe siècle), les musulmans sont distancés dans les échanges entre Al-Andalus et le Maghreb (XVe siècle) et les Portugais ouvrent la voie maritime du golfe de Guinée (XVe siècle), appauvrissant le commerce transsaharien. L'ensemble de ces phénomènes participe au repli des marins locaux sur le cabotage ou l'entreprise corsaire.
Le commerce transsaharien s'appuie sur des rouages plus anciens, mais connait des flux réguliers à partir du VIIIe siècle. L'essor des Rostémides, dynastie antérieure à la domination fatimide, permet à des commerçants ibadites de fréquenter Ouargla (anciennement Tirlhemt), alors axe indispensable sur la route de Tahert à Gao, d'autres nœuds sont indispensables comme le Mzab, Sedrata, Biskra ou Sijilmassa. L'imam rostémide Abû-Hâtim Yûsuf (894-897 et 901-907), qui réalise divers exploits militaires, prend Ouargla selon Ibn al-Saghir. La ville sera d'ailleurs prise par Abou Hammou II, le sultan zianide qui y fait une expédition en 1358 qui se dirige ensuite vers le « Gabal Mişāb », le Mzab. Une communauté, les 'Agam ou Afariqa, sont présents dans plusieurs étapes ou relais dans tout le Maghreb, et parlent une langue romane, appelée al-latini al-afriqi, littéralement « latino-africain » par le géographe Al Idrissi (1154). Les royaumes africains concernés par le commerce entre le VIIIe siècle et le Xe siècle sont ceux dans l'orbite du royaume de Gao (en arabe : Kawkaw) et du Ghana (en arabe : Ğana), avec des importances géopolitiques changeantes (il y aurait eu 8 royaumes au total au IXe siècle) selon les chroniques de Al Yaqubi dans son ouvrage Kitab al-Buldan terminé en 904/905. Du temps d'Al Bakri (soit le Xe siècle ziride), les échanges continuent avec Gao, et il est fait mention d'usage de barre de sel comme monnaie et de la capitale du royaume de Gao, coupée en deux villes séparées par le fleuve Niger avec la présence d'une mosquée, attestant de l'islamisation progressive de la boucle du Niger par le commerce, et les voyageurs, notamment ibadites.
Dans les réseaux de commerce nombre de Juifs côtoient des musulmans et, au Mashreq, des Chrétiens. Les grossistes visent les importations rentables d'Asie, dont des articles somptueux — pierreries, tissus d’apparat, épices, parfum. Les voyageurs européens sont intéressés par ces splendeurs mais le Maghreb importe d’abord d’Égypte lin, teintures, huile de sésame, sucre, plantes médicinales/aromatiques.
La production de monnaie permet d'« exporter » les dinars d’or et dirhams d’argent, mais également des cuirs et peaux, cire, bougies, miel, huile d’olive et de faire transiter les soies d’al-Andalus. Le principe des grossistes au Maghreb est résumé par Ibn Khaldoun « Achète bon marché et revends cher. Voilà tout le secret du commerce », pour lui, c'est une critique et le « caractère des commerçants […] est éloigné du sens de l’honneur ». Cette analyse d'Ibn Khaldoun tranche avec leur situation sociale. Les commerçants sont des lettrés et des pieux et concourent à l’édification d'ouvrages publics (lieux de culte, fontaines, charité...), ce qui participe à leur renommée locale. Avec la Reconquista, al-Andalus dépend du Maghreb pour faire l'intermédiaire avec l'Europe. Les denrées de première nécessité, importées par des navires européens sont réexportées à partir de Hunayn et de Ceuta. Les minerais de fer du Maghreb donnent un fer médiocre, ce qui impose d'importer des fers semi-ouvrés, alors le cuivre, et sa technologie mieux maîtrisée, permet d'exporter des productions appréciées vers l'Europe.

À l'époque Ziride, Alger, fondée par Bologhine, émerge comme débouché portuaire d'Achir, la capitale. Ibn Hawkal, un négociant de Bagdad, décrit la ville au Xe siècle et ses observations sont reprises également par Al-Muqaddasi, qui visite la ville vers 985 : 
«  La ville d'Alger est bâtie sur un golfe et entourée d'une muraille. Elle renferme un grand nombre de bazars et quelques sources de bonne eau près de la mer. C'est à ces sources que les habitants vont puiser l'eau qu'ils boivent. Dans les dépendances de cette ville se trouvent des campagnes très étendues et des montagnes habitées par plusieurs tribus des Berbères. Les richesses principales des habitants se composent de troupeaux de bœufs et de moutons qui paissent dans les montagnes. Alger fournit tant de miel qu'il y forme un objet d'exportation et la quantité de beurre, de figues et d'autres denrées est si grande qu'on en exporte à Kairouan et ailleurs. »
Du Xe siècle au XVIe siècle, Alger est une ville berbère, entourée par des tribus berbères pratiquant la culture céréalière dans la Mitidja ou l'élevage dans l'Atlas, procurant à la ville des revenus importants issus du commerce. Al Bakri, quant à lui, note l'importance du patrimoine antique de la ville. Il note la présence d'un dār al-mal‛ab (théâtre, amphithéâtre), de mosaïques et des ruines d'une église ; il relève également la présence de nombreux souks (leswak) et d'une grande mosquée (masgid al-ǧāmi). Il décrit aussi le port comme bien abrité, fréquenté par des marins d'Ifriqiya, d'Espagne et d'« autres pays ».

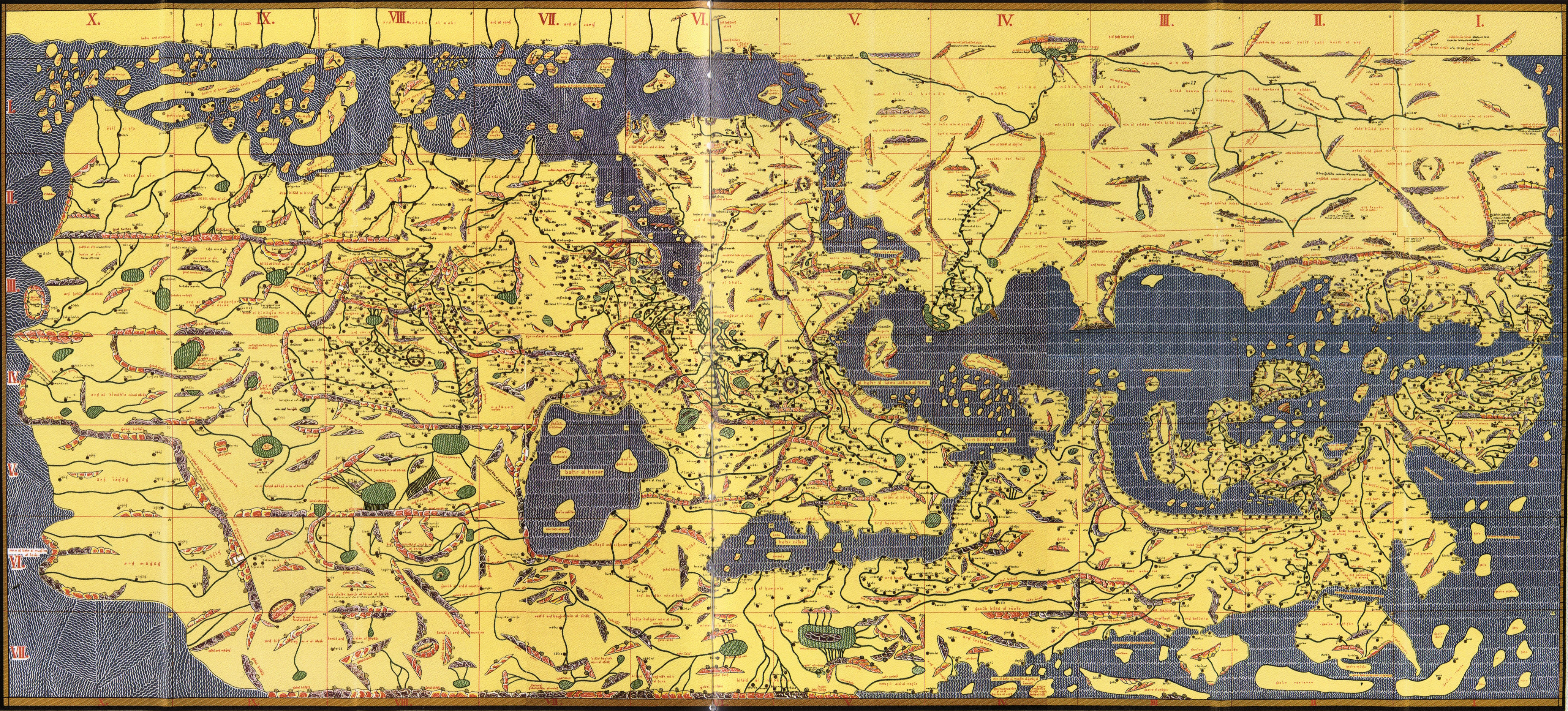
Livre de Roger, carte avec points cardinaux inversés (nord en bas), réalisée pour Roger II de Sicile en 1154. La ville de Béjaïa y est mentionnée (begāïa), ainsi qu'Alger (ğezair bani mezġani), Tiaret (tahort) et Tlemcen (telemsen).

Le Maghreb central expédie des caravanes vers le Mashreq, notamment dans le cadre du Hadj. Il exporte vers l'Orient des burnous et importe des tissus fins du type mousseline. Au XIIe siècle, des draps de laine sont de plus en plus importés d'Europe. Les commerçants européens se replient dans des funduq et évitent de s'aventurer dans l'arrière-pays avec leurs marchandises, cependant au XVe siècle, quelques-uns entreprennent de s'y aventurer. Les navires restent identiques à ceux de l'Antiquité dans leur majorité : des petits navires de cabotage, à voile triangulaire servent au transport de troupes, documents et biens de valeur des États. Des navires plus volumineux, à voile rectangulaire et lents dédiés au commerce font progressivement leur apparition. C'est notamment le cas dans le réseau maritime de Béjaïa entre le XIe siècle et le XIIIe siècle. Ce réseau est dopé par les invasions hilaliennes durant l'époque hammadide : l'arrière-pays, moins sûr, pousse habitants et pèlerins à utiliser la voie maritime dans leurs échanges avec l'Orient. Une fatwah autorise même les pèlerins à embarquer sur les navires infidèles pour le Hadj. Selon le géographe al-Idrīsī, au XIIe siècle, la ville de Bougie est un pôle du Maghreb central (quṭb) et « la ville » du Maghreb central (« madīnat al-Maġrib al-awsaṭ ») pour de nombreuses localités, même si son arrière-pays montagneux rend difficile la constitution d'un hinterland, et que ses échanges avec la moitié ouest du Maghreb central sont peu documentés. À l'époque du sultanat hafside (XIIIe siècle), ce dernier met beaucoup d’énergie à contrôler, même indirectement, Biskra et le Zab, débouchés de Ouargla. Les Hafsides inaugurent des souikas, petit marchés spécialisés et juxtaposés les uns derrière les autres. Cette dernière ville étant déjà dans l'orbite des pouvoirs rostémides, zirides, puis hammadides. L'or africain est également un enjeu important, les relations politiques tendues avec Tlemcen (qui veut unifier le Maghreb central) n'empêchent pas la circulation des biens et même une rivalité et synergie intellectuelle entre les deux villes du Maghreb central. Depuis des temps immémoriaux, le commerce maritime se fige en hiver, mais au XIVe siècle, les Italiens, avec la généralisation de la boussole, l’amélioration des bâtiments et l'apparition du gouvernail d'étambot, assurent une rotation régulière, deux fois par an et, donc, tiennent un avantage décisif dans le commerce méditerranéen d'Est en Ouest.
Le Maghreb central zianide établit des échanges commerciaux avec les États chrétiens. Les Européens fréquentent les ports du littoral. Oran était connue de longue date des Génois, Pisans, Marseillais, Ibériques, mais l'importance du commerce mobilise également des ports secondaires : Rachgoun, Honaïne, Breshk et Cherchell. À ce trafic méditerranéen, s'ajoute l'important trafic saharien. Tlemcen devient l'étape obligatoire du passage entre Europe et Soudan. Les caravanes d'Afrique apportent du sel, de l'ivoire, du poivre dit de « Guinée », des plumes d'autruche, de la gomme, de l'encens, du musc, de l'ambre gris et de l'alun blanc. Des tribus entières effectuent des migrations périodiques de la côte au Sahara et donnent une régularité remarquable aux flux commerciaux. Les caravanes apportent également de l'or du Soudan, du Bambouk et du Mali. Les axes convergeant vers Tlemcen passent par le Touat, Ouargla ou Sijilmassa . Cette dernière localité a d'ailleurs été dominée par les Rostémides, les Fatimides, les Almohades, les Zianides et même les Hafsides avant d'être prise par les Mérinides (1274). Tlemcen garde malgré tout les relations commerciales les plus importantes avec Sijilmassa. Les Chrétiens qui ne peuvent s'aventurer jusqu'à Sijilmassa, s'implantent à Tlemcen où ils viennent échanger quincaillerie, cuivre, verroterie, drogues et parfum contre de l'or. L'or qui alimente l'Europe pendant l'époque Zianide transite essentiellement par Tlemcen. Le commerce est cependant victime de certains conflits comme entre 1292 et 1295 où les Aragonais incendient les navires zianides, alors que les barbaresques tlemceniens ou bougiotes harcèlent les Chrétiens en mer ou sur les côtes en représailles. Mais les conflits ne durent pas car l'Aragon doit ménager Tlemcen qui lui fournit indirectement des flux commerciaux, donc des redevances douanières et un tribut.

## Cadre culturel et scientifique

### Contexte historique
Depuis le début du Moyen Âge, et la conquête musulmane de l'Afrique du Nord, deux pôles scientifiques principaux s'affirment et soumettent le Maghreb central à une concurrence rude sur le plan des savoirs. L'un à l'est structuré autour des villes de Kairouan et Mahdia ; l'autre à l'ouest de Cordoue en Al-Andalus. Diverses cités comportant un milieu intellectuel actif vont émerger au Maghreb central durant cette période : Tahert, Tlemcen, Tubna, M'sila, Achir, la Kalâa des Béni Hammad et Béjaïa. L'effondrement de l'autorité des Omeyyades en Afrique du Nord se traduit par l'apparition de diverses principautés, dont la principale au VIIIe siècle est le royaume rostémide (en 762), ayant pour capitale Tahert. Ce royaume disparaît lors de l'établissement de l'Empire Fatimide, puis des Zirides au Xe siècle. Les Zirides fondent plusieurs cités au Maghreb central, Achir, Alger, Médea ; deux branches parentes des Zirides fondent les villes de Grenade en Espagne (Zirides du royaume de Grenade) et de la Qal'a des Béni Hammad (Hammadides) en Algérie. Ces derniers établissent leur capitale à Béjaïa au XIe siècle. À partir du XIIe siècle, Tlemcen et Béjaïa deviennent prépondérantes dans les échanges intellectuels ; elles tirent parti de leur prospérité et de leur position sur le plan politique. Tlemcen, l'ancienne Pomaria romaine, outre son passé de capitale ifrenide (765-1066), devient celle du royaume zianide (1235-1556). Elle est alors surnommée la « Grenade d'Afrique » (par analogie à la prestigieuse cité andalouse) ou encore la « perle du Maghreb ». Béjaïa, l'antique Saldae, est l'ancienne capitale du royaume hammadide (1014-1152) ; c'est alors une cité prestigieuse, carrefour des caravanes venues d'Afrique ou d'Orient, mais également des navires venus des ports européens et andalous. La ville voit même à cette époque s'installer un dialogue inter-religieux entre les mondes chrétiens et musulmans. Par la suite Béjaïa devient le siège d'un sultanat - « royaume de Bougie » - dissident et indépendant au sein des possessions hafsides du XIIIe au XVIe siècle ; quand elle n'est pas considérée comme une seconde capitale par ces derniers (après Tunis). Du IXe siècle au XVe siècle, les sciences, notamment celles dérivées des mathématiques (astronomie, calculs fractionnaires et algorithmes appliqués aux héritages, algèbre, géométrie et artisanat), vont connaître un essor au Maghreb central. Outre la culture d'érudition des grandes cités et de leur savants, l'essor est en bonne partie dû à la circulation des hommes de science au sein du monde musulman et de l'occident méditerranéen qui amène à l’interaction et à l'émulation des savoirs. Les sciences du calcul et l'algèbre occupent une place importante à Béjaïa, les connaissances locales sont transmises à travers divers savants européens du Moyen Âge tardif et de la Renaissance. C'est le cas de Fibonacci dont la suite fut inspirée par les calculs des apiculteurs de la région de Béjaïa ou dans une version alternative par un problème local de comptage des lapins. Outre le mathématicien Fibonnacci (1170-1240), l'algébriste andalou Al Qurashi (mort vers 1184) y trouve refuge après la reconquista, le philosophe catalan Raymond Lulle (mort en 1315) vient y confronter ses idées philosophiques avec les savants locaux, et enfin le sociologue Ibn Khaldoun (1332-1406) en devient hadjeb (premier ministre).

### Les principaux centres scientifiques du Maghreb Central

#### Qal'a des Beni Hammad

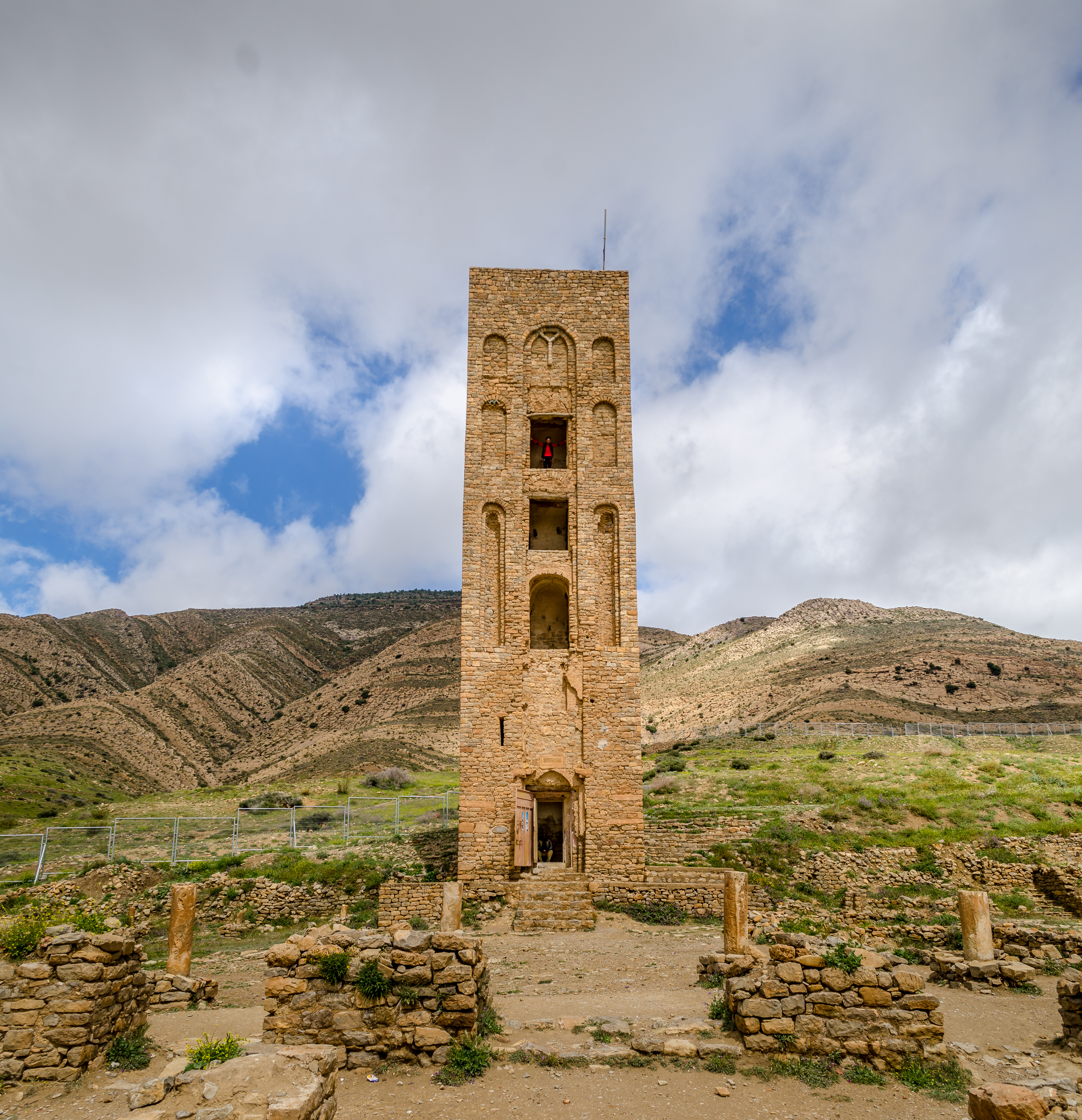
Minaret de la grande mosquée de la Qal'a des Beni Hammad

La Kalaa tirant parti de son statut de capitale, va devenir un des centres culturels et scientifiques les plus dynamiques du Maghreb central vers le XIe siècle et XIIe siècle. La ville prend une place de « relais » dans la transmission des savoirs ; son essor se situe après le déclin de Kairouan et avant la fondation de Béjaïa. Ibn Nahwī (mort en 1119) a un rôle précurseur dans la tradition d'enseignement de la Qalʽa des Banī Ḥammād. Cette tradition savante de la Qal'a aura une influence sur le développement des mathématiques à Béjaïa. L'œuvre du bougiote Ibn Ḥammād (mort vers 1230), participe à la formation d'un « groupe de la Qalʽa », reprenant la méthodologie originale du mathématicien al-Manṣūr al-Qalʽī dans son ouvrage Nihāyat al-qurb, traitant des mathématiques appliquées aux héritages (appelé communément « science des héritages »). La Qalʽa comporte une tradition juridique : entre le XIe siècle et le XIIe siècle une cinquantaine de spécialistes sont recensés. La ville profite également dans une large mesure de l'exode des savants de Kairouan à l'instar de Ibn Ṣābūnī. La place de cette discipline est centrale dans le milieu savant ; le fiqh malikite enseigné est ainsi quasiment nécessaire dans la formation des élites savantes. La figure d'Ibn Nahwi est représentative de cette époque. Natif de Tozeur et ayant été en partie formé à Kairouan, il est imprégné de la pensée de Al-Ghazali et s'installe à la Qal'a où il se perfectionne et mène une carrière de poète et de savant dans diverses disciplines. Dans la grande Mosquée il enseigna spéculation (kalām), la science des fondements (uṣūl) et le droit (fiqh). À partir de cette mosquée il diffuse son œuvre majeure, al-Munfariğa, un illustre poème du soufisme médiéval. Les mathématiques sont également une science en essor dans la Qal'a. Concernant Ibn Nahwi, d'après son élève al-Šaqrāṭīṣī on sait qu'il connaissait des éléments de géométrie et l’arithmétique grecque (notamment les éléments d’Euclide). Les liens entre Qal'a et Kairouan, laissent penser que les connaissances de cette dernière et de l'orient étaient connues dans la Qal'a. Les travaux de al-Kindī, de al-Huwarī, de Abū al-Mağd, de ʽAţiyya (auteur du Maqāla fī-l-darb wa-l-qisma) et bien sûr à Ibn Abī al-Riğāl (connu sous le nom de Albohazen) se diffusent à la Qal'a.
L'importance scientifique de la Qal'a est illustrée par l'émergence de figures locales comme le savant berbère Ibn Hammad, né à Souq Hamza en 1150. Il effectue son enseignement sous la direction de ʽAlī b. Muḥammad b. ʽAbd al-Raḥmān al-Tamīmī, un des maîtres de la ville. Un autre savant, Al-Manşūr al-Qal‘ī est considéré comme « le premier maillon important de la tradition mathématique maghrébine » de par son ouvrage majeur : Kitāb al-bayān wa al-tidhkār. Si la pensée maghrébine des mathématiques est mieux cernée à partir de la période de l'« école de Marrakech » (Ibn al Banna, XIIIe siècle) ; les premiers indices de cet enseignement sont à chercher au XIe siècle, période d'essor intellectuel de la Qal'a.
La ville partage son rôle politique de premier plan avec Béjaïa a nouvelle capitale hammadide, au XIIe siècle, elle demeure un centre politico-culturel important jusqu'au règne de prince Yaḥyā b. al-ʽAzīz qui tranche définitivement pour l'implantation de sa capitale à Bejaïa. Les élites de la Qal'a migrent alors à Béjaïa et y forment un groupe important.

#### Béjaïa
Au début du Moyen Âge, la ville de Béjaïa n'est qu'une modeste bourgade, vestige de l'antique de Saldae. Elle devient un port de débouché de la Qal'a des Béni Hammad (première capitale de la dynastie berbère des hammadides) au Xe siècle puis capitale elle-même.

Les chroniqueurs rapportent déjà l'activité culturelle notoire de la cité. Plusieurs savants y résident dont un certain Abū‘Abd Allāh b. ‘Ubayd Allāh b. al-Walīd al-Ma’īṭī al-Madanī, expulsé par le prince de Dénia en 1014. Cette animation culturelle de la ville dès le Xe siècle est liée à ses contacts avec les ports andalous, et dans l'arrière pays avec la Qal'a des Béni Hammad. La ville devient un centre politique majeur et, fait original pour cette époque du Maghreb, une capitale littorale tournée vers la mer. Elle occupe une place stratégique, Ibn Toumert rencontre Abd al-Mu’min, et son compagnon al-Baydaq y décrit « une ville riche et prospère ». La ville est alors cosmopolite et mêle Arabes, Berbères, Andalous, Chrétiens et Juifs ; elle accueille des voyageurs de tout le monde musulman. La communauté chrétienne est présente au point que le Pape Grégoire VII envoie un évêque à la demande du souverain hammadide. Une culture andalouse se mêle à l'inspiration orientale traditionnelle, les sciences profanes se développent comme les sciences sacrées. Contrairement à la Qal'a dans l'arrière-pays, elle fait figure de ville culturelle et « moderne » pour son époque ; une « cité berbère vivant à l'orientale ». Les divers érudits viennent compléter leur formation dans la ville comme au Caire, à Tunis ou à Tlemcen. Des centaines d'étudiants, dont certains d'origine européenne se pressent alors dans les écoles, les mosquées où enseignent les théologiens, juristes, philosophes et savants. Les principaux lieux de savoirs sont la Grande Mosquée, Madinat al-`Ilm (la Cité des Sciences), la Khizana Sultaniya, l’Institut Sidi Touati. Le juriste Al Ghobrini (1246-1314), qadi de la ville, décrit les savants de Béjaïa comme « princes de la science », parmi lesquels Sidi Boumedienne, Abd al-Haq al-Isbili, al-Qurashi et Abu Tamim Ben Gebara. Ces savants se réunissent dans des audiences où ils se consultaient sur divers sujets,.

#### L'arrière-pays bougiote: la «montagne savante»

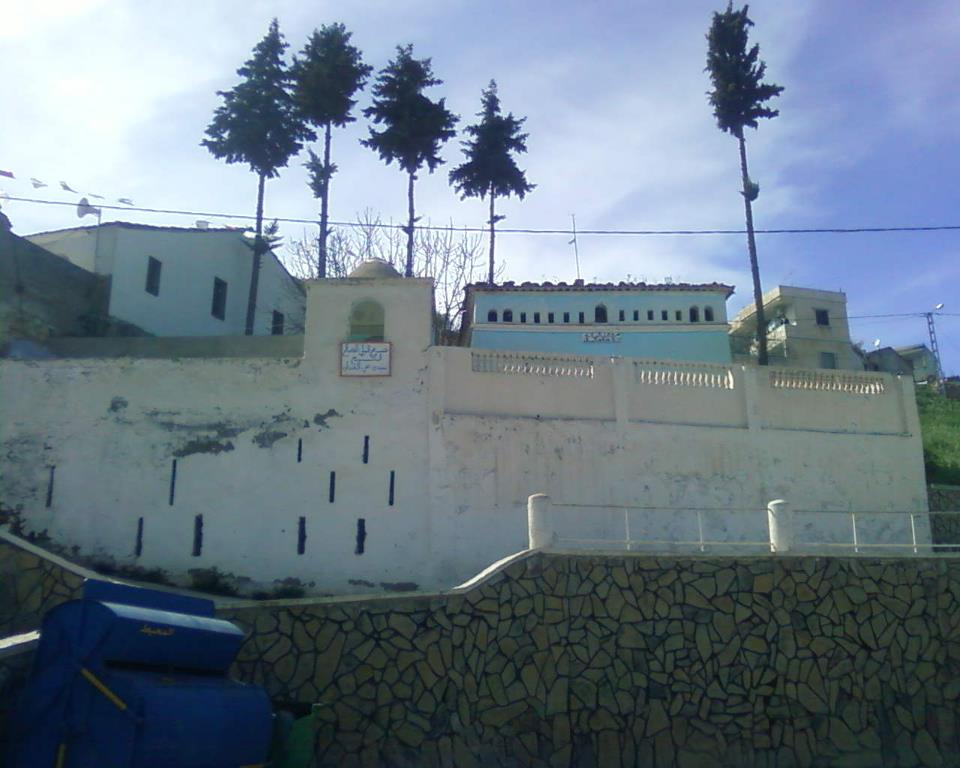
Timaamart de Tamokra fondée au XVe siècle par Sidi Yahia El Aidli.

D'un point de vue scientifique la Kabylie ancienne est décrite comme une « montagne savante »,,. En effet, outre la ville de Béjaïa, foyer de culture et des sciences médiévales ; elle comporte un réseau de zaouïas et d'institutions culturelles qui quadrillent son territoire. La région comporte alors un grand nombre de lettrés locaux et berbérophones reconnus dans toute l'Afrique du nord. L’existence de liens à diverses villes (Bejaïa, Dellys, Alger...), les liens à Al Andalus et le repli d'élites durant les périodes de crises vont conduire à un usage répandu de l'écrit dans cette région montagneuse.
Une des premières timaamart est celle de Tamokra, fondée en 1440 par Sidi Yahia El Aidli, un mystique soufi algérien du XVe siècle. Des foyers culturels parmi les plus actifs se situent dans la tribu des Aït Yaâla, où fut découverte la bibliothèque du Cheikh el Mouhoub, datant du XIXe siècle. Elle compile 500 manuscrits sur divers sujets : fiqh, adab, astronomie, mathématiques, botanique, médecine, etc. Au niveau de la tribu des Aït Yaala, les bibliothèques sont désignées en kabyle sous le nom de tarma, mot qui est surement d'origine méditerranéenne (car commun de l'Irak au Pérou pour désigner les bibliothèques) et témoignerait de l'apport de réfugiés andalous ou de lettrés béjaouis, mais aussi du déplacement des lettrés locaux. Ces éléments indiquent que les villages, loin d'être renfermés sur eux-mêmes, sont en lien avec le monde. .

#### Tlemcen
Tout au long du Moyen Âge, Tlemcen va connaitre différentes entreprises de conquêtes dynastiques qui en feront une ville comportant un milieu savant actif. Cependant c'est en devenant la capitale des Zianides en 1235 qu'elle va se positionner comme un pôle majeur. La ville est connue pour ses Madrasas : celle de Sidi Belahcène at-Tenessy (fondée en 1296), des frères Ibn al-Imam (1310), la Médersa d’El Eubbad - Khaldounyya (1347), la Tashfiniyya (1320) et la Ya`koubiyya.
Un des cheikh les plus illustres est Ibrahim at-Tlemcani (1212 – 1292), auteur d'un traité célèbre : Urjuza fi `Ilm al-Fara’id (« Traité en en science des héritages »), mêlant les règles d'héritages aux calculs fractionnaires. Ses deux fils : Abderrahmane El Waghlissi (mort en 1342), considéré comme « le docteur des Malikites à Tlemcen, le savant incomparable » et son cadet un dénommé Abu Mussa (mort en 1348) sont également reconnu sur le plan des sciences religieuses. Al-Maqqary (mort en 1392), avait lui une réputation de « professeur vers qui on accourait de tous les pays ». Sidi Boumedienne, grand mystique et savant de Béjaïa d'origine andalouse, a passé la fin de sa vie à Tlemcen, son mausolée est l'un des principaux sites historiques de la ville.
Les savants de Tlemcen ont joué un grand rôle dans les sciences au niveau de l'occident musulman et dans une moindre mesure du monde. Outre les sciences religieuses et la littérature, ces savants ont apporté des contributions à la médecine, l'astronomie, les mathématiques et la géométrie. Les travaux les plus illustres sont ceux de El Oqbani, qui introduit les équations dans la probabilité et l'algorithme en algèbre, et explique l'ouvrage El Talkhis de Ibn El Abbes El Benae ainsi que la poésie d'Ibn Yasmine traitant d'algèbre et d'algorithme. D'autres savants vont rythmer la vie scientifique de Tlemcen ; tel Ibn al-Fahhâm qui conçoit la célèbre Mendjana — l'horloge à eau du Mechouar — ou El Habbak qui marque l'astronomie et améliore l'usage de l'astrolabe. Thighri Et-Tilimçani, va développer la médecine et la pharmacie et El Abli rédige une encyclopédie scientifique. Ibn Khaldoun et son frère Yahia passent une partie de leur vie à Tlemcen et décrivent son milieu scientifique ; ils contribuent localement à la sociologie et à l'architecture.

### Les domaines scientifiques

#### Mathématique

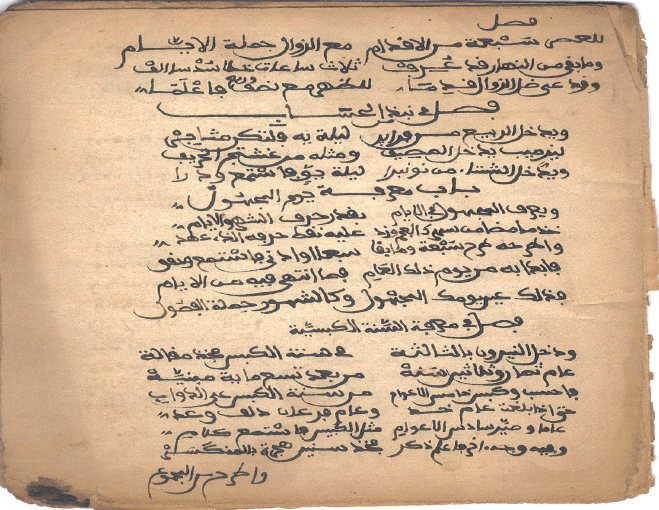
Feuillet des vers poétiques d'Al Akhdari (XVIe siècle) concernant l'astronomie et les mathématiques (copie conservée à la bibliothèque du Cheikh el Mouhoub).

Les connaissances et la tradition scientifique des grands centres de l'orient musulman (Bagdad, Damas...) vont se diffuser au Maghreb, par le biais de l'Al-Andalus omeyyade.
La ville de Béjaïa, est un port commercial actif et place culturelle importante du Xe au XVIe siècle. On y délivre alors un enseignement mathématique de haut niveau comme le « cours d'algèbre supérieur » d'al-Qurashi (XIIe siècle). La ville joue un rôle dans le développement des connaissances et leur transmission à travers la Méditerranée. L'état des connaissances de la ville à cette époque est rapporté par l'ouvrage d'al Ghobrini (1246-1314) qui détaille le champ des connaissances en mathématique qui concernent :
- les sciences du calcul (al-Mansur al-Qal‘i) ;
- l'algèbre (al-Qurashi) ;
- l'astrologie, les analyses combinatoires (al-Hirrali) et l'astronomie (Abu l'Hassan Ali) ;
- la musique (al-Usuli)[164].

C'est dans ce contexte marqué à la fois par des facteurs sociaux (commerce, prospérité, ouverture de la ville...) et culturels (milieu et grandes figures savantes) favorisants que Fibonacci vient étudier à Béjaïa et réaliser ses travaux qui mèneront à l'élaboration de sa suite. Al-Qurashi est un Andalou d'origine sévillane, il enseigne à Béjaïa l'algèbre et la science des héritages ; ses commentaires restent en vigueur jusqu'au XVIe siècle. Il se base sur les travaux du mathématicien égyptien Abu Kamil (850-930) sur les six équations canoniques. Al-Uqbani (mort en 1408) originaire de Tlemcen, parle des travaux d'al-Qurashi et rapporte qu'ils permettent la résolution de nombreux problèmes : des équations simples et du quatrième degré.

#### L'inspiration de la suite de Fibonacci
C'est dans la ville de Béjaïa, en Algérie, où son père est représentant des marchands de Pise auprès des douanes du port de Béjaïa, que Leonardo Piso, dit Fibonacci va apprendre la numération arabe. C'est également son premier contact avec la tradition mathématique des « Pays d'Islam » et la source d’inspiration de son ouvrage Liber Abaci.
La suite de Fibonacci est décrite comme une réponse, plutôt un modèle mathématique, permettant de calculer les individus d'une population de lapins en croissance. Une autre version voudrait qu'elle soit directement inspirée du milieu des apiculteurs et des marchands de cire d'abeille bougiotes, avec lesquels Fibonacci était en contact ; sans que l'on ne sache si eux-mêmes maîtrisaient cette suite.
Dans son ouvrage la suite apparaît : « 0, 1, 1, 2, 3, 5, 8, 13, 21, 34, 55, 89, 144 », un terme s'obtient par l'addition des deux précédents. En convention mathématique moderne cette suite peut-être écrite : Fn+2 = Fn+1 + Fn ; avec Fn le nombre de couples de lapins au n-ième mois.

### Astronomie

#### La diffusion et la pratique de l'astronomie
Le Maghreb possède une tradition astronomique issue des principaux centres scientifiques. Les savants les plus illustres : Ibn Isḥāq (Tunis, XIIIe siècle), Ibn al-Banna et Abu l’Hassan Ali (Fès et Marrakech, XIVe siècle), Ibn `Azzuz et Ibn Qunfudh (Constantine, XIVe siècle), al Habbaq et as-Sanusi (Tlemcen, XVe siècle) participent à la mise en place d'une tradition locale d'astronomie. La ville littorale de Béjaïa est une ville où les divers astronomes (notamment andalous) viennent travailler, confronter leurs travaux et parfaire leurs observations (notamment Ibn Raqqam, Sidi Boumediene et Raymond Lulle),.
L'astronomie ('Ilm al-Falak) a toujours été prise en compte dans la classification des sciences. Ibn Khaldoun, la rattache aux mathématiques (`Ilm at-Ta`alim). Ibn Khaldoun lui-même possède de solides connaissances en astronomie, il est imprégné par le modèle de Ptolémée et la logique aristotélicienne. Il prend ainsi un référentiel géocentrique. Il admet la sphéricité de la terre, opinion partagée par de nombreux savants de Béjaïa comme Ibn Sabin, et ce, bien avant les travaux de Galilée (1564-1642). Raymond Lulle va s'intéresser également lors de son séjour à Béjaïa à la nature des corps célestes et aux jugements astrologiques,,.

La tradition astronomique va se perpétuer en Kabylie notamment autour de la timmeemert d'Ichellaten (zaouïa ou plutôt « école, institut » de Chellata). Les auteurs qui font référence en astronomie et dont les travaux sont en circulation sont alors les savants Abi Miqra du Rif (XIVe siècle), Al Susi du Souss (XVIIe siècle) et l'algérien Al Akhdari (XVIe siècle). Ce dernier originaire de Biskra, a vécu de 1512 à 1585 ; il est l'auteur du traité « Nazm al-Siraj fi 'Ilm al-Falak », abordant sous forme de vers poétiques l'astronomie et les mathématiques. Ses travaux furent des ouvrages de référence jusqu'au XXe siècle. 

#### Les tables astronomiques ouzīj
L'ensemble du Maghreb relève de l'école astronomique zarqāllienne. Cette école doit son nom à Ibn al-Zarqālluh célèbre astronome andalou de Tolède du XIe siècle. Il est inclus dans une équipe de collaborateurs dirigée par un certain Said al Andalousi ; ils rédigeront les Tables de Tolède (Zīj Ṭulayṭula) traduites en latin et qui ont un succès considérable en Europe. Elles s’intéressent, entre autres, aux mouvements du soleil, en réadaptant les travaux de Al-Khwârizmî et de al-Battānī à la position de Tolède.Ces travaux vont être le point de départ de toute une série de « zīj » (tables) qui vont dominer les travaux scientifiques andalous puis maghrébins, du XIIe au XIVe siècle.
C'est Ibn Isḥāq al-tūnisī, savant du XIIIe siècle originaire de Tunis qui importe cette école au Maghreb ; il se base sur les travaux andalous et les observations d'un savant juif sicilien, lequel serait probablement le relais de la tradition andalouse. L'astronomie se structure par des éditions des zīj de Ibn Isḥāq al-tūnisī. À Béjaïa c'est le savant andalous Ibn Raqqam (dont l'activité se développe entre Béjaïa et Tunis) qui représente cette tradition scientifique. Il y compose un ouvrage intitulé al-Zīj al-Shāmil fī tahdhīb al-Kāmil, abrégé en Shamil, vers 1279-1280. .
Il apparaît que le Maghreb central voit naître parallèlement un courant critique à l'égard de l'école zarqāllienne. L'astronome Ibn ‘Azzūz al-Qusanṭīnī de Constantine, dans son al-Zīj al-Muwāfiq rapporte que les observations des positions planétaires effectuées ne s'accordent pas avec celles obtenues par les zīj de Ibn Isḥāq al-tūnisī. Ibn ‘Azzūz grâce à ses observations va corriger ces tables en 1345. Cependant d'autres auteurs critiquent le fondement même de ces théories.
Ces considérations font que la valeur maximale de 10°, prônée par al-Zarqālluh, et Ibn Isḥāq al-Tūnisī, est progressivement abandonnée à la lumière des observations pour être augmentée à 12° ou 13°. D'autre part, les zījs de l'orient commencent à circuler au Maghreb. Ils sont en rupture avec l'école andalouse et occidentale zarqāllienne sur plusieurs points. Le manuscrit du Tāj al-azyāj d’Ibn Abīl-Shukr al-Maghribī, compilé à Damas en 1258, est employé à Tlemcen et plus largement dans tout le Maghreb. Venu également d'orient, le Zīj-i Jadīd d’Ulugh Beg (appelé également al-Zij al-Sultani dont un commentaire est conservé aux bibliothèques d'Alger et de Tunis) va se populariser au Maghreb. L'usage de l'astrologie sidérale (notamment au Maroc, en Algérie et en Tunisie), va perpétuer l'héritage de l'école zarqāllienne au Maghreb, malgré son recul face aux tables orientales.